# Armée russe dans les guerres de la Révolution et de l'Empire

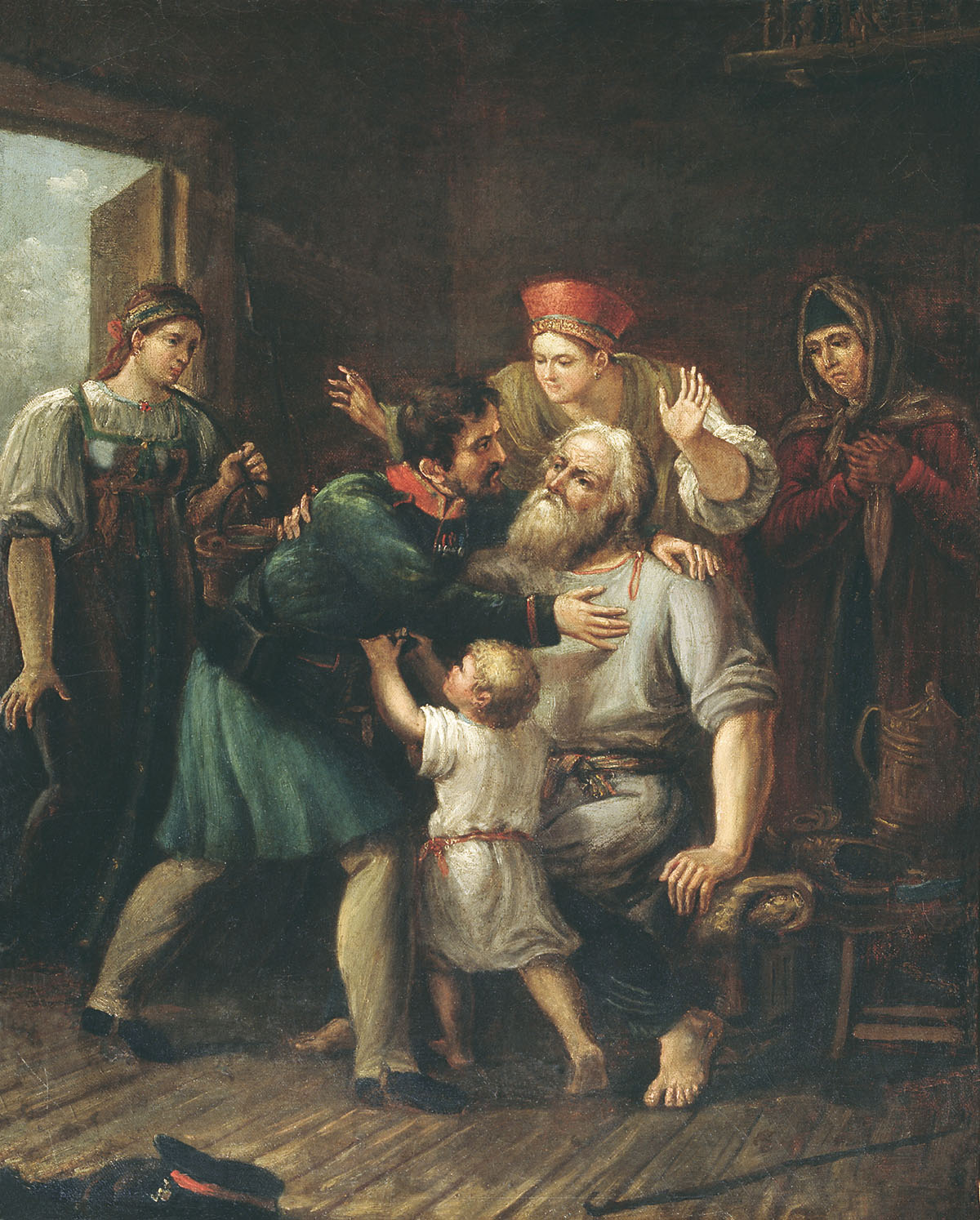
Le retour du soldat dans son foyer à la fin de la guerre, toile d', 1815.

L'armée russe dans les guerres de la Révolution et de l'Empire est un des principaux belligérants des guerres européennes entre 1792 et 1815. Héritière de l'organisation administrative et militaire de Pierre le Grand et Catherine II, engagée dans la guerre russo-turque et les partages de la Pologne, l'armée russe est recrutée par conscription en grande partie parmi des serfs sans instruction ; elle compte aussi beaucoup de cosaques et autres irréguliers. Son encadrement, issu de la noblesse russe, est inégal mais son efficacité tend à s'accroître au cours de la période. La Russie se tient à l'écart des guerres de la Première Coalition (1792-1797) mais, sous Paul Ier, s'engage dans la Deuxième Coalition en 1798-1799 et affronte la République française en Hollande, en Italie et en Méditerranée. Brièvement alliée de la France à la fin du règne de Paul Ier, la Russie redevient son principal adversaire continental sous son fils Alexandre Ier qui se joint à l'Autriche dans la Troisième Coalition (1805) puis à la Prusse dans la Quatrième Coalition (1806-1807) contre l'Empire français de Napoléon Ier : lourdement battue à Austerlitz et à Friedland, la Russie joue de nouveau la carte de l'alliance française après les traités de Tilsit, termine à son avantage la guerre russo-turque et profite de ce délai pour réorganiser et renforcer son armée afin de la mettre à égalité avec la Grande Armée napoléonienne. La campagne de Russie de 1812, appelée « guerre patriotique » par les Russes, mobilise les plus grands effectifs jamais vus dans une guerre européenne : Napoléon avance jusqu'à Moscou sans pouvoir forcer la capitulation de la Russie. Après des pertes énormes dans les deux camps, la contre-offensive russe permet à l'armée du tsar, alliée à la Prusse puis à l'Autriche et aux autres États allemands avec le soutien du Royaume-Uni, de remporter la campagne d'Allemagne en 1813 et celle de France en 1814. Alexandre, grand vainqueur de la guerre avec une armée supérieure à toutes les autres forces du continent, fait figure d'arbitre de l'Europe au congrès de Vienne en 1815.

## CatherineIIet l'armée de l'absolutisme éclairé

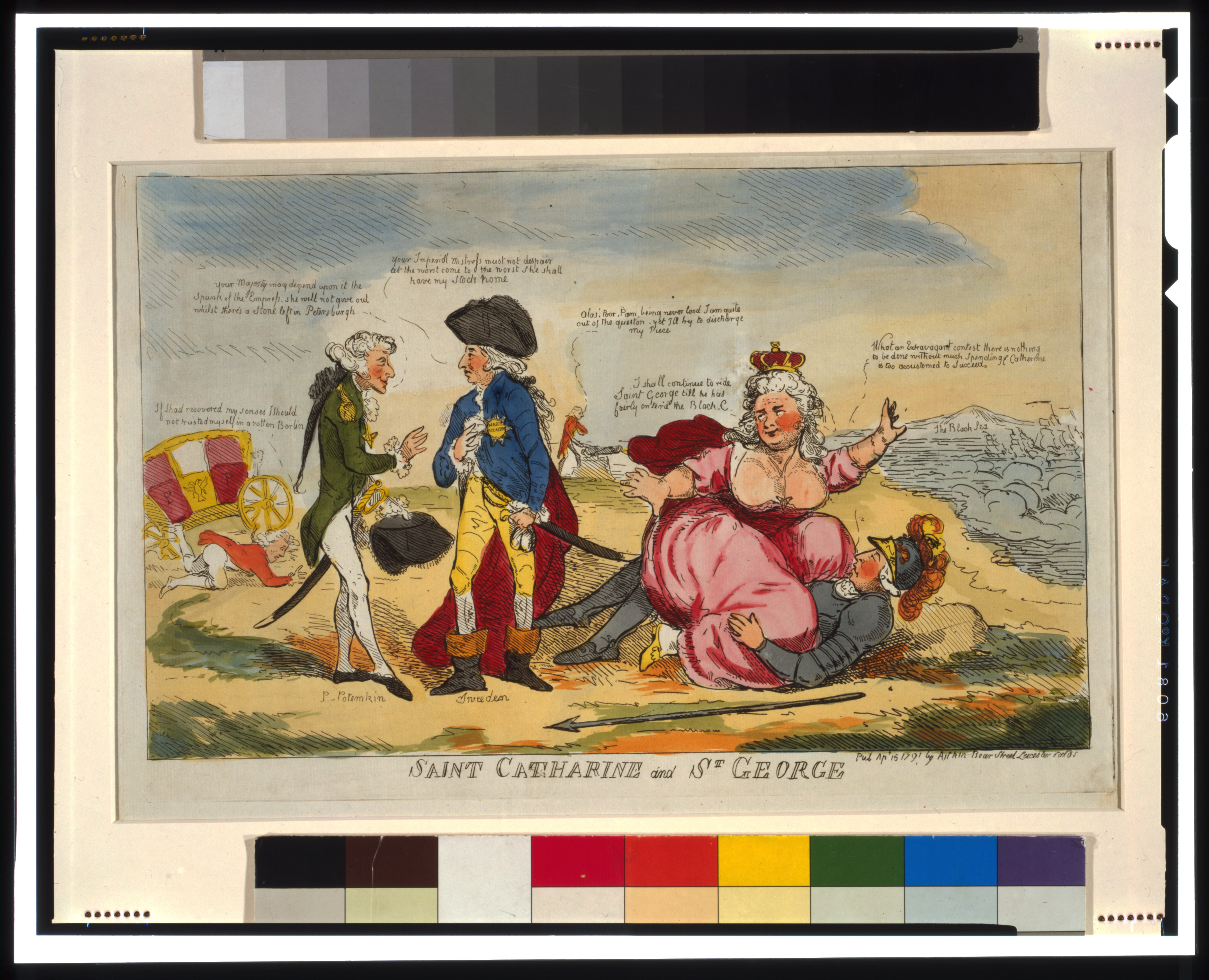
Le ministre russe Grigori Potemkine, réformateur de l'armée russe, dicte les conditions de la paix à Gustave III de Suède tandis que l'impératrice Catherine II profite des bonnes dispositions de George III de Grande-Bretagne (« saint Georges ») pour lancer sa flotte sur la mer Noire. Caricature anglaise de 1791.

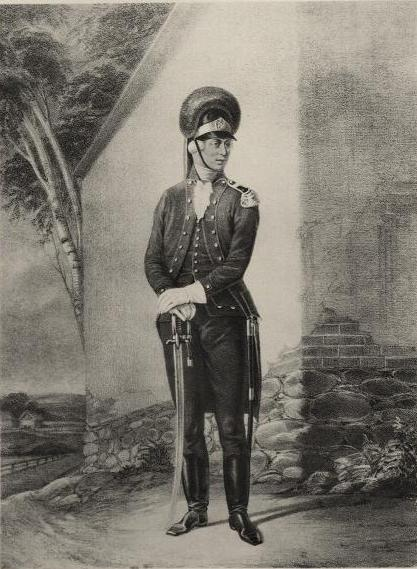
Uniforme d'officier de Jäger vers 1786-1796, gravure anonyme, v. 1841-1862.

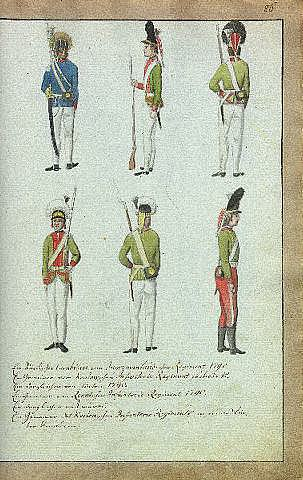
Uniformes de l'armée russe en 1793, dessin de Johann Christoph Brotze (1742–1823).

Le règne d'« absolutisme éclairé » de Catherine II, de 1762 à 1796, est marqué par un travail de rationalisation administrative inspiré de la philosophie des Lumières : division homogène du territoire en 50 gouvernements de ressources comparables, avec une population de 300 000 à 400 000 habitants, divisés en districts de 20 000 à 30 000 habitants ; la noblesse est représentée dans les conseils de gouvernement et de district et à la bourgeoisie dans les municipalités et les guildes de marchands ; ceux-ci sont divisés en trois classes selon leur richesse dont les deux classes les plus riches sont exemptées de conscription. L'abolition des douanes intérieures et des monopoles favorise un développement rapide de l'industrie et des échanges : le commerce extérieur décuple au cours du XVIIIe siècle, les exportations dépassant largement les importations. La noblesse est une classe héréditaire et en même temps assez ouverte car on peut y accéder en s'élevant dans la hiérarchie administrative et militaire. Cet esprit d'innovation se retrouve dans l'organisation de l'armée : la seconde moitié du siècle est marquée par une profusion de réformes où des observateurs extérieurs comme le Français Gilbert Romme, dans un rapport secret au ministère français en 1780, ne voient parfois que confusion. Le règlement d'infanterie de 1763 permet à chaque colonel d'exercer et administrer son régiment à son gré, ce qui suscite la publication de brochures d'instruction comme Usages du service de Piotr Roumiantsev (1770), Règlement du régiment (1764-1765) et La science de la victoire (1795-1796) de Souvorov, Remarques sur le service de l'infanterie en général et chez les chasseurs à pied en particulier de Koutouzov (1780).
Cependant, le même règlement donne au colonel un pouvoir illimité sur les finances de son régiment. Il est courant qu'il mente sur son effectif d'hommes et de chevaux, qu'il surfacture le fourrage et autres denrées pour empocher la différence. Semion Vorontsov, en 1802, note avec indignation que les colonels détournent souvent la solde destinée à leurs hommes.
Selon le règlement établi par Pierre le Grand, tout noble apte au service doit, sous peine de déchéance et confiscation de ses biens, servir comme soldat à partir de l'âge de 13 ans, puis comme officier. Un noble ne peut devenir officier s'il n'a pas servi comme simple soldat dans la Garde impériale. Cependant, les familles influentes de la cour impériale n'ont pas trop de mal à tourner ces règles et à inscrire leur fils dans la Garde dès le plus jeune âge pour lui assurer une promotion plus rapide : le futur feld-maréchal Piotr Roumiantsev est ainsi enregistré à l'âge de 5 ans, Piotr Dolgoroukov (en), enrôlé à deux mois et demi, devient capitaine à 15 ans et Major général à 21 ans. L'obligation militaire pour les nobles est abolie par Pierre III en 1763 mais la carrière des armes reste la plus honorable pour les nobles ; le clientélisme et le népotisme entraînent une multiplication des postes surnuméraires : en 1782, 108 000 nobles servent dans l'armée ; le régiment Préobrajensky de la Garde compte 6 134 sous-officiers pour 3 502 soldats. Les officiers surnuméraires de la Garde peuvent être mutés dans les régiments réguliers, ce qui leur assure une promotion de deux rangs.
La Russie est en même temps une société féodale très inégalitaire où plus de la moitié des paysans sont réduits au servage. Les dépenses croissantes de la noblesse l'incitent à prélever une large part de la production céréalière pour l'exportation et à faire travailler les serfs dans l'industrie et les mines. Cette pression drastique entraîne des troubles qui culminent avec la grande révolte paysanne de 1773-1775 conduite par Emelian Pougatchev.
En 1795, selon les données du Collège de la guerre, l'armée russe compte 541 741 hommes plus 46 601 cosaques enregistrés et 100 000 hommes de cavalerie irrégulière qui peuvent être requis en temps de guerre. Elle est organisée en :
- 11 régiments de grenadiers de 4 075 hommes et trois régiments incomplets entre 1 000 et 3 000 hommes ;
- 51 régiments de fusiliers de 2 424 hommes, chacun comprenant deux compagnies de grenadiers ;
- 7 régiments de fusiliers sans grenadiers et un régiment de fusilier à 4 bataillons, comptant 4 143 hommes ;
- 12 bataillons de fusiliers de 1 019 hommes et un bataillon de 1 475 hommes ;
- 58 bataillons de garnison totalisant 82 393 hommes
- 9 corps de Jäger (chasseurs à pied) de 3 992 hommes et 3 corps de 2 994 hommes ;
- 4 régiments d'infanterie polonaise de 1 447 hommes chacun[7].

En septembre 1796, Catherine II est sur le point d'entrer en guerre contre la France républicaine : elle offre à la Grande-Bretagne d'envoyer un corps expéditionnaire de 60 000 hommes contre un subside de près de 8 millions livres et la cession de la Corse, alors occupée par les Anglais, mais la mort de l'impératrice en octobre annule ces préparatifs.

## PaulIer, adversaire puis allié de la République française

### Un empereur pacifique et amateur de parades militaires

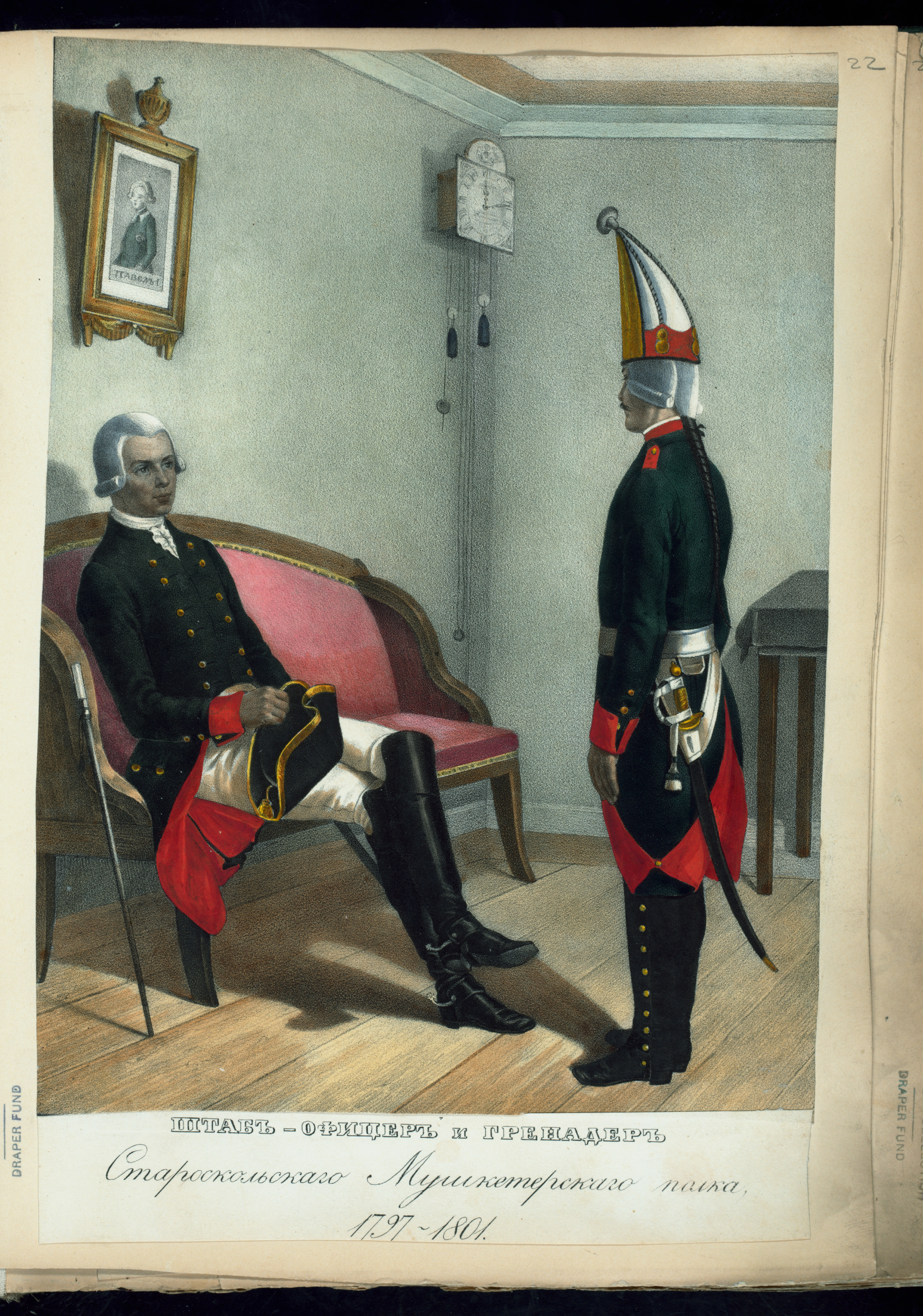
Officier supérieur et grenadier habillés à la prussienne sous Paul Ier, gravure russe, 1797-1801.

Son successeur Paul Ier, détesté par sa mère Catherine II qui a voulu le déshériter, s'empresse de liquider l'héritage maternel dès qu'il monte sur le trône en 1796. Les réformes militaires de Paul Ier (ru) sont radicales. Il limoge 7 feld-maréchaux, 300 généraux et plus de 2 000 officiers ; il supprime les états-majors. En même temps, il s'efforce de réduire la corruption dans l'armée, rétablit les peines infamantes contre les nobles, augmente la solde des soldats en échange d'une plus stricte obligation de présence. Par une instruction de novembre 1796, il impose à toute l'armée le modèle de ses troupes personnelles, formées par lui dans son semi-exil de Gatchina : l'uniforme étroit et incommode avec sa mitre pointue, plus haute pour les grenadiers que pour les fusiliers, est imité de l'armée prussienne de Frédéric II, tout comme l'entraînement (drill) basé sur l'automatisme des mouvements et le pas de parade,. Il fait rédiger par le général Fédor Rostopchine un règlement nouveau pour la cavalerie et l'infanterie en novembre 1796, un pour la marine en février 1797. Le feld-maréchal Alexandre Souvorov est un des rares officiers à oser manifester son mécontentement : « Les Russes ont toujours battu les Prussiens, que veut-on donc copier ? » ce qui lui vaut d'être démis de ses fonctions. En 1797, le corps des officiers est ramené à 399 généraux, 297 colonels, 466 lieutenants-colonels et 1 654 majors. Au début de son règne, Paul affiche une volonté de paix : il annule les préparatifs de Catherine pour se joindre à la Première Coalition contre la République française, fait rappeler la flotte russe de la mer du Nord et les troupes en expédition en Perse,.

### La guerre contre la République

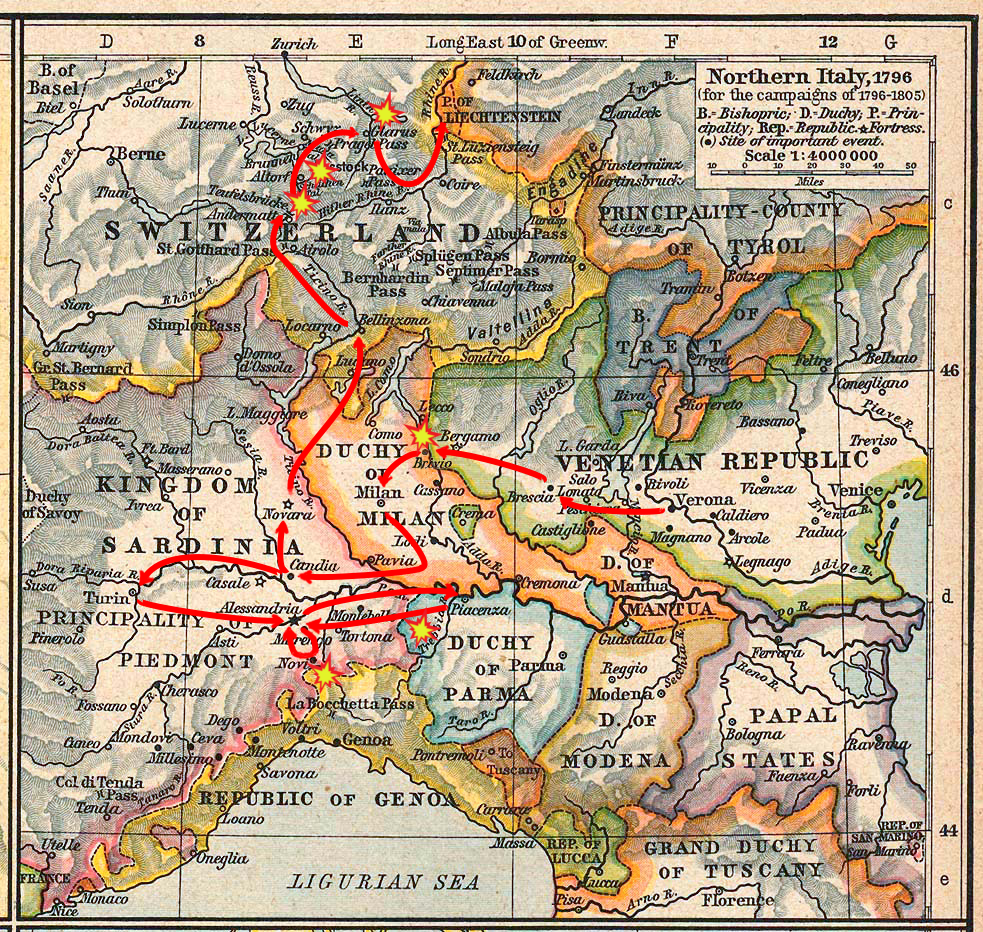
Campagne de l'armée russe en Italie en 1799.

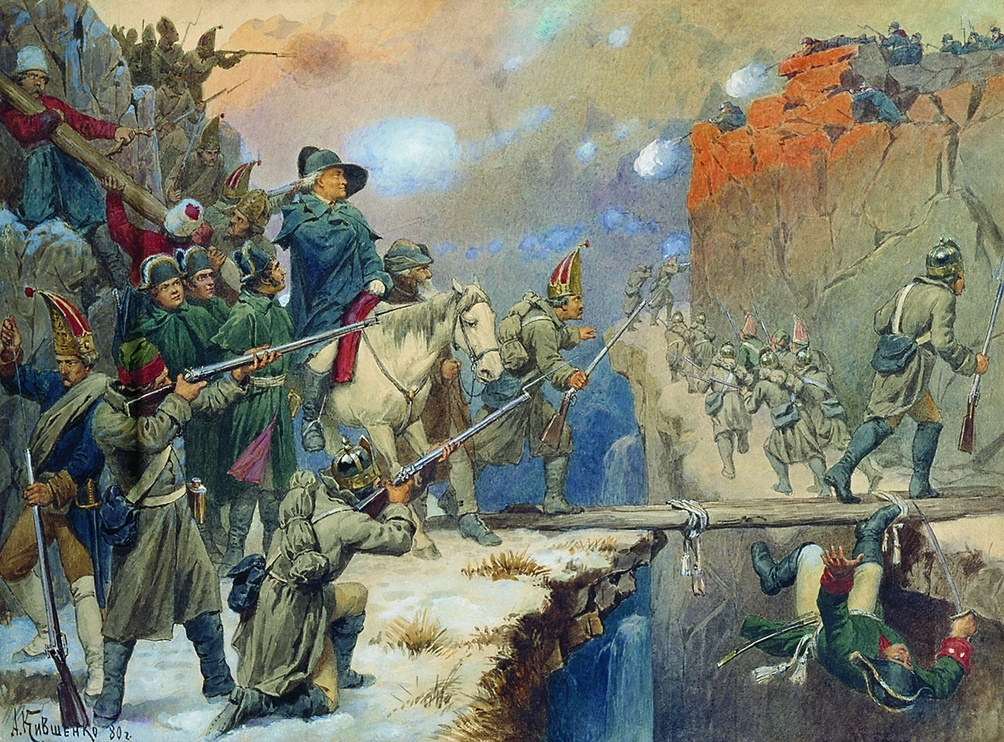
Passage du pont du Diable au col du Saint-Gothard par l'armée d'Alexandre Souvorov en 1799, fresque d'Alexeï Kivchenko (1851–1895).

La politique de Paul bascule à nouveau lorsque le jeune général Napoléon Bonaparte, après avoir battu les Autrichiens en Italie et leur avoir dicté la paix de Campoformio, se lance en 1798 dans la campagne d’Égypte en occupant au passage l'île de Malte. Les chevaliers de Saint-Jean, propriétaires de l'île et qui, l'année précédente, avaient décerné à Paul le titre honorifique de protecteur de l'Ordre, vont implorer son aide et, avec le consentement tacite du pape Pie VI, l'élisent comme grand maître de l'Ordre. Paul se met alors à la tête d'une nouvelle coalition rassemblant la Russie orthodoxe, les monarchies catholiques et l'Empire ottoman musulman contre la France républicaine : le tsar espère à la fois s'imposer comme sauveur de l'Europe chrétienne et étendre l'influence russe en Méditerranée. Il forme un corps expéditionnaire aux côtés des Britanniques pour conquérir la République batave (Pays-Bas actuels), alliée de la France ; envoie la flotte de l'amiral Ouchakov pour une campagne méditerranéenne et l'armée du feld-maréchal Souvorov, tiré de sa retraite, en Italie. Souvorov ne cache pas son mépris pour les uniformes de parade à la prussienne et réintroduit des uniformes russes plus fonctionnels, ce qui aboutit à des grands disparates de tenues selon les unités. Les principes de Souvorov, publiés après sa mort dans L'Art de vaincre, montrent sa confiance dans les soldats et l'importance qu'il accorde à l'audace et à la rapidité. Aimé de ses hommes, il peut se montrer impitoyable envers ses ennemis comme lors du massacre de Praga, en 1794, où il fait passer au fil de l'épée au moins 10 000 soldats et civils polonais.
Pendant l'expédition anglo-russe en Hollande, les Britanniques sont déroutés par le courage indiscipliné des soldats russes, qui attaquent prématurément et en désordre sous des officiers inattentifs, et par leurs habitudes de pillage : il leur arrive de revenir au camp chargés de beurre, de fromage et même de pendules. Plus tard, évacués vers l'Angleterre, on les voit boire l'huile de baleine des réverbères.
Ce premier contact avec l'armée russe laisse aussi une forte impression aux Français :

« Cet homme [Souvorov], comblé des faveurs de son maître, et revêtu des dignités et des principaux honneurs militaires de l'empire russe, vivait avec la simplicité d'un Tatare, et combattait avec la vivacité d'un Cosaque. Religieux jusqu'au fanatisme, il inspirait ce dernier sentiment aux soldats sous ses ordres. Sorti lui-même des derniers rangs de l'armée, il n'oubliait point cette origine. Le culte superstitieux qu'il affichait, et cette espèce de courage sauvage et féroce qu'il savait montrer dans l'occasion, l'avaient fait adorer des guerriers non moins farouches et fanatiques qu'il conduisait. »

Cependant, les relations des Russes avec leurs alliés deviennent vite exécrables : l'armée de Souvorov, mal soutenue par les Autrichiens, traverse les Alpes mais arrive trop tard pour éviter le désastre de l'armée de Korsakov à la bataille de Zurich (25-26 septembre 1799), Ouchakov est au bord de la rupture avec l'amiral britannique Horatio Nelson qui lui dispute la possession de Malte tandis que l'expédition anglo-russe en Hollande tourne au fiasco par l'abandon des Britanniques (novembre 1799). Paul, dégoûté, décide de quitter la coalition.

### Retournement d'alliance avec le Premier Consul

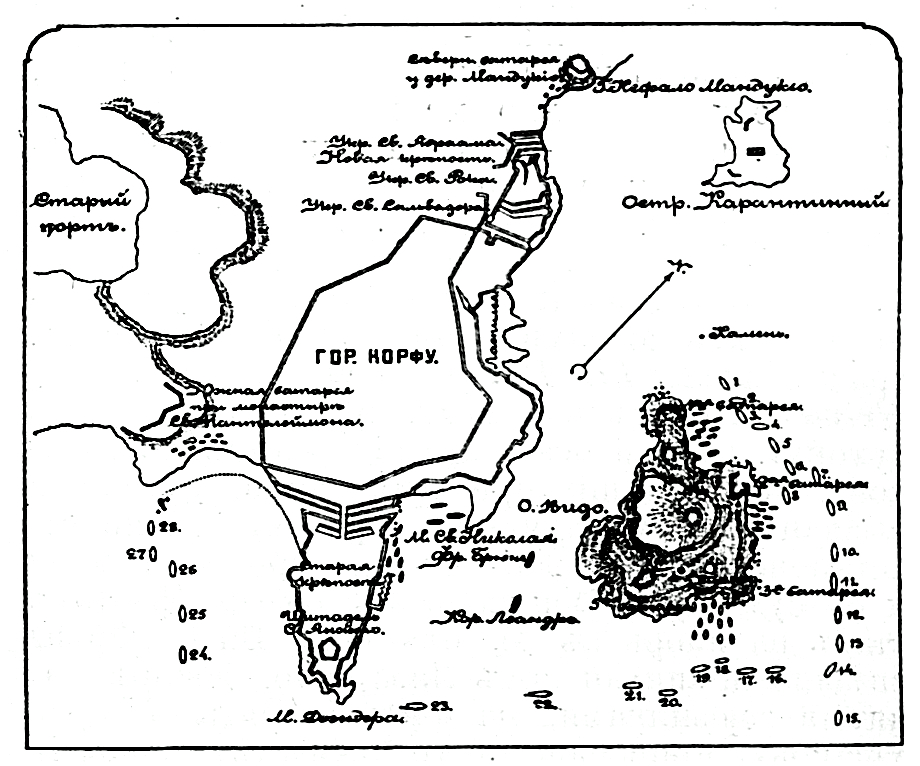
La flotte russe devant Corfou en 1800-1807, gravure de l'Encyclopédie militaire russe, 1913.

Le retour de Bonaparte et ses victoires sur les Autrichiens déclenchent une allégresse inattendue à la cour de Paul qui se réjouit ouvertement de l'humiliation de ses anciens alliés et devient un grand admirateur du Premier Consul : « Voyez comme l'on étrille les Autrichiens en Italie depuis que les Russes n'y sont plus ! » Bonaparte et son ministre des Affaires étrangères, Talleyrand, sentent que la Russie est mûre pour un basculement des alliances. Le 18 juillet 1800, Bonaparte fait envoyer par Talleyrand une lettre adressée au vice-chancelier Nikita Petrovitch Panine. La France venait de négocier avec la Grande-Bretagne un échange de prisonniers mais les Britanniques avaient négligé d'y inclure les soldats russes capturés pendant l'expédition anglo-russe en Hollande où ils avaient couvert la retraite de leurs alliés. Bonaparte ordonne de libérer sans contrepartie les 6 000 Russes prisonniers en France : ils seront habillés et armés de neuf aux frais de la France et leurs drapeaux leur seront restitués.
Paul Ier est un souverain colérique, capricieux et qui, malgré sa haine du jacobinisme, bouscule durement les privilèges de la noblesse : ses ennemis s'efforceront de le faire passer pour fou. Cependant, sa politique extérieure ne manque pas de cohérence. Flatté par la conduite chevaleresque de Bonaparte, il envoie le général Georg Magnus Sprengtporten pour discuter d'une réconciliation et prendre réception des prisonniers de guerre libérés qu'il compte envoyer à Malte. Mais l'amiral britannique Nelson occupe Malte et refuse de la céder à la Russie. Le tsar en vient à penser que Bonaparte serait un meilleur allié que les Autrichiens et les Britanniques. Il entreprend de constituer une ligue du Nord avec la Suède, le Danemark et la Prusse pour contrer l'hégémonie maritime britannique dans la mer Baltique et prépare une expédition (en) en Inde pour en chasser la Compagnie britannique des Indes orientales. Ce projet trouve une fin soudaine quand Paul Ier est assassiné par une faction de nobles le 11 mars 1801. L'armée russe commandée par l'ataman Vassili Orlov (en), forte de 22 000 hommes, essentiellement des cosaques, 44 000 chevaux et deux compagnies d'artillerie à cheval, approchait de la mer d'Aral quand elle reçoit son ordre de rappel.

## AlexandreIerface à Napoléon

### Les incertitudes du début du règne

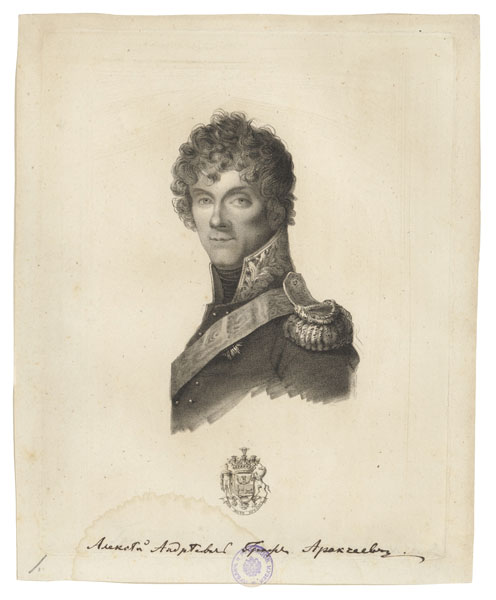
Alexis Araktcheïev, homme de confiance d'Alexandre Ier, v. 1800.

Le jeune empereur Alexandre Ier, qui succède à son père assassiné, veut éviter tout conflit qui compromettrait les intérêts de la Russie : il négocie un rapprochement avec les Britanniques et renonce au projet de ligue maritime du Nord. En même temps, il poursuit la politique d'entente avec la France avec qui il signe, le traité de Paris du 10 octobre 1801 assorti d'une convention secrète : chacune des puissances s'engage à n'apporter aucune aide aux ennemis intérieurs ou extérieurs de l'autre, la France reconnaît l'indépendance de la République des Sept-Îles (îles Ioniennes) et les deux puissances garantissent sa neutralité. Parallèlement, Alexandre inaugure une politique d'amitié avec la Prusse de Frédéric-Guillaume III qu'il rencontre à Memel le 29 mai 1802. Il intervient dans les négociations du recès d'Empire, signé le 25 février 1803, pour garantir les intérêts des princes allemands du Saint-Empire. Il rappelle d'exil Alexis Araktcheïev, disgracié par Paul Ier, et le nomme grand maître de l'artillerie le 14 mai 1803. Araktcheïev entreprend de réorganiser l'artillerie et d'en faire une arme autonome, ce qui heurte les habitudes des commandants d'infanterie ; il crée des écoles d'artillerie pour les officiers et les soldats, ainsi qu'une revue spécialisée, le Journal de l'artillerie. Cependant, cette modernisation n'est pas encore terminée en 1812.
La signature d'un traité entre la France et l'Empire ottoman inquiète Alexandre qui cherche à renforcer sa position en Méditerranée. En août 1801, il envoie un renfort de 1 600 hommes aux îles Ioniennes ; en 1804, les Russes ont 11 000 soldats et 16 navires de guerre dans l'archipel. Dès l'hiver 1803-1804, les conseillers d'Alexandre discutent de la possibilité d'une reprise des hostilités contre la France. Les deux puissances sont encore rivales dans les Balkans où elles cherchent à tirer parti de la révolte des Serbes. L'affaire du duc d'Enghien, prince français soupçonné de conspirer avec les émigrés royalistes, enlevé par la police française sur les terres de l'Électorat de Bade et exécuté après un procès sommaire, entraîne un gel des relations entre la France et la Russie.
L'effectif de l'armée russe en temps de paix passe de 446 000 hommes en 1801 à 475 000 en 1805. Araktcheïev, nommé ministre de la Guerre le 13 janvier 1808, impose une stricte discipline au corps des officiers et développe les services d'intendance, fournitures et munitions. Il transforme son domaine de Grouzino en colonie de paysans-soldats, modèle qui sera développé par Alexandre après 1815.

## L'armée de la guerre patriotique (1812-1814)

### Recrutement

#### Officiers

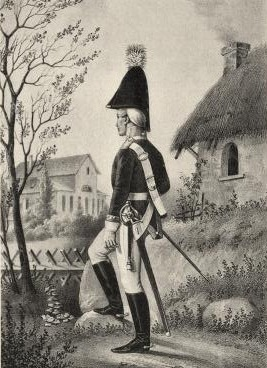
Enseigne des dragons de Saint-Pétersbourg vers 1802-1803, gravure russe d'A. Viskovatov, 1841-1862.

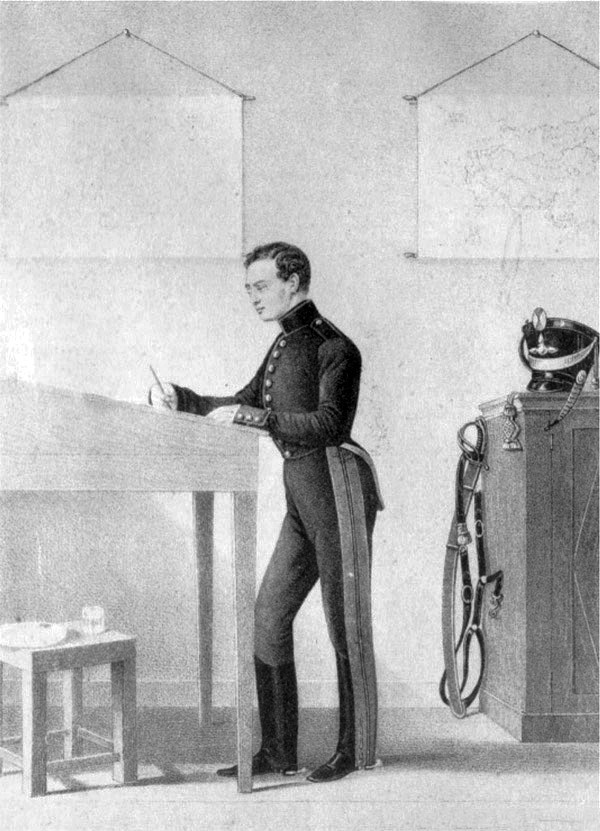
Officier topographe d'état-major vers 1822-1825, gravure russe d'A. Viskovatov, 1841-1862.

Le corps des officiers passe de 12 000 membres en 1803 à plus de 14 000 entre 1805 et 1807 et entre 15 000 et 17 000 en 1812. Les nobles représentent 89 % du corps des officiers en 1812 ; cependant, peu d'entre eux sont propriétaires terriens et la plupart doivent se contenter de leur maigre solde, allant de 142 roubles-assignats par an pour un sous-lieutenant à 334 pour un colonel, soit, en valeur comparée, dix fois moins que leurs homologues français (400 000 francs par an pour un sous-lieutenant, 400 000 francs pour un colonel) ; les officiers russes touchent diverses indemnités mais doivent s'équiper à leurs frais. Seuls les officiers de la Garde, issus de la haute noblesse, peuvent se permettre de vivre dans le luxe. Éduqués par des précepteurs, ils parlent une ou plusieurs langues étrangères et participent à la vie mondaine de la capitale. Dans le régiment Préobrajensky, le plus ancien et un des plus prestigieux de la Garde, un quart des officiers possèdent plus de 1 000 serfs et un chef de bataillon, le comte Mikhaïl Vorontsov, en a 24 000. À l'opposé, 6 % des officiers sont fils de paysans, d'artisans ou de soldats.
Beaucoup d'officiers sont d'origine étrangère, ce qui irrite parfois les patriotes russes. Les Germano-Baltes, sujets russes depuis Pierre le Grand, représentent 7 % des généraux en 1812, situation favorable due en partie à leur niveau d'éducation supérieur à celui de la noblesse provinciale russe. Des nobles étrangers sont attirés par des perspectives de carrière ou, comme les émigrés royalistes français, par des perspectives de revanche sur le régime républicain ou napoléonien. La plupart des 800 médecins militaires de 1812 sont allemands. Les étrangers sont nombreux dans les états-majors et les armes techniques : deux des plus fameux ingénieurs militaires sont le Hollandais Jan Pieter van Suchtelen et l'Allemand Karl Opperman (en). Le général Pierre Wittgenstein, qui commande l'armée du Nord en 1812, est un Prussien de Westphalie ; son chef d'état-major, Friedrich d'Auvray, est un Saxon d'origine française qui a été au service de la Pologne ; un des chefs de son artillerie Lev Iachvil (en), est un Géorgien et a pour adjoint Ivan Soukhozanet (ru), un Polonais de Vitebsk.
Le Britannique Henry Bunbury, qui avait servi aux côtés des Russes pendant l'expédition de Hollande en 1799, comme son compatriote Robert Wilson, qui accompagne leur armée à partir de 1807, déplorent la grossièreté et le manque d'éducation des officiers russes comme leur incapacité à commander une manœuvre. En 1812, seulement 25 à 30 % des officiers sont passés par une école militaire. Un soldat d'origine noble peut devenir officier au bout d'un an de service. Un soldat d'origine paysanne peut s'élever au rang d'officier s'il a servi pendant 12 ans comme sous-officier, délai réduit à 8 ans pour les enfants de troupe et les hommes issus du clergé.
Les guerres napoléoniennes favorisent la promotion rapide de cadres de valeur. Karl Nesselrode n'a que 28 ans lorsqu'il prend la tête de l'espionnage russe à Paris en 1808 avant de devenir le principal conseiller diplomatique d'Alexandre en 1812-1814. Parmi les officiers qui se distinguent en 1812-1814, Alexandre Tchernychev et Hans Karl von Diebitsch sont nommés lieutenant général à 28 ans, Mikhaïl Vorontsov à 30 ans, Piotr Volkonski est chef d'état-major d'Alexandre à 38 ans. Nikolaï Kamenski commande l'armée du Danube en 1811 et remporte une série de victoires sur les Ottomans avant de mourir de maladie à 34 ans.
Jusqu'en 1805, l'armée russe n'a pas de grande unité au-dessus du niveau du régiment, ce qui constitue un grave handicap face à l'armée française coordonnée en divisions et de corps d'armée. Les états-majors, supprimés par Paul Ier, sont rétablis sous Alexandre Ier. L'ingénieur Jan Pieter van Suchtelen est le premier à en assurer la direction avec le titre de quartier-maître général ; en novembre 1810, il est remplacé par Piotr Volkonski. Celui-ci dirige un état-major de 167 officiers pour lesquels il rédige un manuel d'instructions. Il crée une école pour former les « guides de colonne », jeunes officiers destinés au service d'état-major, chargés de superviser les déplacements des unités et de coordonner leurs mouvements. Le Règlement pour le commandement de la Grande Armée en campagne, promulgué par Volkonski en février 1812, fixe les attributions du commandant en chef, des états-majors de division et de corps d'armée, de la police et justice militaire et autres branches de l'encadrement.

#### Soldats

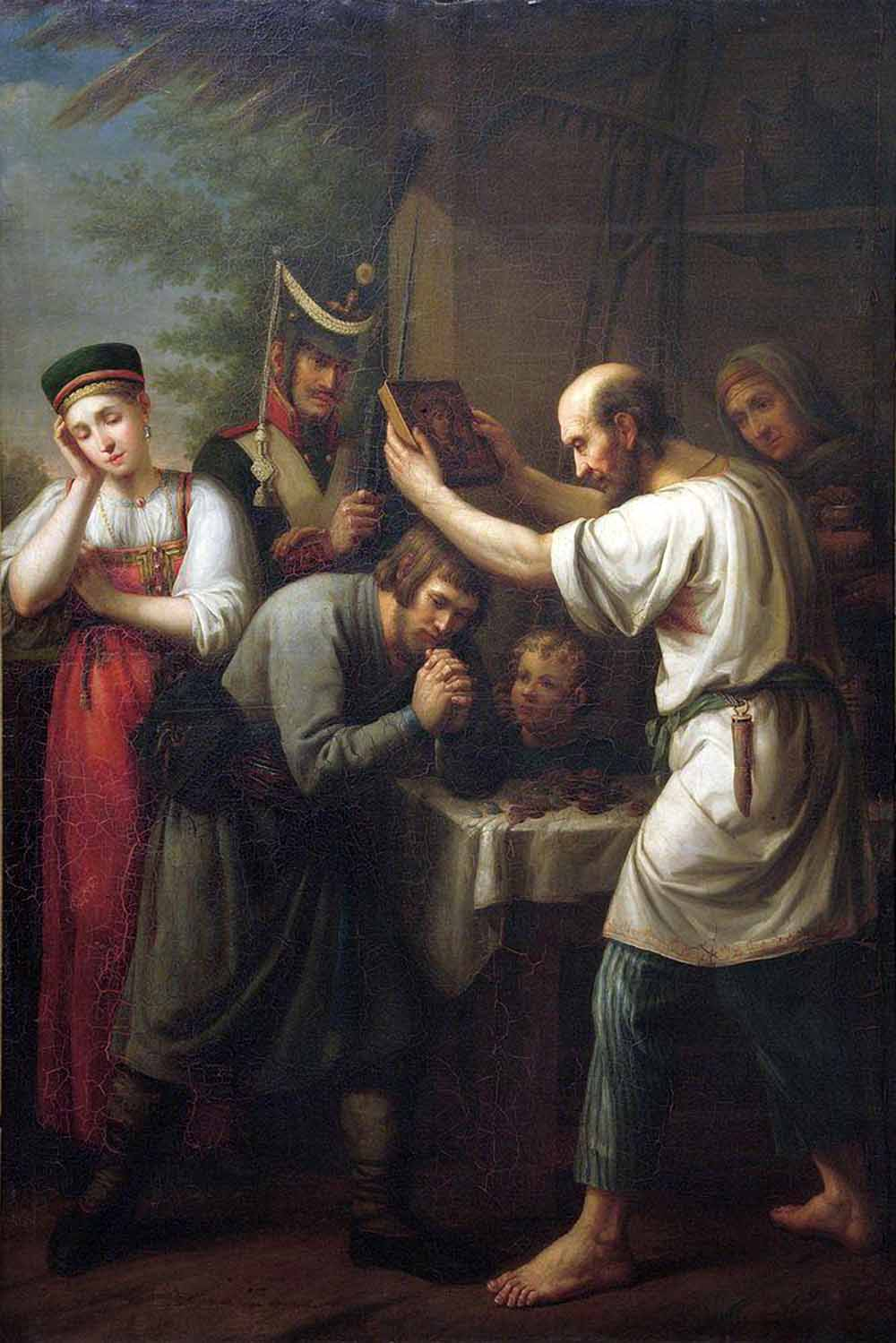
Un paysan bénit son fils enrôlé dans la milice, toile d', 1812.

Les Occidentaux croient souvent que l'Empire russe constitue un réservoir humain inépuisable. En 1801, le Courrier de l'Égypte, journal français imprimé pour les soldats de l'expédition d'Égypte, annonce que le Premier Consul Bonaparte a fait libérer deux millions de prisonniers de guerre russes (en fait, environ 6 000). En 1802, l'effectif de l'armée d'active est évalué à 280 000 hommes ; en ajoutant les garnisons, troupes auxiliaires et cosaques irréguliers, et en soustrayant les malades et absents, le total atteindrait environ 400 000 hommes, soit un potentiel nettement inférieur à celui de la France à la même date. Sous Paul Ier, la levée annuelle est d'un homme sur 500, soit, pour 15 millions d'habitants, 30 000 nouveaux soldats par an. Il n'y a pas de levée d'hommes en 1801 mais elle passe à 2 hommes sur 500 en 1802 et 1803, 4 sur 500 en 1805 et 1806, à quoi s'ajoute, à partir de 1806, une milice populaire. Les recrutements sont encore plus massifs de 1808 à 1810. Au total, de 1802 au début de 1812, l'armée russe lève un million de soldats, soit la moitié de l'effectif (2 271 000 hommes) recrutés pendant tout le XVIIIe siècle. Cet impératif de « gros bataillons » conduit à se montrer peu exigeant sur les critères physiques : les hommes sont enrôlés de 17 à 37 ans avec une taille minimale de 155,6 cm en 1806, abaissée à 155,1 cm en 1812 ; la taille moyenne du soldat russe est de 1,60 m, alors qu'elle est de 1,65 m pour les soldats français. Les conscrits sont admis s'il leur manque un doigt ou plusieurs dents pourvu qu'ils soient capables de charger le fusil ou de déchirer la cartouche avec leurs incisives.
Sous Alexandre Ier comme sous ses prédécesseurs, ce sont les serfs des campagnes qui représentent la grande majorité des conscrits. En temps de paix, tout propriétaire de 500 « âmes » doit fournir deux hommes à l'armée ; en temps de crise, le chiffre peut atteindre un homme sur vingt. En 1805, la levée de 4 hommes sur 500 donne 110 000 recrues. En 1812, l'armée procède à trois levées de cinq hommes sur 100.
L'ordre social de la Russie reposant sur le servage, les propriétaires redoutent tout ce qui tendrait à donner une formation militaire aux serfs et permettrait une révolte comme celle de Pougatchev en 1775. Le choix d'un service long, d'une durée de 25 ans, au lieu d'un service de réserve, détache le soldat de sa communauté d'origine. Compte tenu des fortes pertes par maladies et épreuves physiques, à peine 2 % des soldats arrivent vivants à la fin de leur service. Un attaché militaire français écrit en 1804 : « Quand un homme est désigné pour la recrue dans un village, ses parents se rassemblent comme pour assister à une fête mortuaire. On le pleure, on l'embrasse, on le regarde comme perdu pour la famille ». Ses enfants sont placés dans un orphelinat militaire et deviennent souvent des artisans, musiciens et autres menus personnels de l'armée.
Le général français Langeron, émigré royaliste passé au service d'Alexandre Ier, note les défauts de ce mode de recrutement : « S'il y a parmi ses paysans ou serviteurs un voleur incorrigible, il [le propriétaire terrien] l'envoie ; s'il ne dispose pas de voleur, il envoie un ivrogne ou un paresseux ; enfin, s'il n'y a parmi ses serfs que des honnêtes gens, ce qui est presque impossible, il choisit le plus faible. Il existe des lois très strictes concernant l'enrôlement de ces recrues, leur taille, leur âge, leur santé, et même les qualités qu'elles doivent posséder ; mais il est démontré que ces lois, comme malheureusement beaucoup d'autres, sont facilement contournées en Russie ».

#### Misère et grandeur du soldat

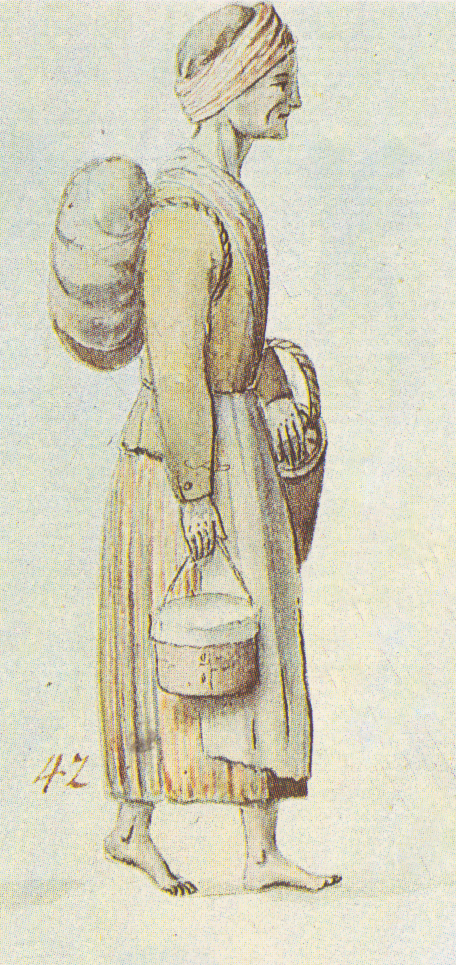
La femme d'un soldat russe de la garnison de Riga, dessin de Johann Christoph Brotze (1742–1823).

Pendant la guerre russo-turque de 1806-1812, l'armée russe perd 150 000 hommes dont seulement 30 000 au combat, le reste par maladies. L'état sanitaire de l'armée russe est particulièrement désastreux mais il n'est guère meilleur chez ses adversaires : pendant les guerres napoléoniennes, l'armée française perd 900 000 hommes dont moins de 200 000 au combat, soit 3,5 à 4 morts par maladie pour un tué sur le champ de bataille.
Les conditions de vie des nouveaux soldats s'améliorent quelque peu quand, à partir d'avril 1808, Araktcheïev crée des dépôts de réserve des recrues où les conscrits reçoivent un entraînement préliminaire de 9 mois, avec une discipline et des conditions physiques moins dures que dans les troupes de ligne.
Le général Barclay de Tolly, ministre de la guerre à partir de 1810, constate la forte surmortalité parmi les soldats causée par « le manque de modération dans les châtiments, l'épuisement des forces humaines dans les exercices, et l'absence de souci d'une nourriture saine ». D'autres témoignages confirment la pratique courante des châtiments corporels. Barclay de Tolly s'efforce d'améliorer les conditions de vie des soldats, notamment leur nourriture, et demande que chaque régiment fournisse un état sanitaire détaillé qui permette d'évaluer sa bonne ou mauvaise gestion. Mikhaïl Vorontsov, colonel du régiment d'infanterie de Narva, fait aussi partie des officiers soucieux du bien-être de leurs hommes ; il interdit les châtiments corporels mais note que certains de ses collègues en font grand usage. Il arrive, bien qu'exceptionnellement, qu'un colonel soit puni quand sa brutalité a poussé son régiment à la mutinerie.
La solde du simple fantassin, fusilier ou chasseur, s'élève à 9,5 roubles par an, dix fois moins que son équivalent français (110 francs) et moins que le coût de son uniforme qui est évalué à 11,75 roubles. Les soldats mettent une partie de leur solde et de leurs primes de bons services dans une caisse coopérative (artel) qui leur permet de s'approvisionner à meilleur marché.

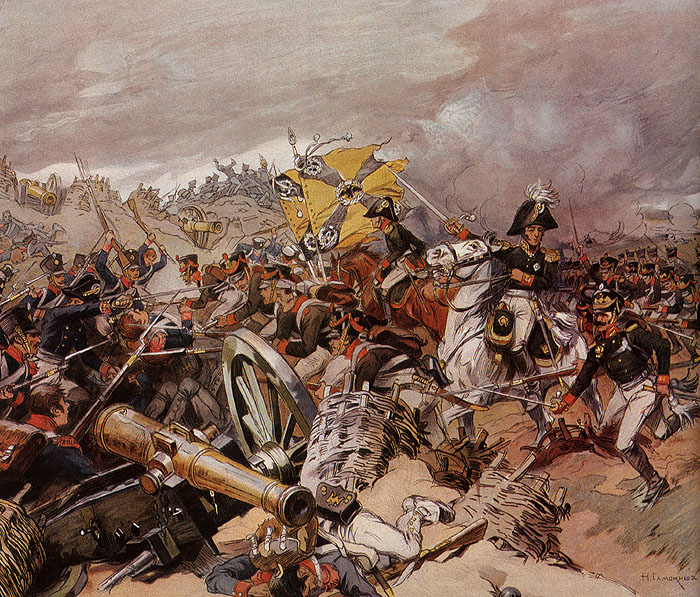
Contre-attaque de l'infanterie russe à la bataille de la Moskova, lithographie de Nikolaï Samokich, 1910.

Ce traitement à la limite de la misère rend souvent le soldat pillard et vorace quand il se trouve en pays ennemi. Cependant, alliés comme adversaires de l'armée russe reconnaissent son étonnante endurance. Le militaire français Marcellin Marbot note que les soldats russes, même criblés de balles, peuvent continuer de marcher à l'assaut et de tirer. Le militaire et diplomate britannique Robert Thomas Wilson, qui accompagne l'armée russe pendant la campagne de Prusse et de Pologne en 1807, émet un jugement élogieux sur le soldat russe tout en critiquant son commandement :

« L'infanterie est généralement composée d'hommes athlétiques entre 18 et 40 ans, dotés d'une grande force physique mais généralement de courte taille, d'allure et de complexion martiales ; endurcis aux extrêmes du climat et du terrain, à la nourriture la plus mauvaise et la plus répugnante, aux marches de jour et de nuit avec quatre heures de repos pour six heures de marche ; accoutumés aux tâches laborieuses et aux plus pesants fardeaux ; féroces mais disciplinés ; braves avec opiniâtreté et susceptibles d'élans enthousiastes ; dévoués à leur souverain, à leur chef et à leur patrie. Religieux sans être affaiblis par la superstition ; patients, dociles et obéissants ; possédant tous les avantages caractéristiques d'un peuple barbare avec les avantages attachés à la civilisation […] La baïonnette est l'arme russe par excellence […] Mais, si remarquable que soit le courage russe sur le champ de bataille, les mouvements d'une armée russe ne se conforment ni aux règles de l'art de la guerre, ni à la pratique établie par Souvorov et offrent à un ennemi entreprenant, même inférieur en nombre, tous les avantages qu'il peut tirer du désordre de leurs rangs. »

Le général français Laurent de Gouvion-Saint-Cyr, qui affronte les Russes à la première bataille de Polotsk (17-18 août 1812), est aussi frappé par l'opiniâtreté de leurs soldats :

« Les Russes montrèrent dans cette bataille une bravoure soutenue et une intrépidité individuelle dont on trouverait bien peu d'exemples chez les troupes des autres nations. Surpris, rompus, leurs bataillons isolés, pour ainsi dire, aussitôt qu'attaqués (puisque nous avions pénétré au travers de leurs lignes), ils ne se déconcertèrent pas et continuèrent à se battre en se retirant, mais avec une extrême lenteur, faisant feu de tous côtés avec une bravoure et une persévérance, je le répète, particulière aux soldats de cette nation. »

Langeron, après avoir critiqué leur mode de recrutement, fait pourtant un vif éloge des qualités des soldats russes :

« Citadelles inébranlables ou flots dévastateurs, sobres quand il le faut, disciplinés quand ils le veulent, ils obéissent à tout avec la même rapidité ; vêtus ou non vêtus, nourris ou mourant de faim, touchant leur solde ou ne la touchant pas, ils ne se plaignent jamais, vont toujours de l'avant et se jettent au feu aux seuls mots de "Russie" ou de "l'empereur" »

.

### Composantes de l'armée: infanterie

#### Infanterie

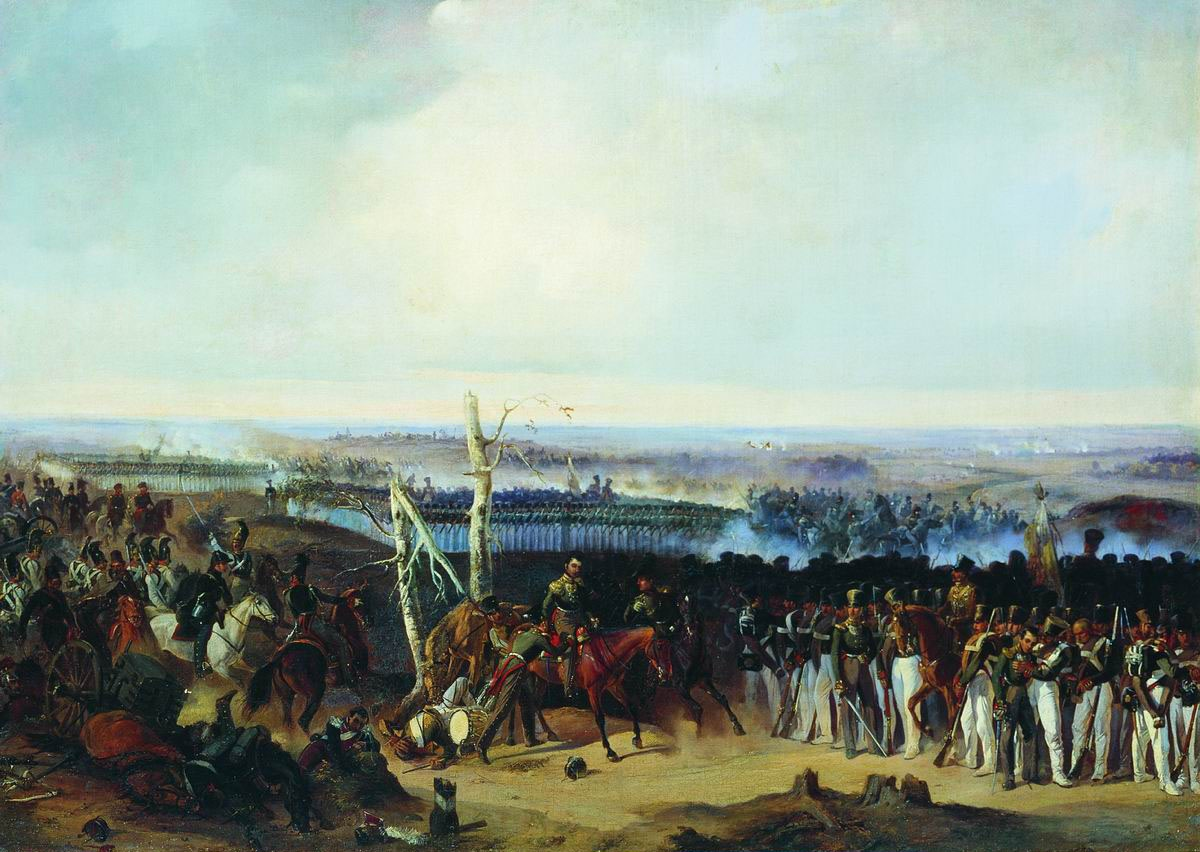
Le régiment Izmaïlovski à la bataille de la Moskova, toile d'Alexandre von Kotzebue, v. 1840.

Barclay de Tolly, à partir de 1810, réorganise l'infanterie en s'inspirant du modèle français napoléonien. Chaque bataillon d'infanterie comprend une compagnie de grenadiers (soldats d'élite de haute taille) et trois de fantassins ordinaires, appelés, selon les unités, fusiliers (Фузилёры/fuzilier), mousquetaires (Мушкетёры/musketer) ou chasseurs (Егерь/ieger, de l'allemand Jäger) ; chaque compagnie comprend une section de tirailleurs (Тиральеры/tiralyer), fantassins légers qui se déploient pour couvrir les flancs de la colonne en marche ou harceler l'ennemi pendant que le reste du régiment se forme en ligne de bataille. Barclay de Tolly développe l'entraînement au tir à la cible, alors très négligé dans l'armée russe (le soldat ne recevait que 6 cartouches par an pour s'exercer) et incite les officiers à le pratiquer pour donner l'exemple. Cependant, dans la tradition de Souvorov, le Règlement d'infanterie de 1811 attribue le rôle décisif à la charge à la baïonnette.
Le règlement établi par Mikhaïl Vorontsov pour le régiment de Narva et que le général Piotr Bagration étendra plus tard à l'ensemble de l'armée insiste sur la fermeté face à l'ennemi : les officiers doivent donner l'exemple et rester impassibles sous le feu ; les troupes peuvent s'abriter derrière un obstacle mais il est interdit de battre en retraite ; semer la panique est sévèrement puni. Au contraire, le commandant doit noter les actes de bravoure pour les récompenser au besoin. Aucun soldat valide ne doit quitter son poste pour aider un camarade blessé à quitter le champ de bataille. Si l'ennemi prend la fuite, les soldats ne doivent pas courir après lui en désordre : seul un détachement du troisième rang est envoyé à sa poursuite.

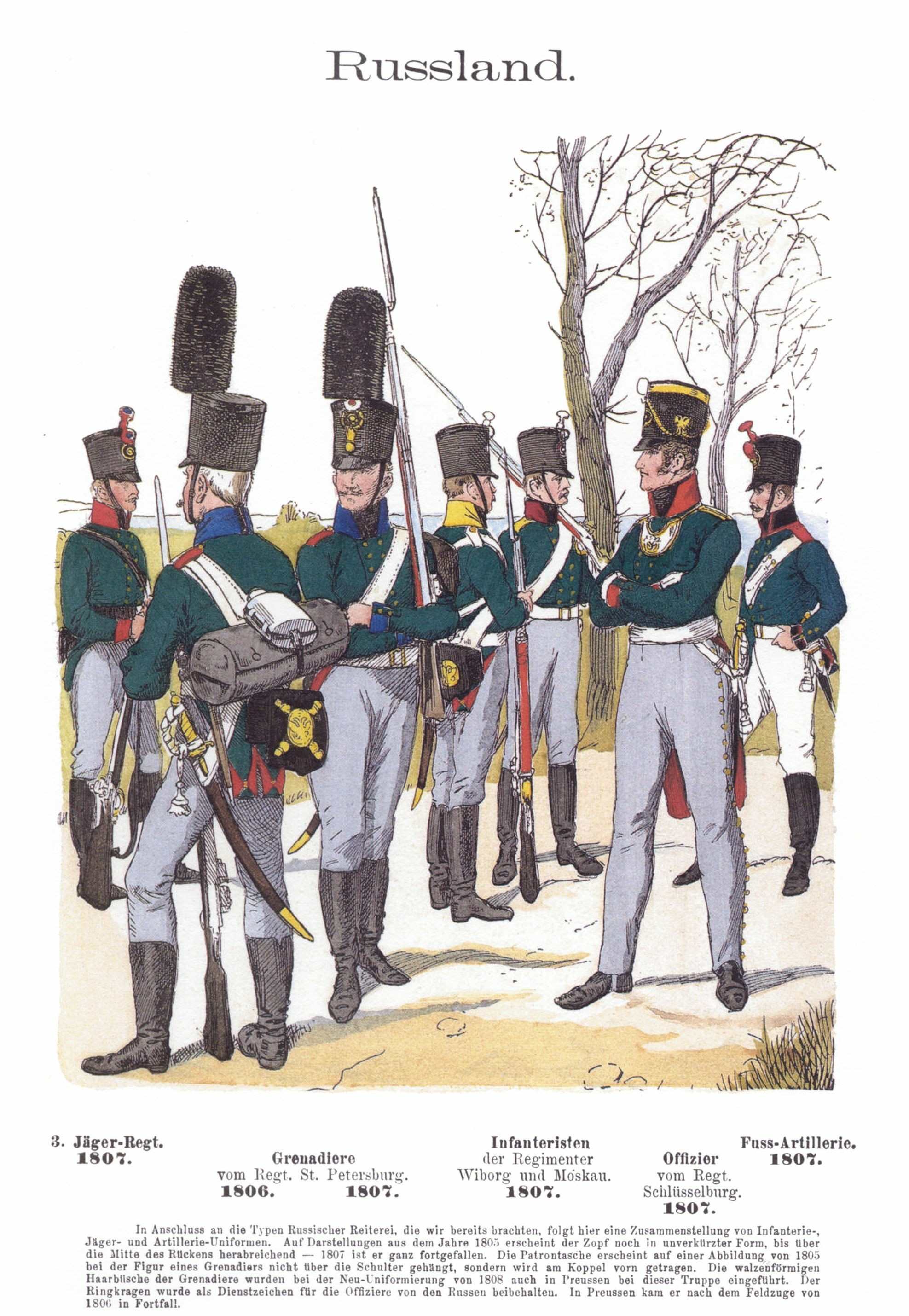
Infanterie russe en 1806-1807 : chasseur à pied, grenadiers, fusiliers, officier d'infanterie, officier d'artillerie à pied. Dessin de Richard Knötel, 1890.

L'infanterie est dotée d'un nouveau modèle de fusil à partir de 1808, imité du fusil français mais avec un calibre légèrement supérieur (17,778 mm au lieu de 17,5 mm), de sorte que les Français ne pouvaient pas réutiliser les munitions prises aux Russes ; cependant, l'armement, hérité des guerres du siècle précédent, reste très hétéroclite avec 28 calibres différents pour le fusil, allant de 12,7 à 21,91 mm : dans le même régiment, on peut utiliser de 3 à 6 calibres différents. Chaque soldat doit avoir une réserve de 60 cartouches et 2 silex de rechange. La production est peu standardisée, le fusil russe revient quatre fois moins cher que son équivalent britannique, le Brown Bess, mais les malfaçons sont fréquentes. Une étude militaire française de 1808 indique que le fusil russe est plutôt meilleur que le fusil d'infanterie français mais inférieur aux fusils britanniques et autrichiens (en).
George Cathcart, officier britannique détaché auprès de l'armée russe, compare les capacités militaires des différentes nations : il estime que les Français, par leur « intelligence individuelle », sont plus aptes au service d'infanterie légère alors que les Russes, s'ils font preuve de beaucoup de fermeté, sont moins capables d'initiative ; cependant, à force d'entraînement, certaines unités atteignent un niveau comparable aux meilleures troupes de l'adversaire. Le nombre des Jägers russes passe de 30 000 en 1786 à 100 000 en 1812 : sur les 50 régiments engagés dans la campagne de 1812, certains, formés trop vite, sont maladroits et inefficaces mais d'autres, ayant l'expérience de la guerre en Finlande, dans le Caucase ou contre les Turcs sur le Danube, sont redoutables. Un officier saxon note sa surprise en 1813 quand il est confronté aux « excellents Jägers du corps de Sacken : ils étaient aussi adroits dans leurs mouvements que précis dans leurs tirs et ils nous ont causé un grand dommage grâce à la supériorité de leurs armes à feu qui portaient deux fois plus loin que les nôtres ».

#### Équiper l'infanterie

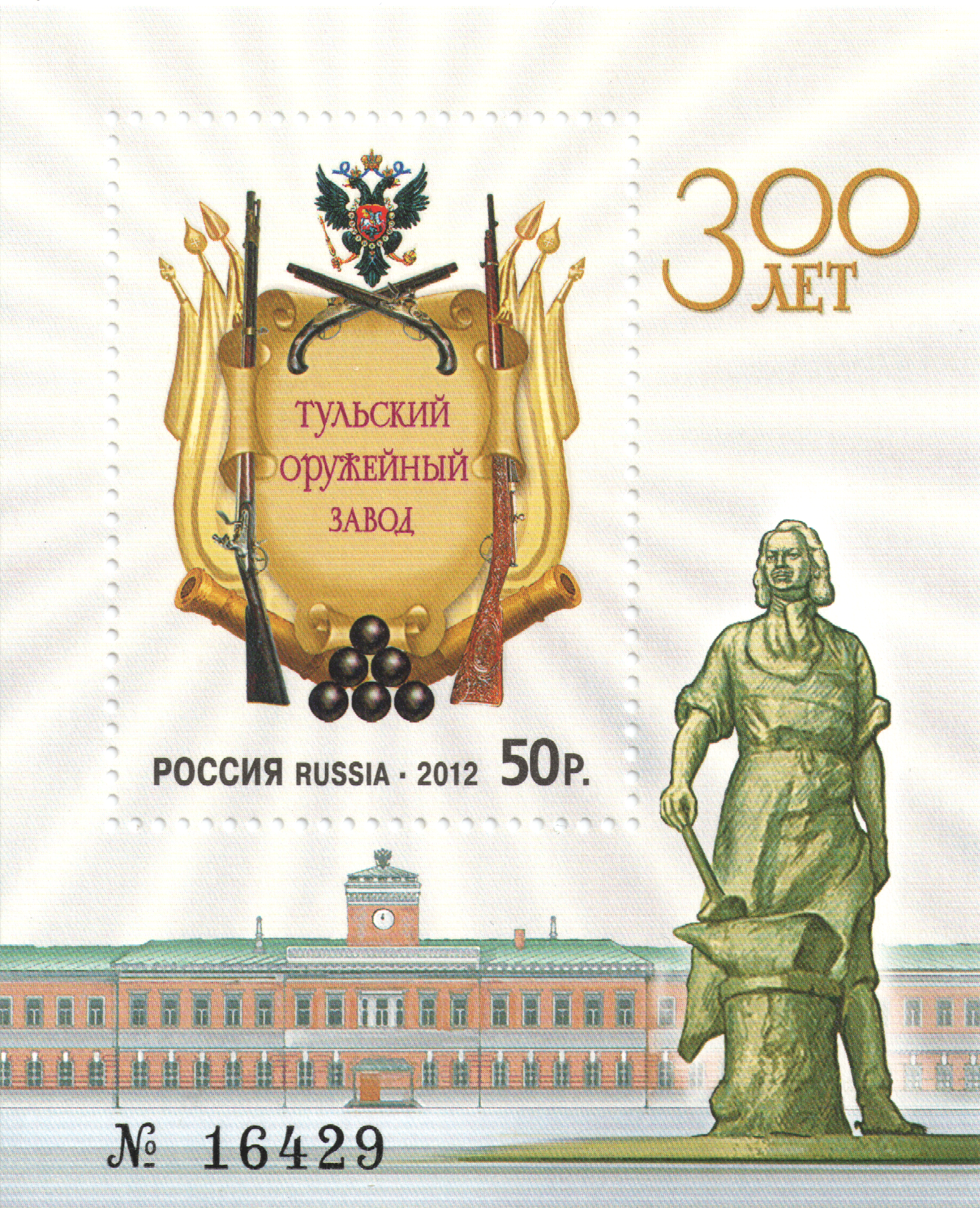
Timbre-poste russe émis pour les 300 ans de la manufacture d’armes de Toula, 2012.

Le potentiel industriel de la Russie, bien qu’inférieur à ceux du Royaume-Uni et de l’Empire français, lui permet d’assurer la plus grande partie de son équipement militaire : elle est le deuxième producteur mondial de fer, le premier de cuivre, elle a du bois et d’autres matières premières en abondance. En revanche, le manque de plomb et de salpêtre par l’application du Blocus continental crée une pénurie dangereuse à certaines époques. La fabrication d’armes et d’équipements est en partie assurée par les régiments eux-mêmes : le gouvernement leur fournit l’étoffe, le cuir, ainsi que la poudre, le plomb et le carton pour les cartouches. L'équipement d'un régiment d'infanterie nécessite 2 900 mètres de tissu vert sombre et près de 4 500 paires de bottes. Certaines province qui manquent d'artisans doivent faire fabriquer leurs uniformes à Moscou. La production de tissu est chroniquement insuffisante : en juillet 1812, le ministère de l’Intérieur calcule qu’il en manque 340 000 mètres ; aussi les miliciens se contentent-ils de leur manteau civil de paysan.

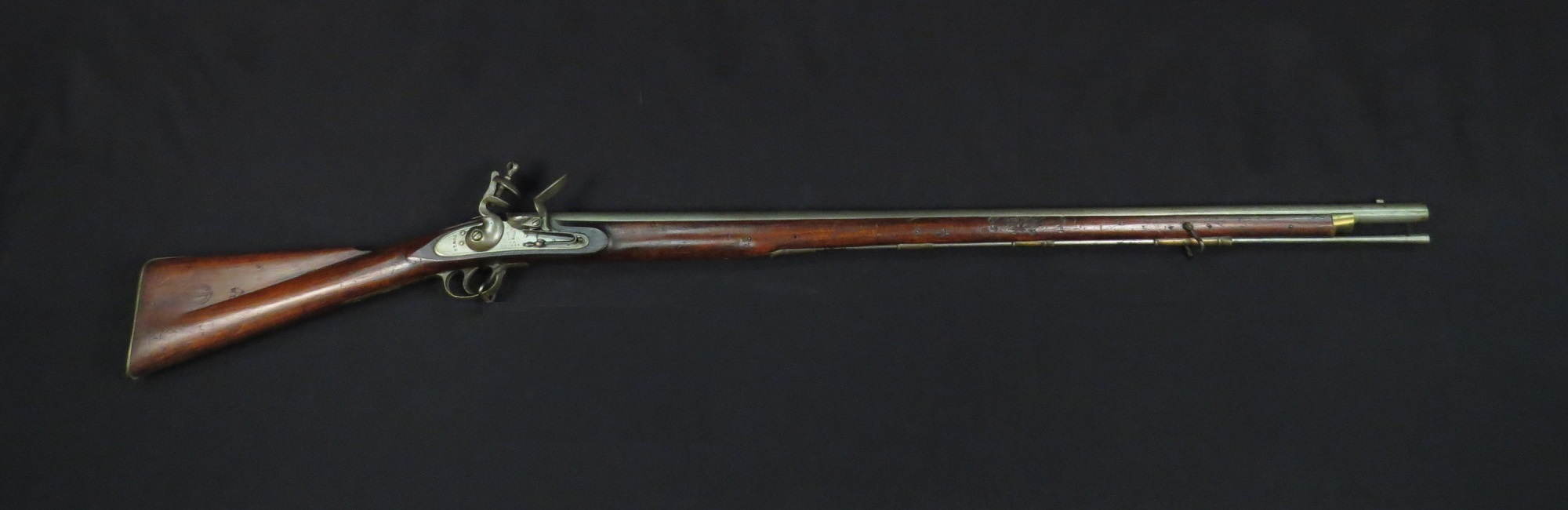
Le fusil britannique Brown Bess : 101000 exemplaires sont livrés à l'armée russe en 1812-1813.

La plupart des fusils sont produits dans trois manufactures : Petrozavodsk près de Saint-Pétersbourg, Ijevsk dans les monts Oural et surtout Toula, au sud de Moscou, réputée pour sa grande manufacture d’armes qui fait travailler plusieurs sous-traitants et un grand nombre d’ouvriers à domicile. Le travail n’est que très peu mécanisé ; le moulin à eau est connu mais la machine à vapeur n’apparaît qu’en 1813 et se révèle encore peu efficace. Les ouvriers manquent aussi de bons outils en acier.
Malgré le faible niveau technique de l’industrie, les fusils sont de qualité satisfaisante, inférieurs à ceux des Britanniques et des Autrichiens mais plutôt meilleurs que ceux des Français. Il est difficile d’en trouver des quantités suffisantes : en juillet 1812, 350 000 des 371 000 fusils en stock ont été distribués ; de mai à juillet 1812, les ateliers de Toula en produisent encore 127 000. Les 101 000 fusils importés du Royaume-Uni en 1812-1813 représentent un apport appréciable. L’appui des pays allemands n’est pas négligeable : au printemps 1813, pendant la marche du Niémen à l’Elbe, l’armée de Koutouzov fait réparer tous ses chariots et ses fusils par des artisans prussiens.

#### L'armée intérieure: garnisons, milice et guérilla

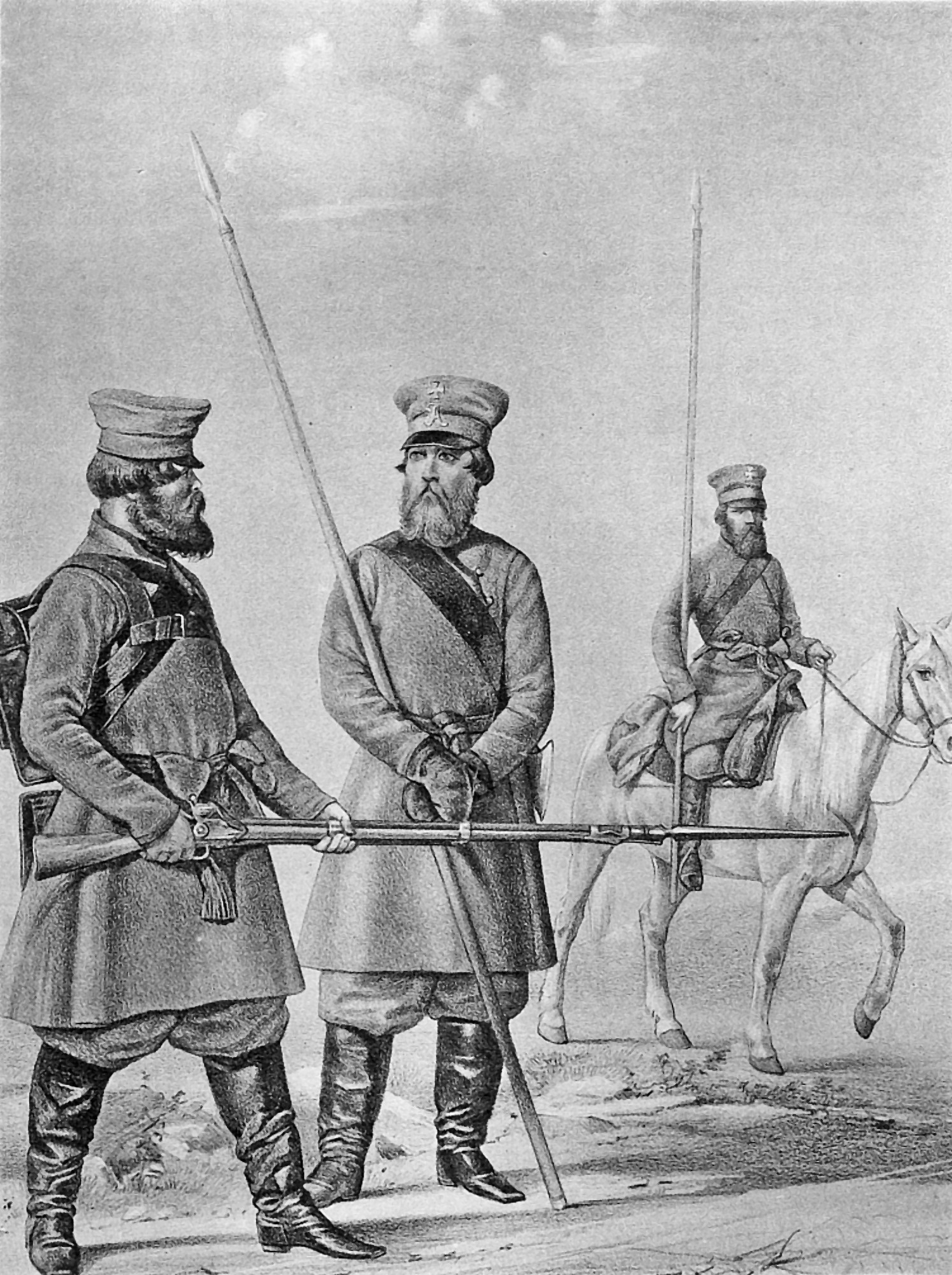
Chasseur à pied et cosaque de la milice de Tver en 1812-1813, gravure russe d'A. Viskovatov, v. 1841-1862.

Les unités de garnison, en juillet 1811, sont délestées de 40 000 hommes envoyés renforcer les régiments de ligne. Il ne reste que 17 000 hommes, choisis parmi les moins aptes au service en campagne, pour assurer l'ordre dans les provinces ; leurs officiers, excepté dans quelques villes stratégiques des bords de la mer Baltique, sont aussi choisis parmi les moins capables. Chaque capitale de gouvernement a deux compagnies de garnison, plus des détachements d'invalides (voennye invalidy) et des petites unités de surveillance locale. Cette armée intérieure, sous le commandement de l'aide de camp général Evgraf Komarovsky, est chargée de lever et acheminer les recrues, leur assurer un premier entraînement, réprimer d'éventuels désordres (mais, en cas de révolte grave, elle peut être renforcée par des troupes de l'armée régulière) et, à partir de la retraite française de 1812, de garder les nombreux prisonniers de guerre. En 1811 et 1812, 46 compagnies d'invalides mobiles sont créées dans toutes les provinces de l'empire ; elles sont affectées à la garde des écoles de cadets, des hôpitaux militaires et des fabriques d'armes.

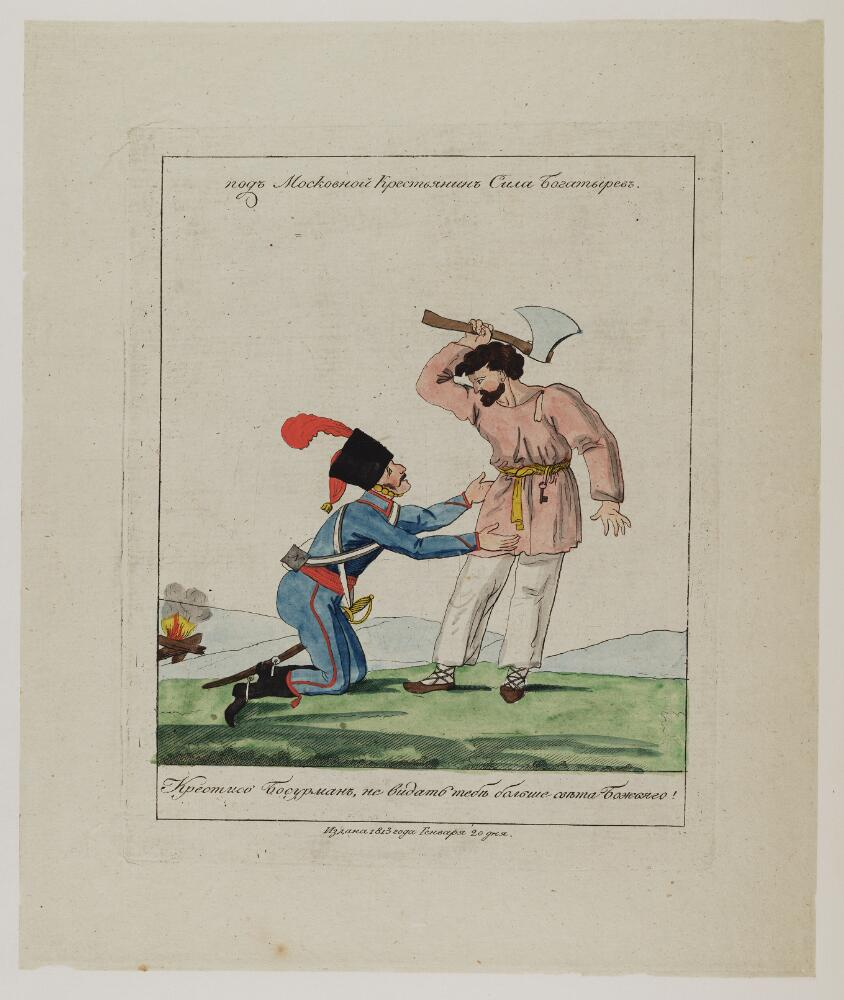
Un paysan russe frappant un hussard français, dessin attribué à (1758-1821).

La milice est une force territoriale levée à partir de la campagne de 1806-1807 pour combler le vide laissé par le départ des régiments réguliers, malgré les craintes des nobles qui redoutent de devoir armer leurs serfs. Elle compte 200 000 hommes en 1807. De 1812 à 1814, environ un million de Russes sont enrôlés dont deux tiers dans l'armée régulière et un tiers dans la milice. Les miliciens sont généralement désignés et encadrés par leurs seigneurs mais, de plus en plus, ils servent de réserve pour compléter les rangs des régiments réguliers. Une proclamation du 30 juillet 1812 ordonne la levée de milice dans 16 gouvernements : 230 000 hommes sont appelés. Il n'y a généralement pas assez de fusils : la plupart des miliciens reçoivent des armes de rebut ou se contentent de piques. Lors de la bataille de la Moskova en septembre 1812, les miliciens des provinces de Moscou et de Smolensk sont envoyés pour renforcer l'armée de Koutouzov mais le tsar interdit de les envoyer au combat car ils manquent d'armement et d'entraînement. Par la suite, la plupart sont versés dans les régiments réguliers.
La guérilla contre l'envahisseur français, répondant à l'appel lancé par le tsar en août 1812, est en partie le fait de cavaliers réguliers et de cosaques opérant sur les lignes de communication de l'ennemi mais aussi d'unités locales de milice et de bandes paysannes spontanées ; en outre, les paysans fournissent des guides et des vivres aux cavaliers. Contrairement aux Polonais de Lituanie qui avaient fait bon accueil aux Français, les paysans russes, y compris parfois les femmes, prennent volontiers les armes contre ces envahisseurs qui pillent leurs biens, campent dans les églises et apparaissent comme des ennemis de la patrie et de la religion. En novembre 1812, Koutouzov peut annoncer au tsar que les paysans des provinces de Kalouga et de Moscou refusent tout contact avec les Français et se cachent dans la forêt avec leur famille, leur bétail et leurs provisions. Ce harcèlement compromet gravement le ravitaillement et les communications de l'armée française. Mais il arrive aussi que les paysans se soulèvent contre leurs propres seigneurs : à l'automne 1812, le général Wittgenstein doit envoyer des escadrons de cavaliers bachkirs pour réprimer les troubles paysans dans la région de Vitebsk.

### Composantes de l'armée: cavalerie

#### Cavalerie

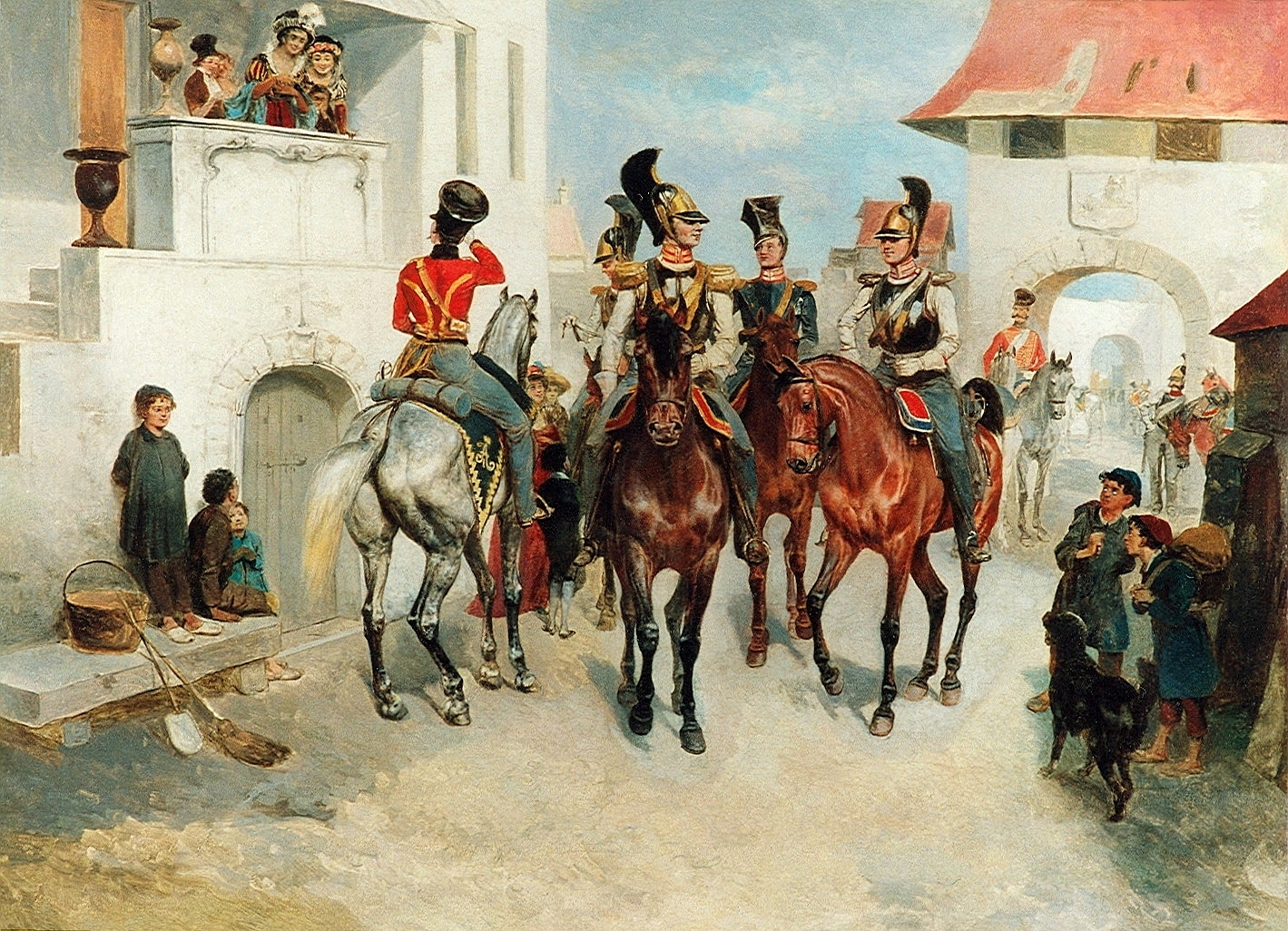
Officiers de plusieurs régiments de cavalerie pendant la campagne de 1813-1814, de g. à dr. : hussard de la Garde, Gardes à cheval, uhlan de la Garde. Toile de Bogdan Willewalde, v. 1880-1890.

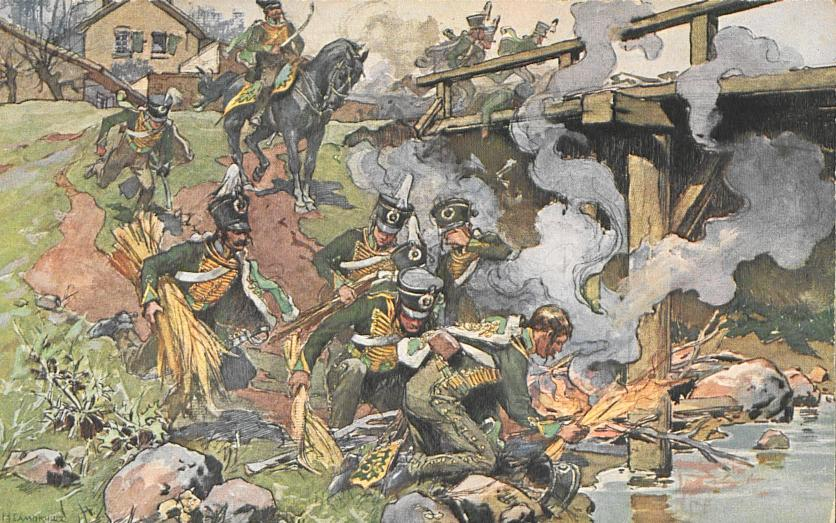
Cavaliers des hussards de Pavlograd mettant le feu à un pont pendant l'invasion française de 1812, carte postale de Nikolaï Samokich, v. 1912.

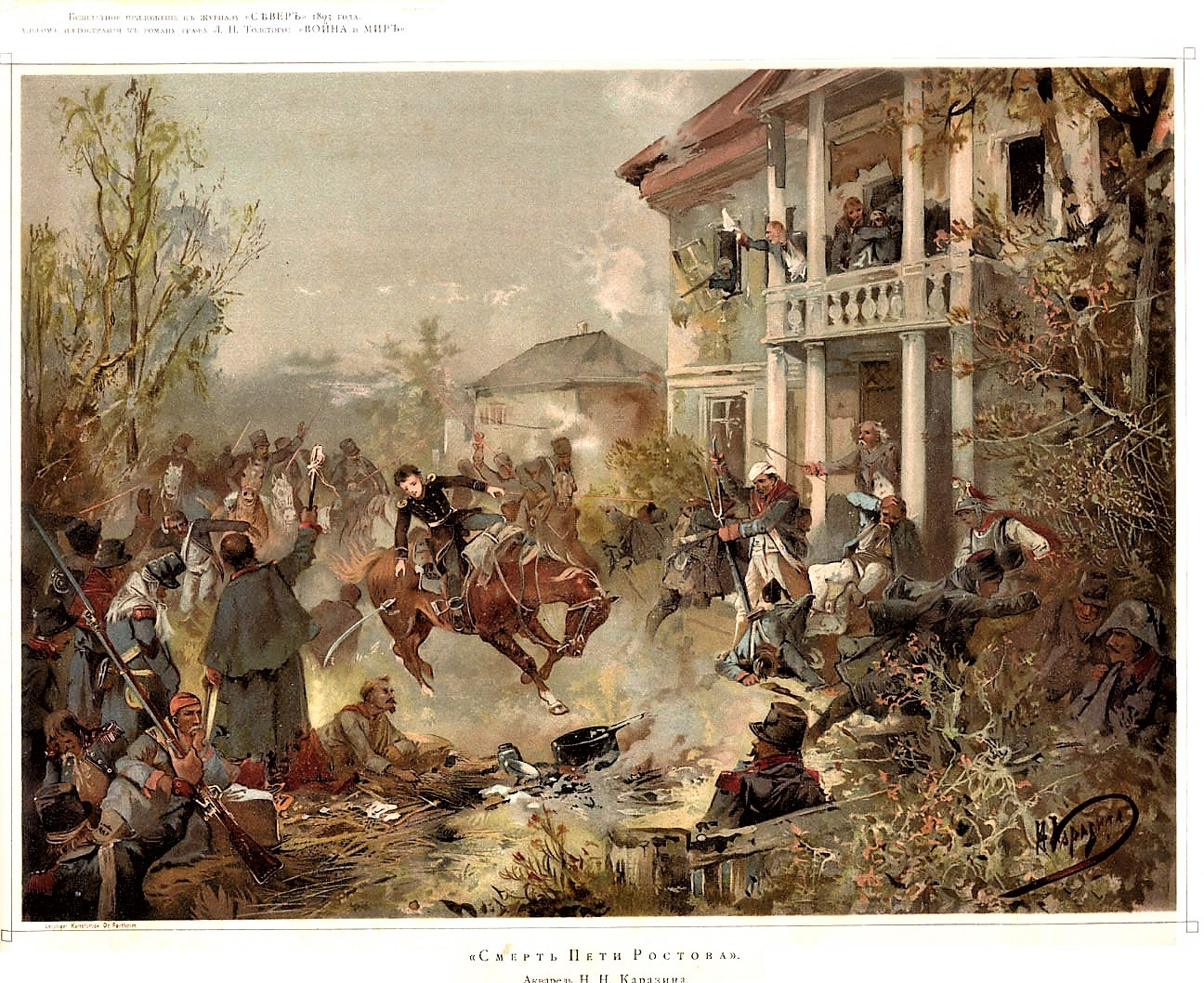
Mort de Petya Rostov dans un raid de la cavalerie russe contre une arrière-garde française en Russie. Illustration de Nikolaï Karazine pour le roman Guerre et paix de Léon Tolstoï, 1893.

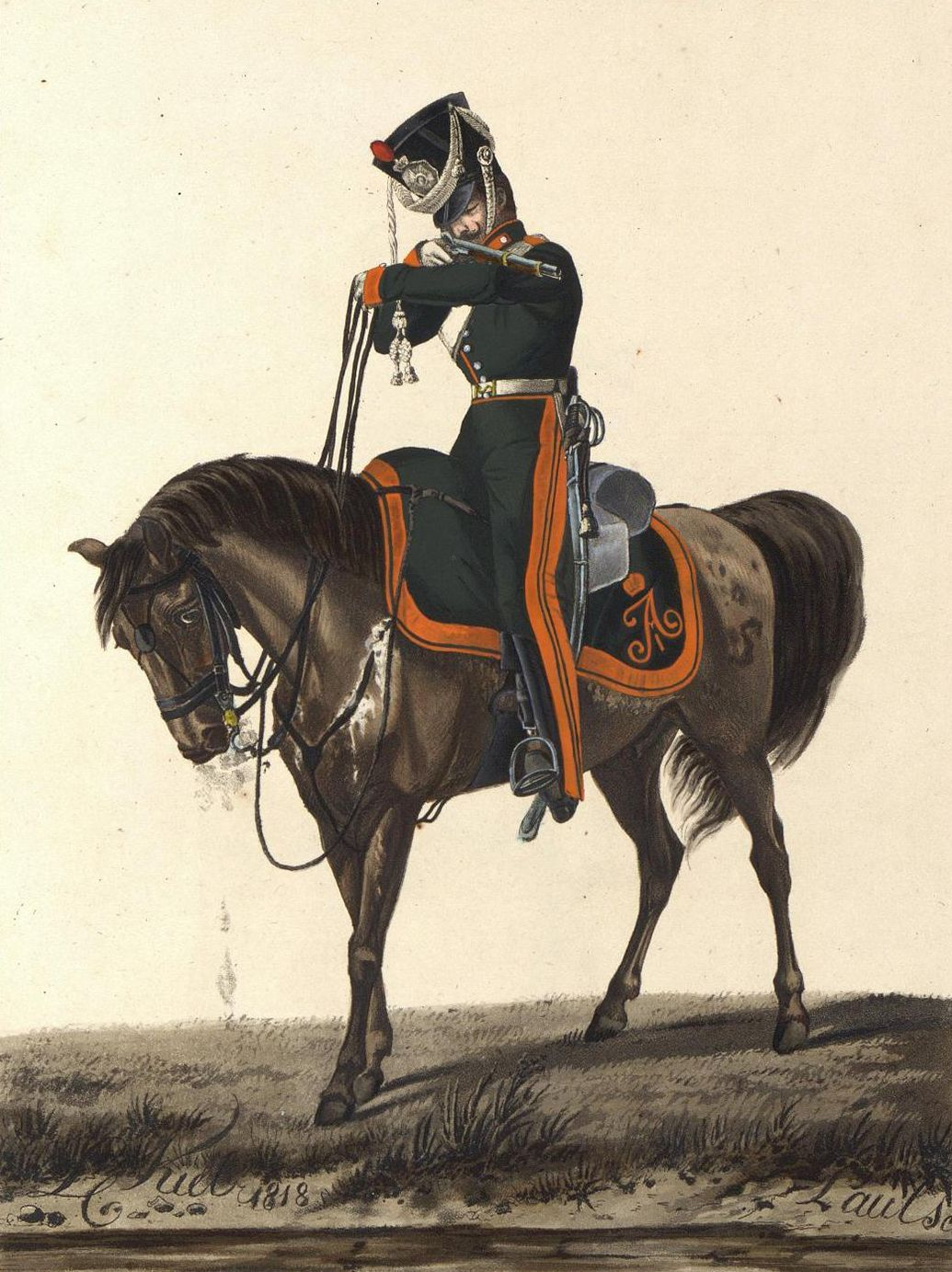
Dragon du régiment Severski armé du mousquet, lithographie de Lev Kiel, 1818.

Après les mauvaises expériences de la guerre russo-turque de 1768-1774, Potemkine réforme la cavalerie légère pour qu'elle puisse faire face à celle de l'armée ottomane. Il augmente les effectifs de la cavalerie régulière, renonce au modèle occidental et allège l'équipement des cuirassiers sur le modèle des carabiniers ; cette réforme s'avère efficace dans la guerre russo-turque de 1787-1792. La cavalerie lourde est fortement réduite sous Catherine II, Paul Ier et au début du règne d'Alexandre Ier : même les « cuirassiers de la Garde » n'ont plus ni casque ni armure. Mais l'expérience des campagnes de 1805 et de 1807 contre la cavalerie lourde française montre l'efficacité de cette dernière et Alexandre entreprend alors de la reconstituer avec 10 régiments de cuirassiers en 1812, capables de se mesurer à armes égales avec leurs homologues français.
Les dragons comptaient 11 régiments sous Paul Ier ; en 1803, 7 régiments de cuirassiers sont convertis en dragons et 5 nouveaux régiments sont créés ; chacun compte 5 escadrons de 700 hommes avec 11 lieutenants et sous-lieutenants, 7 artisans, 4 charretiers et un auxiliaire médical. Chaque dragon est doté d'un mousquet avec baïonnette. En 1806, le pallasch (de) (sabre droit) des dragons et des cuirassiers est remplacé par le sabre courbe de modèle français. Au début de 1812, la cavalerie légère est réorganisée et les hussards dotés de lances sur le modèle des lanciers polonais et des cosaques ; cependant, la lance, aux mains de soldats peu exercés, se révèle plus gênante qu'efficace.
Le Règlement de la cavalerie en campagne édicté par Paul Ier en 1796 prescrit à la cavalerie lourde (cuirassiers) et moyenne (dragons) d'attaquer en ligne sur deux rangs, d'abord au trot ; à 80 ou 100 pas de l'ennemi, la fanfare donne le signal, les cavaliers brandissent leur sabre et prennent le galop. Face à un corps d'infanterie, ils ont l'ordre d'éviter l'attaque frontale en masse, qui les exposerait à une fusillade nourrie, et de manœuvrer en petits groupes pour tourner l'ennemi. Les hussards servent comme éclaireurs et flanc-garde ; ils doivent éviter de se risquer dans les rangs de l'ennemi tant que la victoire n'est pas certaine. Le Décret préliminaire concernant l'ordre du service de cavalerie, rendu en 1812, prévoit deux types d'attaque : soit sur deux rangs comme auparavant, soit en colonne faite de pelotons séparables ; la carabine est retirée du service de cavalerie (elle sera rétablie en 1814) mais 16 hommes par escadron, chargés de protéger les flancs, sont dotés d'un fusil de précision à canon rayé.
La durée de l'entraînement, avec un encadrement compétent, est estimée à 9 mois pour un cavalier contre 3 mois pour un fantassin. Pendant la campagne de 1812-1813, le général Andreï Kologrivov (ru) est chargé de former 20 000 recrues au service de la cavalerie. Comme les paysans de Russie centrale sont peu habitués aux chevaux de selle, la plupart des nouveaux cavaliers sont choisis dans les gouvernements d'Orel, Voronej, Tambov et Kiev. Entre mars et septembre 1813, Kologrivov envoie à l'armée principale 106 nouveaux escadrons, et encore 63 de plus en novembre 1813.

#### Montures
La Russie dispose d’une immense réserve de chevaux. La plupart sont de la race des petits chevaux des steppes, utilisés de préférence par les cosaques, les Bachkirs, les Kalmouks et autres auxiliaires : chaque cavalier fournit son propre cheval même si, en 1812-1814, ils ont droit au remboursement des chevaux perdus. Ce sont des montures petites, robustes, maniables et extrêmement endurantes, capables de parcourir de longues distances même la nuit et par tous les temps, de survivre l’hiver en grattant la couche neigeuse pour trouver de l’herbe ou des racines. Croisés avec d’autres races, ils donnent de bons chevaux pour la cavalerie légère. La fourniture en chevaux moyens pour les dragons est plus complexe : depuis la guerre de Sept Ans, le gouvernement encourage la création de haras privés ; il y en a environ 250 vers 1800. Enfin, les chevaux de cavalerie lourde, qui font une grande impression sur la bonne société de Saint-Pétersbourg et sur les visiteurs étrangers, sont beaucoup plus coûteux : au mois deux fois et demie le prix d’un cheval de hussard ordinaire, et souvent beaucoup plus pour les régiments privilégiés des chevaliers-gardes et de la Garde à cheval. Ils sont aussi plus fragiles et on ne les engage que très rarement en bataille. La plus grande partie du territoire russe se prête bien à la manœuvre et au pâturage des chevaux. L'entretien d'un dragon coûte environ 35 roubles par an dont 12 pour l'approvisionnement de l'homme, 13 pour son vêtement et 10 pour l'équipement du cheval, plus le fourrage et la litière, ce qui est très peu comparé au reste de l'Europe.
En septembre 1812, le général Evgraf Komarovski, commandant de l'armée intérieure, est chargé de réapprovisionner la cavalerie en montures. Les chevaux des haras impériaux sont généralement réservés à la Garde mais, sur le marché privé, les officiers de remonte des régiments peuvent acquérir 37 810 chevaux en quelques mois, sans compter ceux acquis pour le service de l'artillerie et du train. Compte tenu de l'urgence des besoins, les cavaliers sont souvent dotés de juments, contrairement à l'usage, ce qui crée parfois un certain désordre parmi les étalons en campagne. En décembre 1812, Koutouzov ordonne d'envoyer au repos les chevaux malades et blessés ; un circuit se forme entre les unités en campagne et les dépôts régimentaires en Russie, permettant aux cavaliers de disposer de chevaux frais jusqu'à la fin de la campagne de 1814. Au début de 1813, les cavaliers se procurent des chevaux dans les pays conquis, notamment en s'emparant des haras du roi de Saxe ; cependant, dès le printemps 1813, Alexandre ordonne de ne plus prendre de chevaux dans ces pays car ils sont beaucoup moins chers en Russie. L'artillerie reçoit généralement les chevaux les plus médiocres, ce qui est une cause de plaintes.

#### Cosaques et cavalerie indigène

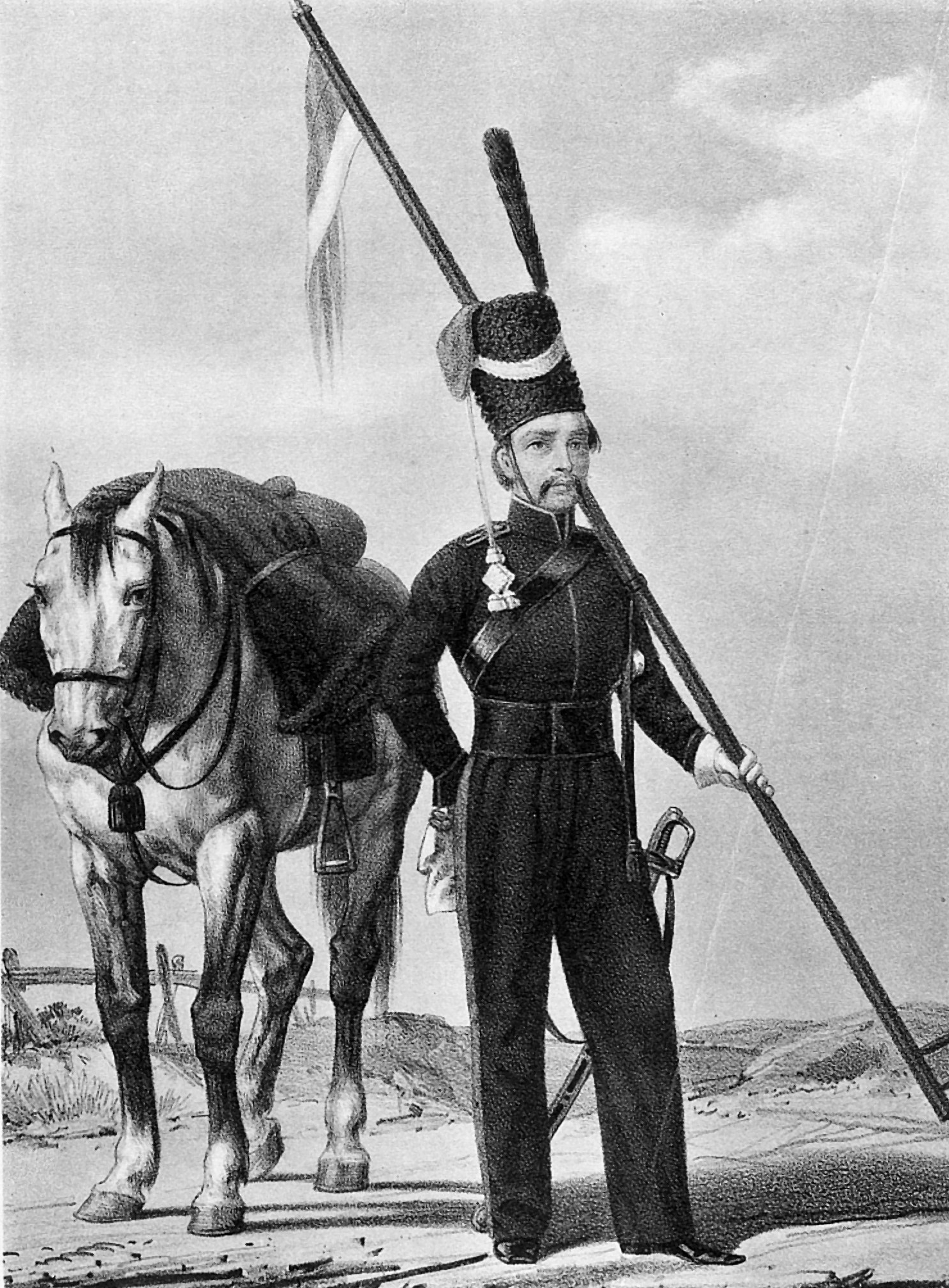
Cosaque monté de la milice de Tchernigov, gravure russe d'A. Viskovatov, v. 1841-1862.

Les cosaques, constituent une cavalerie irrégulière des régions frontalières, peu utile en bataille rangée mais appréciée pour la reconnaissance et le harcèlement ; cependant leur illettrisme limite leur usage en reconnaissance tandis que leurs habitudes sauvages effraient les populations alliées. Ils apparaissent dans la campagne de Souvorov en Italie et Suisse en 1799, dans celle d'Austerlitz en 1805, dans celle de Prusse-Orientale en 1807 où ils disputent le terrain aux dragons et à la cavalerie légère des Français. Chaque homme est armé d'une lance de huit pieds de long, d'un sabre courbe, d'un à huit pistolets, un fusil ou mousquet, souvent des armes prises aux Turcs ou aux Persans ou, après 1812, aux Français ; chaque sotnia (escadron) a un détachement de 11 bons tireurs armés de fusils. Le cheval du Don est réputé pour sa lestesse et son endurance, il donne aux cosaques une grande mobilité par tous les temps. Un officier prussien écrit : « Le cheval [français] capturé était grand mais en piteux état, aussi l'ai-je échangé avec un officier russe contre un robuste cheval cosaque ; à présent, j'ai trois chevaux du Don. Ils sont excellents pour l'usage en campagne où les conditions sont dures, mais ils ont quelques défauts de beauté ».
Au début de la campagne en juin 1812, le corps de l'ataman Matveï Platov, rattaché à la 1re armée de l'Ouest puis à la 2e, comprend 7 régiments de cosaques du Don, deux d'autres cosaques, deux de Tatars de Crimée, un de Kalmouks et un de Bachkirs. Sur l'ensemble du territoire de l'empire, on compte :

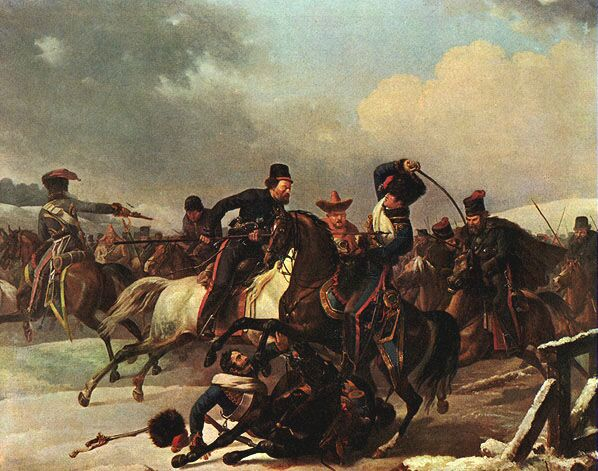
Cosaques poursuivant des soldats français en retraite lors de la bataille de Krasnoï, toile d'Auguste-Joseph Desarnod (1788-1840).

- 62 puis 88 régiments de cosaques du Don :
  - Régiment de cosaques de la Garde (5 sotnias)
  - Régiment Ataman (10 sotnias)
  - 60 régiments (5 sotnias)
  - 26 nouveaux régiments levés au cours de la campagne

Sur ces 88 régiments, 66 sont envoyés sur les frontières occidentales, 10 au Caucase, 8 en Géorgie, deux en Crimée, un en Moldavie, un en Finlande.
- 10 régiments de cosaques de la mer Noire (anciens Zaporogues)
  - Une sotnia de cosaques de la mer Noire de la Garde
  - 10 régiments de cosaques du Kouban
  - 10 droujinas de cosaques à pied dont 9 dans le Caucase
- 10 régiments de cosaques de l'Oural
  - Une sotnia de cosaques de l'Oural de la Garde
  - 10 régiments dont 7 dans l'Oural pour surveiller les Kazakhs, 3 face aux troupes napoléoniennes
- 10 régiments de cosaques de Sibérie occidentale
  - Un régiment Ataman (5 sotnias)
  - 9 régiments (5 sotnias)
  - 10 garnisons de forts
  - 2 batteries d'artillerie à cheval
- 4 régiments de cosaques d'Orenbourg
  - Un régiment Ataman (10 sotnias)
  - 3 régiments (5 sotnias) face aux troupes napoléoniennes
  - 4 détachements sur la frontière face aux Kazakhs

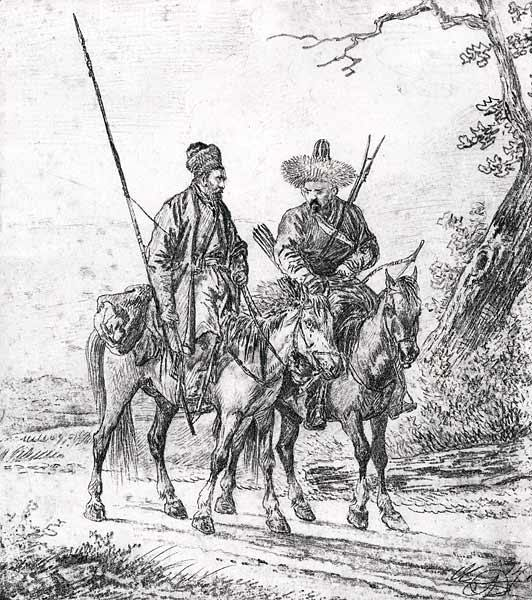
Cavaliers bachkirs, dessin d'Aleksander Orłowski, 1814.

- 3 régiments de cosaques du Boug face aux troupes napoléoniennes
  - Un quatrième levé à l'automne 1812
- Un régiment de cosaques des bouches du Danube maintenu sur la frontière ottomane

- 3 régiments de cosaques d'Astrakhan maintenus sur leur territoire
- 30 unités de cosaques de Sibérie orientale
  - 10 détachements frontaliers
  - 12 détachements de Transbaïkalie
  - 8 garnisons de forts dont Kamchatka et Iakoutsk
- Un régiment de Kalmouks de Stavropol (10 sotnias) face aux troupes napoléoniennes
- 2 régiments de Kalmouks de la basse Volga (5 sotnias chacun) face aux troupes napoléoniennes
- 4 régiments de Tatars de Crimée (5 sotnias)
  - 3 régiments (Perekop, Eupatoria et Simferopol) face aux troupes napoléoniennes
  - Un régiment (Feodossia) maintenu sur son territoire
- 2 régiments de Teptyars de Bachkirie
- 2 régiments de Mishars
  - 4 régiments de Bouriates armés d'arcs et de sabres
- Un régiment de Toungouses de Transbaïkalie
- 2 régiments de Bachkirs
  - 18 nouveaux régiments bachkirs levés au cours de l'année[92]

### Autres composantes de l'armée

#### Artillerie

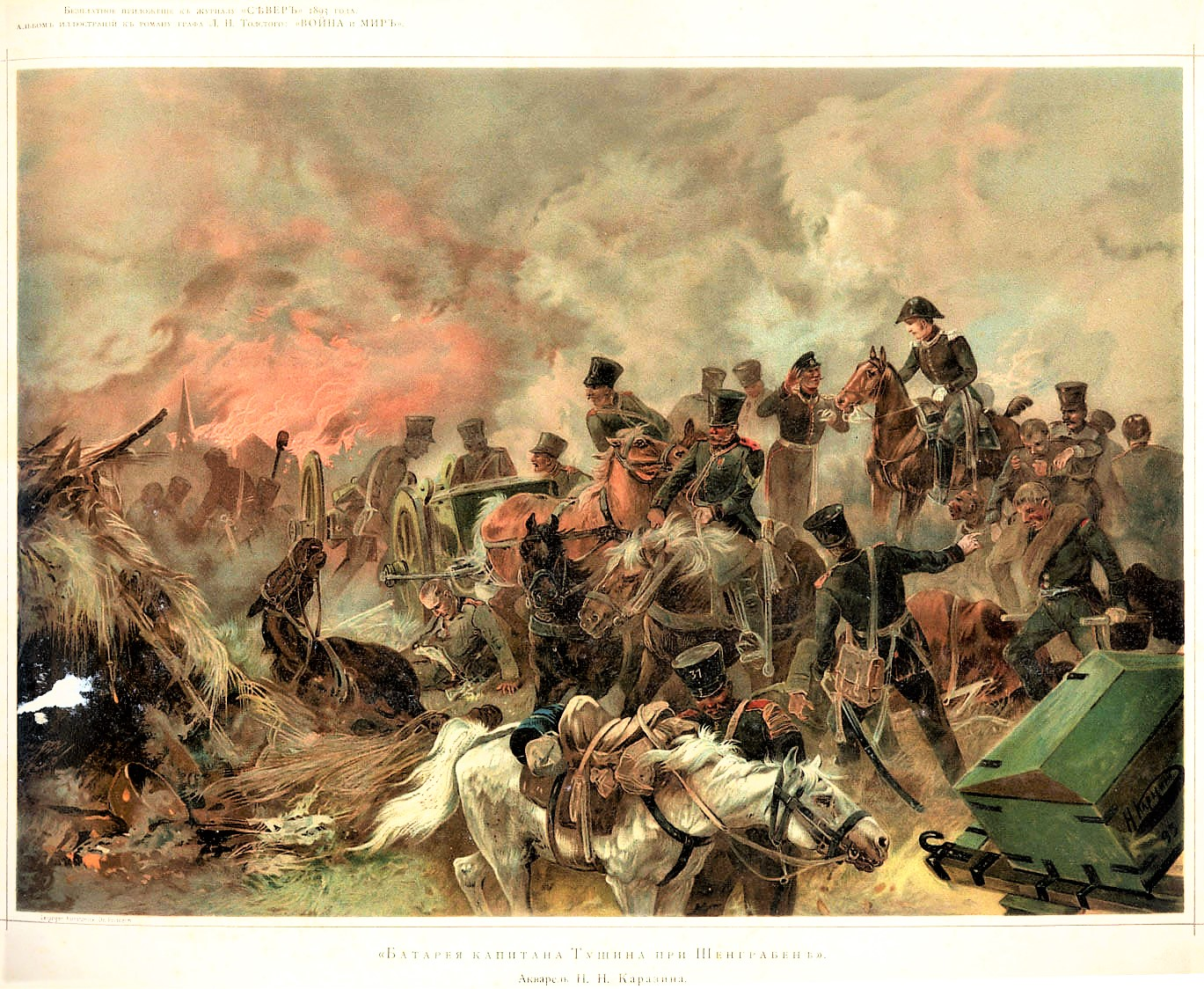
La batterie du capitaine Touchine à Schöngrabern (1805), illustration du roman Guerre et Paix de Léon Tolstoï, 1893.

Alexis Araktcheïev, nommé grand-maître de l'artillerie en 1803, est un technicien issu de la deuxième école de cadets. Peu porté sur les mondanités, il travaille avec acharnement à améliorer les personnels et le matériel. Il fait imprimer un Journal de l'artillerie, instaure des concours rigoureux pour sélectionner les officiers, impose aux élèves-officiers des stages dans l'artillerie de la Garde qui sert de modèle aux autres régiments. Comme ministre de la Guerre, de 1808 à 1810, il développe la qualité des attelages et la production industrielle d'armes et d'uniformes. La plupart des officiers d'artillerie viennent d'une école de cadets où ils acquièrent un niveau convenable en mathématiques et langues étrangères alors que leurs collègues de l'infanterie, le plus souvent, ne lisent que le russe et n'ont que des bases d'arithmétique. La production de canons est standardisée et le nombre de calibres réduit. La plupart des pièces d'artillerie lourde, destinées aux fortifications et aux sièges, sont produites par les ateliers de Petrozavodsk en Carélie, celles d'artillerie de campagne à l'arsenal de Saint-Pétersbourg qui sort 1 255 nouveaux canons entre 1803 et 1818. Les ateliers de Briansk, au sud-ouest de Moscou, assurent la réparation et la production de petites pièces. Les obusiers ne peuvent pas pointer aussi haut que leurs homologues français, ce qui les rend moins efficaces dans certaines configurations. Mais, dans l'ensemble, les canons, attelages et caissons de l'artillerie à cheval sont bien conçus et assurent une grande mobilité en 1812-1814.
Performances de l'artillerie des principales puissances européennes

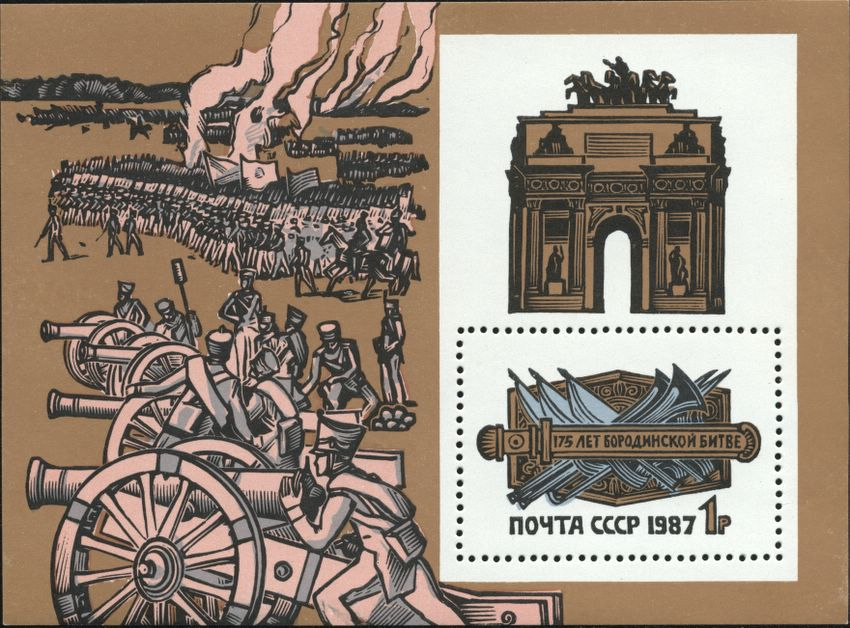
Artillerie et infanterie russes à la bataille de la Moskova, timbre-poste soviétique de 1987.

(portée pratique/portée maximale en pas à 1° d'inclinaison du tube)
- France
  - 4 livres : 757 / 1 550
  - 8 livres : 925 / 1 850
  - 12 livres : 1 025 / 2 300
- Autriche
  - 3 livres : 700 / 1 500
  - 6 livres : 700 / 1 700
  - 12 livres : 700 / 1 900
- Prusse
  - 3 livres : 600 / 1 500
  - 6 livres : 820 / 1 550
  - 12 livres : 900 / 2 000
- Russie
  - 3 livres : 650 / 1 700
  - 6 livres : 800 / 1 800
  - 12 livres : 800 / 2 000

#### Génie

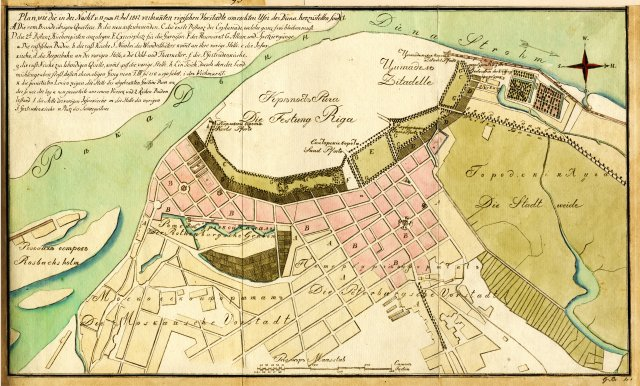
La ville de Riga pendant le siège de 1812, dessin de Johann Christoph Brotze (1742–1823).

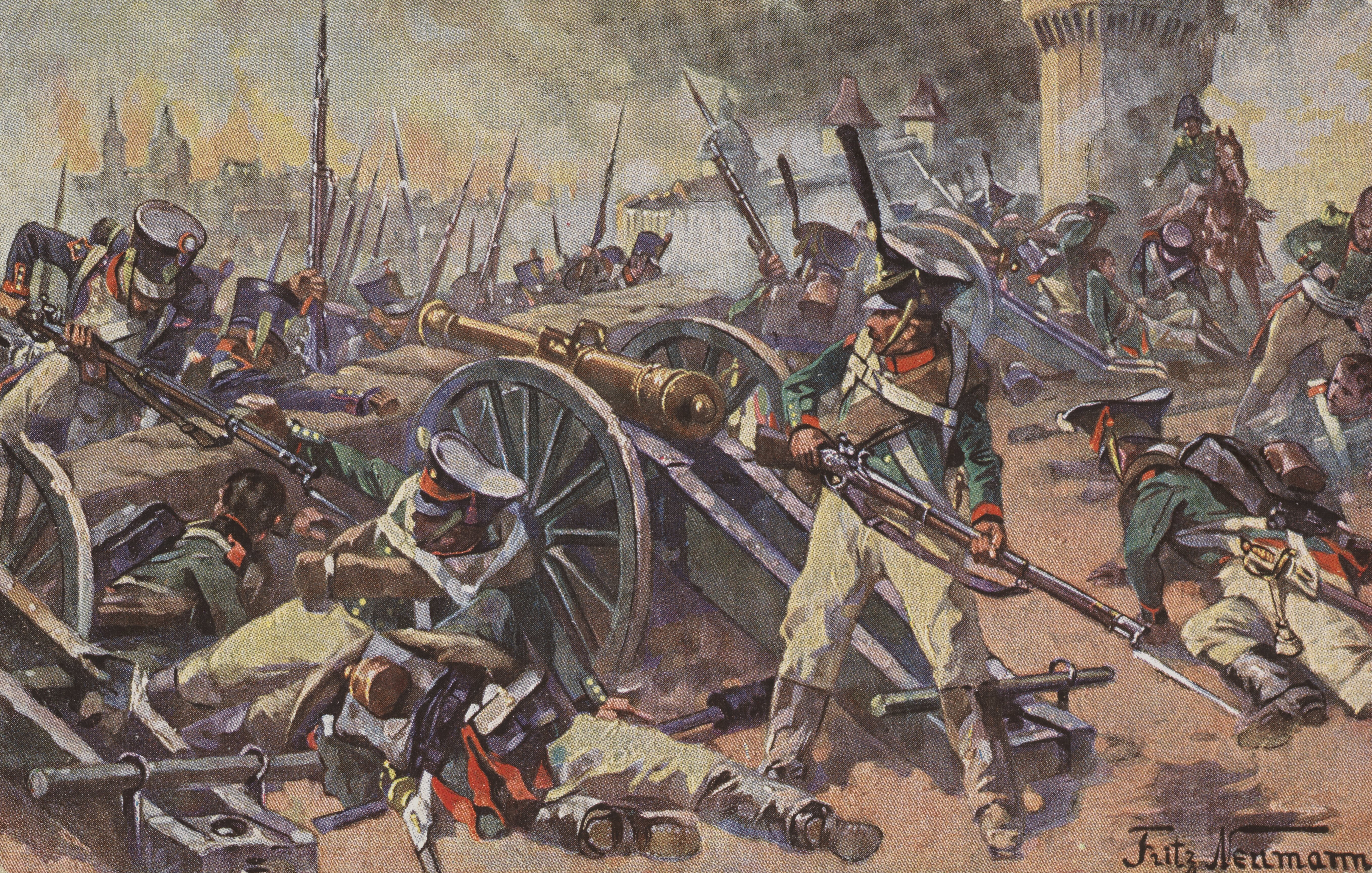
Assaut de Smolensk par les Français le 18 août 1812. Illustration de Fritz Neumann (1881-1919).

Des commandements du génie sont créés à partir d'août 1808 dans les forteresses récemment conquises de Sveaborg, Gangut, Kronenburg, Svartholm et Kyumengorod. En 1809, le service du génie est organisé en 10 régions (okroug) : Nouvelle-Finlande, Vieille-Finlande, Saint-Pétersbourg, Livonie, Kiev, Kherson, Caucase, Astrakhan, Orenbourg, Sibérie. En 1811, une région du Danube (Bessarabie) est établie dans le territoire conquis sur les Ottomans mais ces régions sont restituées par la Russie en mai 1812 par le traité de Bucarest.
Alexandre Ier envoie l'ingénieur Maïorov étudier la technique de fortification en Hollande et dans le nord de la France, ce qui permet un plan de modernisation des forteresses russes. Le 9 février 1811, les officiers du génie se voient reconnaître les mêmes droits et privilèges que ceux de l'artillerie de campagne. Au début de 1812, des travaux sont en cours à Borissov sur la Bérézina, Dünaburg et Vitebsk sur la Dvina mais la guerre empêche de les achever ; en revanche, le port de Riga, à l'embouchure de la Dvina, est une puissante forteresse. Smolensk, carrefour routier sur le Dniepr, sur la grande route de Moscou, n'a qu'une mince enceinte de maçonnerie bien que les hauteurs qui l'entourent offrent une bonne position défensive. Au début de la campagne de Russie, Alexandre compte beaucoup sur le camp retranché de Drissa établi sur les conseils du général prussien Phull et où devait se briser l'offensive française : en fait, ce chantier, entrepris en novembre 1811 et encore inachevé en juin 1812, s'avère indéfendable, ses fortifications insuffisantes et la Dvina facilement franchissable à gué ; les généraux d'Alexandre le convaincront, non sans mal, de se replier vers Vitebsk.
Pendant la bataille de Smolensk (17-18 août 1812, les remparts, de conception médiévale, ne peuvent offrir qu'une protection limitée mais les Russes, compte tenu de l'importance symbolique de la cité, les défendent avec acharnement ; après une journée de combats, Barclay de Tolly, craignant d'être encerclé, ordonne d'incendier et évacuer la ville pour se replier vers Moscou malgré les protestations de ses généraux. Les entrepôts et les ponts sont détruits et sur 2 250 maisons, il n'en reste que 350 intactes.
La place de Riga (en), port important dans l'actuelle Lettonie, est la seule forteresse russe qui ait soutenu un siège prolongé pendant la campagne de 1812. Son enceinte, excessivement longue et de conception ancienne, avait fait l'objet de travaux depuis juin 1810 ; en 1812, le gouverneur Magnus von Essen (de) décrète l'état de siège, ordonne à chaque foyer de préparer pour 4 mois de provisions, fait raser les faubourgs et renforcer les remparts tandis que les canonnières russes occupent l'estuaire de la Daugava et que la Royal Navy patrouille sur la Baltique. Le 10e corps du maréchal Étienne Macdonald, fort de 32 500 hommes principalement fournis par l'armée prussienne alors alliée de Napoléon, arrive devant la place le 27 juillet 1812 mais n'a pas assez d'hommes pour un encerclement complet ; son artillerie de siège arrive quand il est trop tard dans la saison pour entreprendre une attaque,.

#### Logistique

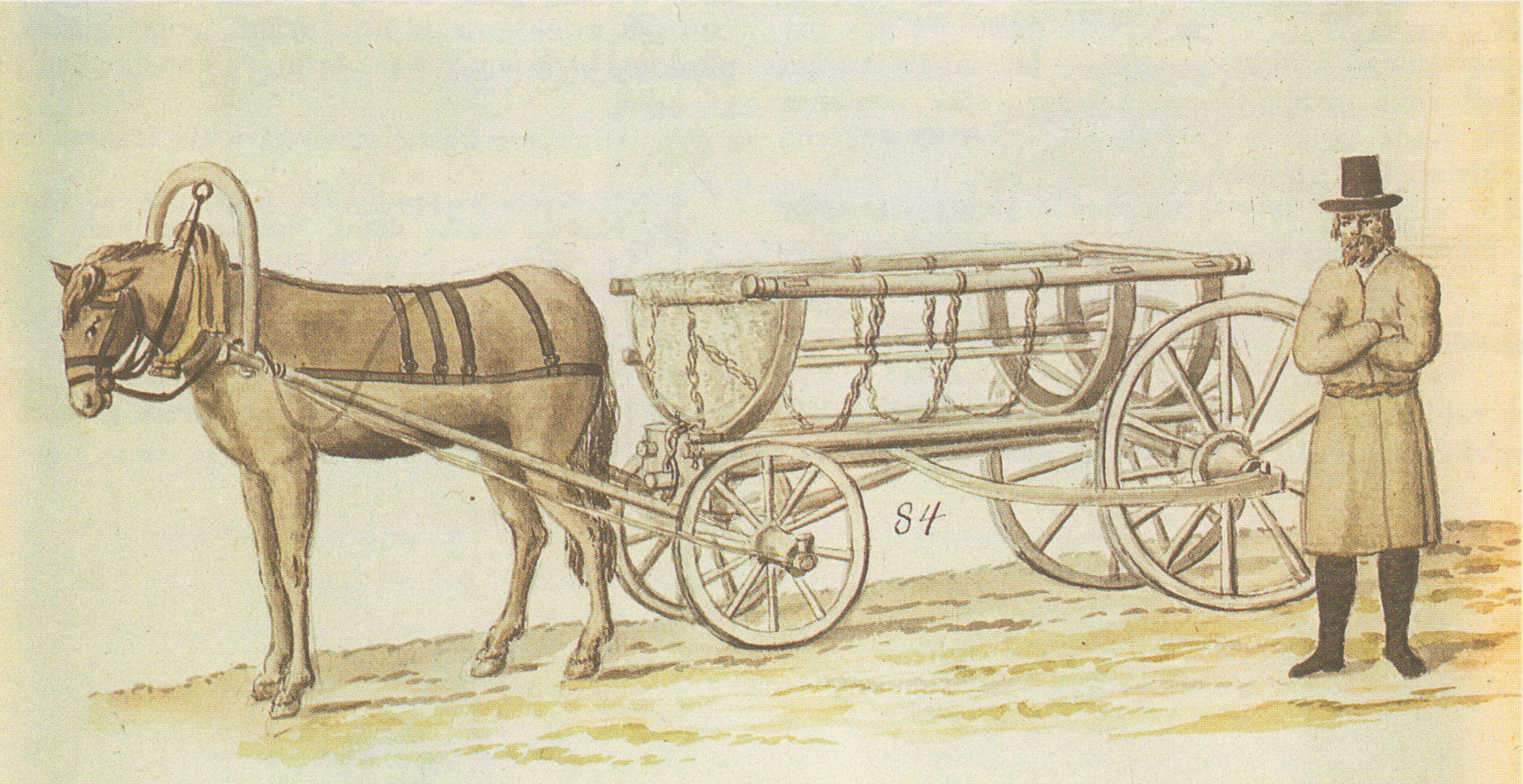
Chariot russe, dessin de Johann Christoph Brotze (1742–1823).

Le ravitaillement est un des problèmes critiques de l'armée russe. Le réseau routier rudimentaire rend les transports difficiles et coûteux. Pendant la campagne de Prusse et de Pologne de l'hiver 1806-1807, l'armée de Levin August von Bennigsen dépend d'abord des provinces de Lituanie et Biélorussie, assez pauvres au plan agricole, ensuite de ses alliés prussiens en province de Prusse-Orientale qui ne peuvent lui fournir les quantités promises, entre autres parce que les marchands n'acceptent que difficilement les roubles-papiers qui constituent la caisse de l'armée.
Au début de la campagne de 1812, les entrepôts d'approvisionnement sont situés, pour la plupart, très près de la frontière, disposition prévue initialement pour une campagne offensive en Pologne : Riga, Dünaburg, Šiauliai, Vilnius, Slonim, Brest-Litovsk, Dzisna, Pinsk, Bobrouisk, Mozyr et Kovel.
Dans chaque régiment, des soldats assurent un service professionnel comme armuriers, forgerons, charpentiers, charrons, tailleurs, savetiers et autres tâches artisanales, ce qui permet à l'unité d'être en grande partie autosuffisante.

### 1812

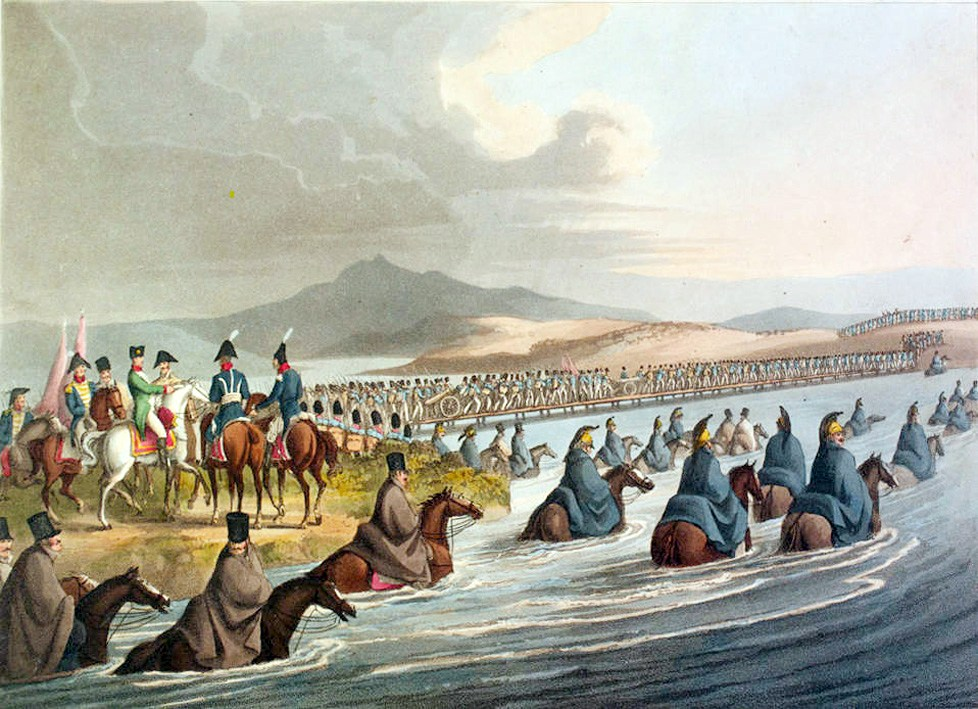
L'armée de Napoléon passant le Niémen en juin 1812, toile de John Heavside Clark (c.1770-1863) et M. Dubourg, 1816.

Pendant la campagne de 1812, les Français comprennent mal la tactique de harcèlement et de terre brûlée menée par les Russes : des détachements de partisans, mêlant cavalerie légère, cosaques et paysans armés, attaquent les fourrageurs, maraudeurs, convois de ravitaillement et courriers mais se replient dès qu'ils rencontrent une troupe française en état de combattre. Cette expérience de la guerre de partisans sera reprise par les Russes pendant la campagne d'Allemagne en 1813 et de France en 1814. En juillet-août 1812, la cavalerie légère et les chasseurs à pied de Wittgenstein, aguerris dans les combats contre les Suédois, harcèlent et forcent à la retraite le corps français d'Oudinot dans les forêts de Kliastitsy. Barclay de Tolly fait face à l'armée principale de Napoléon, numériquement et tactiquement supérieure : il impose le choix de la retraite et de la terre brûlée, très contesté par les généraux et par l'opinion ; il tombe en disgrâce après la perte de Smolensk. Il est remplacé par Koutouzov, très populaire parce que russe d'origine (alors que Barclay de Tolly et d'autres chefs militaires sont perçus comme allemands) et comme disciple supposé de Souvorov : son arrivée remonte le moral des soldats qui espèrent livrer enfin une grande bataille,.

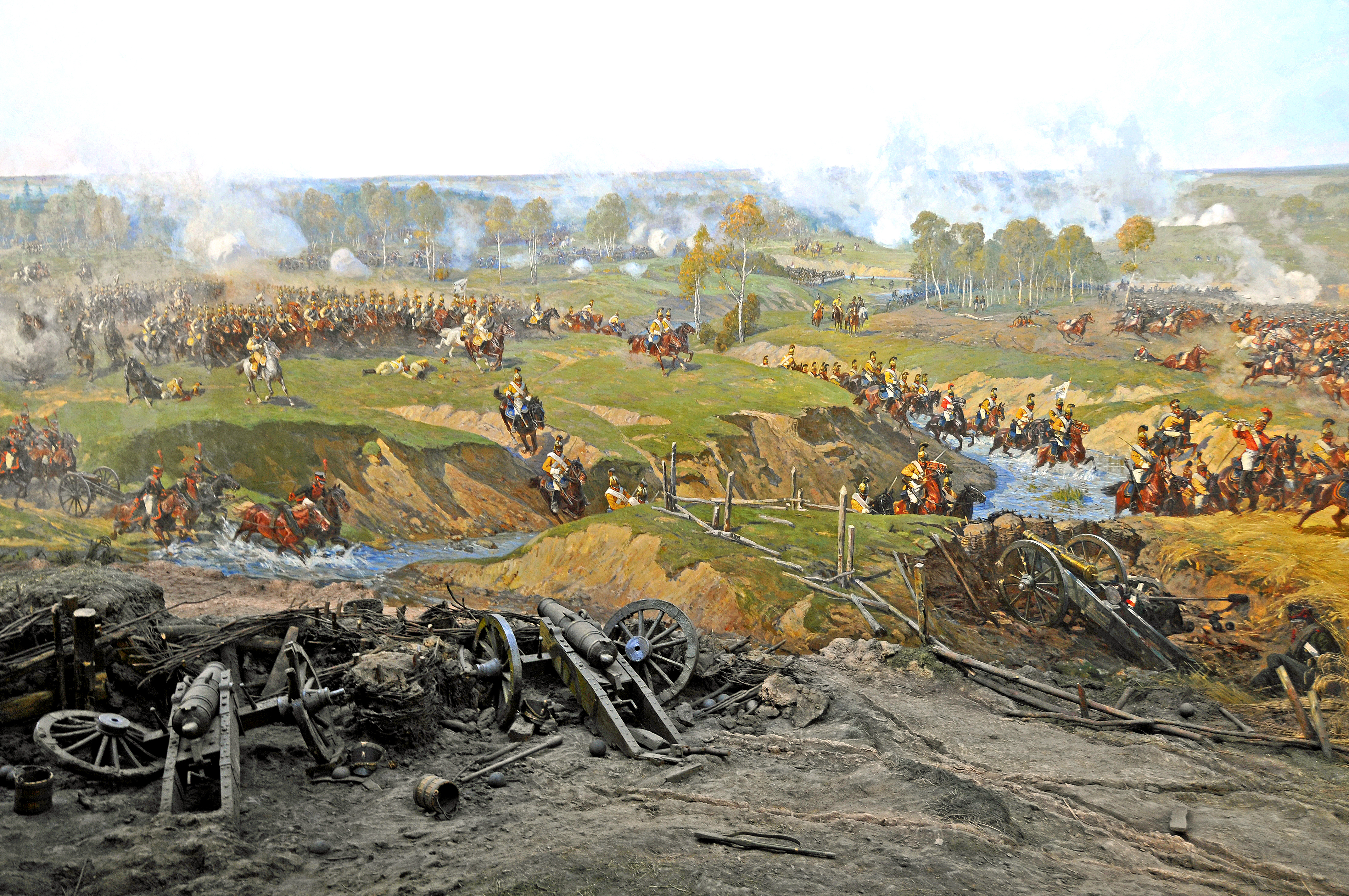
Panorama de la bataille de la Moskova (extrait) : cavalerie et artillerie.

Koutouzov, pour satisfaire l'opinion et le tsar, se résout à livrer une grande bataille pour la défense de Moscou ; les Russes construisent à la hâte une série de fortifications de terre mais, faute d'ingénieurs et de matériel, elles n'offrent qu'une défense insuffisante. La bataille de la Moskova est sans précédent par les effectifs déployés : plus de 120 000 hommes de chaque côté. L'artillerie russe est supérieure en nombre de pièces mais dispersée sur une ligne trop longue alors que les Français concentrent le feu de leur grande batterie et détruisent les positions russes l'une après l'autre. De façon inhabituelle dans les guerres napoléoniennes, c'est une bataille d'attrition où aucun camp n'arrive à un avantage décisif ; les pertes sont extraordinairement élevées, 45 000 à 50 000 tués et blessés du côté russe contre 35 000 du côté français. L'armée russe se replie vers Moscou en abandonnant de nombreux blessés et prisonniers. Koutouzov renonce à un dernier combat et évacue l'ancienne capitale en faisant incendier les entrepôts et péniches d'armes et de matériel ; l'incendie s'étend à une grande partie de la ville. L'armée de Koutouzov se replie au camp de Taroutino, en bonne position pour passer l'hiver en s'appuyant aux arsenaux de Briansk et de Toula.

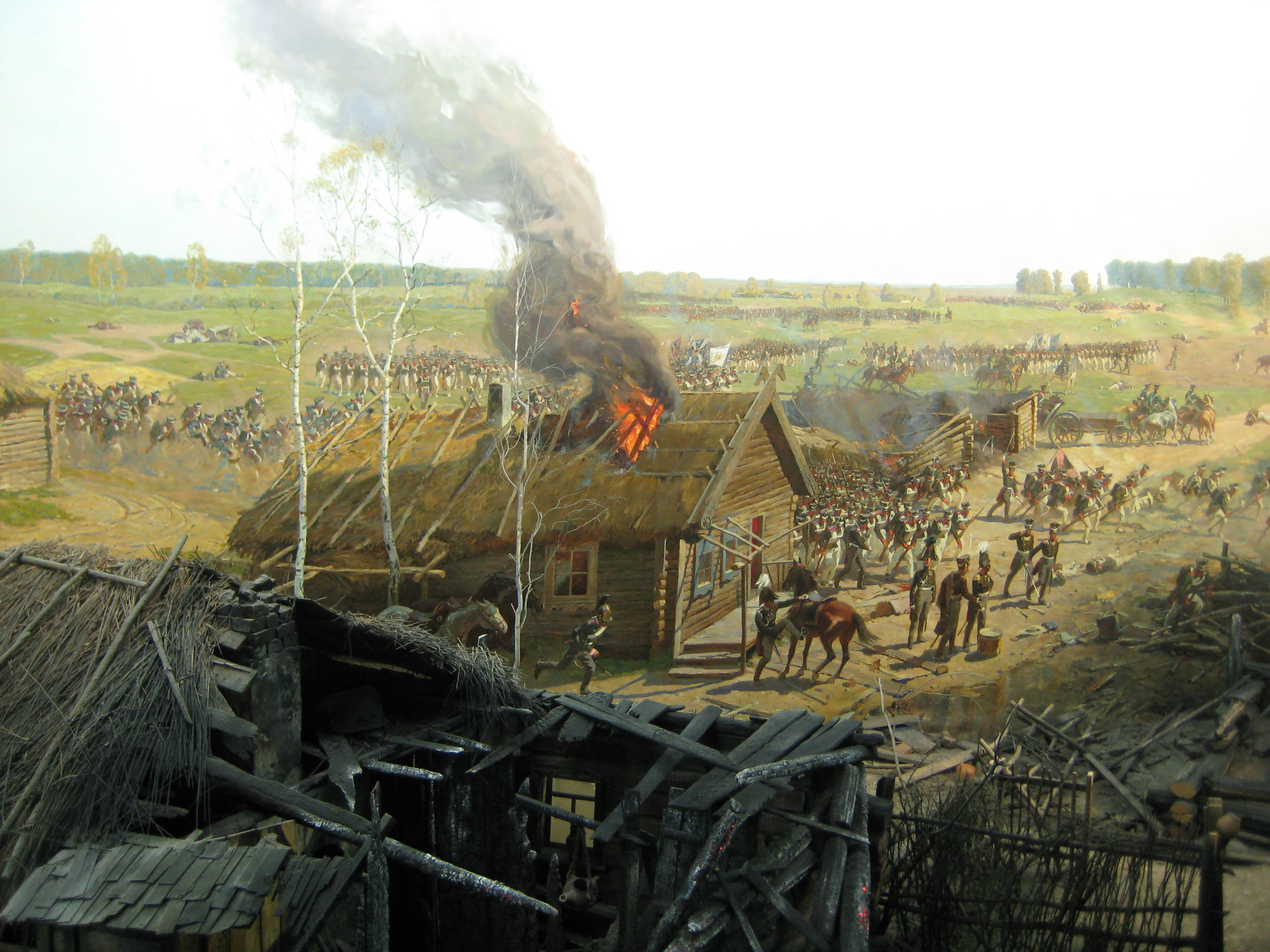
Panorama de la bataille de la Moskova (extrait) : village détruit.

L'ataman Platov, chef des cosaques du Don, est critiqué pour son manque d'efficacité pendant la bataille de la Moskova : ses cavaliers jouent pourtant un rôle essentiel et déciment l'armée française lors de sa retraite de Moscou au Niémen.
Grâce à la dispersion des troupes russes et à la mauvaise coordination de leurs généraux, Napoléon arrive de justesse à échapper à la capture au passage de la Bérézina : sur 400 000 hommes que comptait la Grande Armée au début de la campagne, moins de 20 000 retraversent le Niémen en décembre 1812 ; cependant, les maréchaux et 2 500 officiers sont sains et saufs, formant l'encadrement de la future mobilisation de 1813. L'armée russe est presque aussi épuisée : sur les 97 000 hommes qu'avait Koutouzov en octobre au camp de Taroutino, 48 000 sont à l'hôpital en décembre et seulement 42 000 sont valides. L'armée de Wittgenstein, sur son flanc nord, moins éprouvée et mieux ravitaillée, compte 35 000 hommes ; celle de l'amiral Pavel Tchitchagov, sur le flanc sud, 17 000, plus les 7 000 hommes du général Friedrich Oertel qui vont bientôt les rejoindre ; les soldats sont en haillons et ont besoin de repos et de soins. L'intendant général Georges Cancrin, chargé des services médicaux, ne peut que constater l'insuffisance des moyens, par un froid glacial dans une région dévastée, alors que le typhus sévit.
Koutouzov, très populaire dans la noblesse et dans l'opinion, est célébré comme sauveur de la patrie ; il est cependant relégué à un rôle honorifique à partir de décembre 1812 quand Alexandre arrive à Vilnius pour prendre en personne la tête de l'armée. Le tsar laisse Araktcheïev à la tête des services de l'arrière, chargé du recrutement et de l'équipement. Le commandement militaire de fait est assuré par Pierre Wittgenstein, qui devient commandant en titre après la mort de Koutouzov le 28 avril 1813.
L'effort de l'armée s'accompagne d'une mobilisation matérielle et morale de l'arrière. Dans le gouvernement de Saratov, le gouverneur appelle les habitants à n'épargner rien pour la « défense du souverain, de la Patrie, de tous et de chacun ». La population du gouvernement, aussi bien la paysannerie que la noblesse et le corps des marchands, montre son patriotisme en se rendant à la conscription, malgré quelques cas d'insoumission, et en contribuant aux souscriptions pour payer les chevaux, les fourgons et l'équipement des soldats. Cet élan se poursuit en 1813-1814 et encore dans la mobilisation tardive de 1815.

## Barbares ou libérateurs

### Captifs en Russie

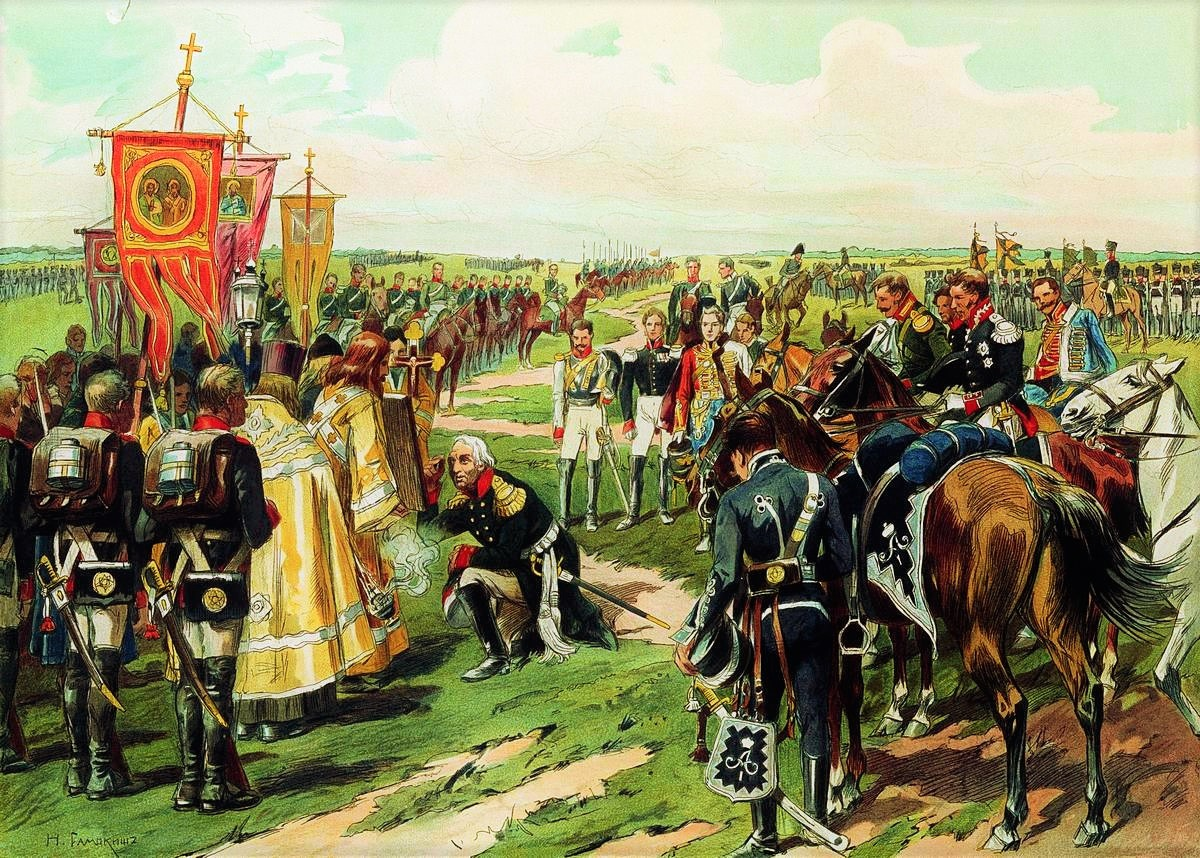
Le feld-maréchal Koutouzov et l'armée russe en prière devant une icône en 1812, dessin de Nikolaï Samokich, 1912.

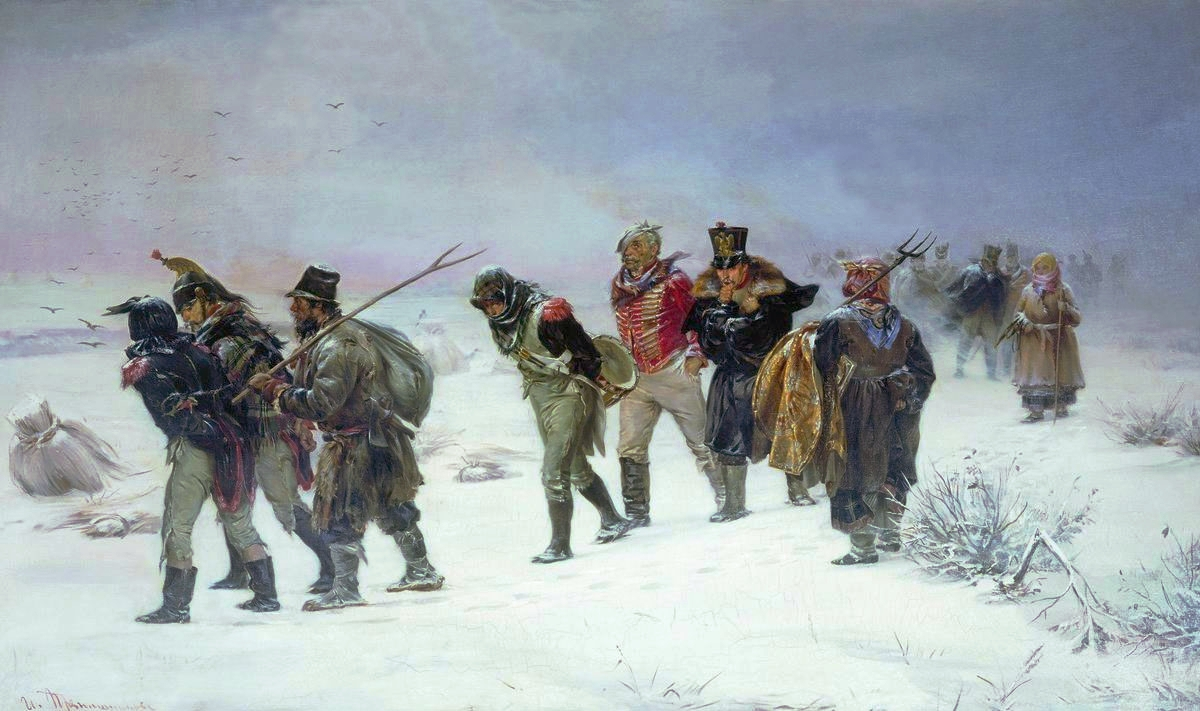
La Retraite des Français en 1812, tableau d'Illarion Prianichnikov, 1874.

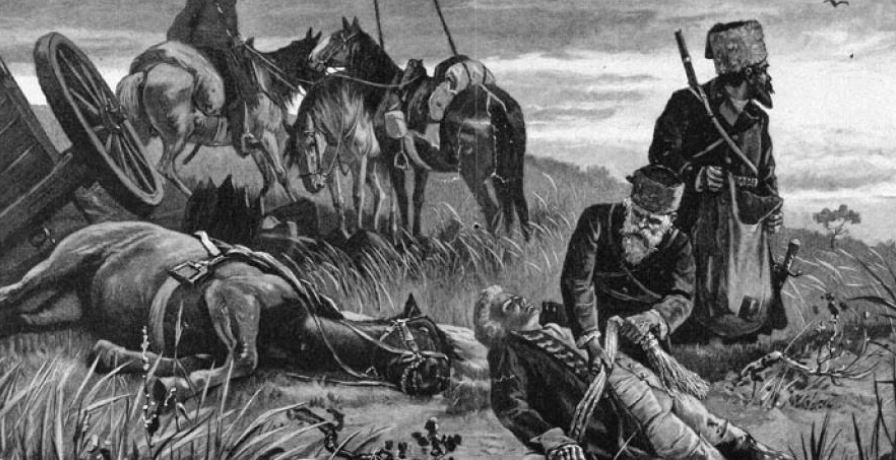
Cosaques détroussant les cadavres, dessin d'Ewald von Kleist, v. 1900.

Alexandre, pendant la campagne de 1812, appelle toutes les classes de la société russe à s'unir contre l'envahisseur. Dans une proclamation du 3 juillet 1812, il déclare :

« Noblesse ! De tous temps, tu as été le sauveur de la patrie. Saint-Synode et clergé ! Par vos prières ardentes vous avez toujours appelé la Grâce sur la tête de la Russie. Peuple russe ! Brave descendance des braves Slaves ! Tu as plus d'une fois brisé les dents des lions et des tigres qui s'élançaient vers toi. Unissez-vous ! Avec la croix dans le cœur et les armes dans les mains, aucune force humaine ne pourra vous vaincre. »

Des proclamations d'usage local ont un style plus brutal, voire injurieux, comme celles de Fédor Rostopchine, gouverneur de Moscou.
Les prêtres qui accompagnent chaque régiment russe, y compris sur le champ de bataille et dans les hôpitaux, prêchent régulièrement sur le devoir de loyauté envers le tsar mais aussi de traitement humain des prisonniers ennemis et des civils.
La réalité est souvent différente. Les Français ont la hantise de la « barbarie » ou « sauvagerie » russe ; ils font d'ailleurs mal la différence entre les troupes de cavalerie régulière, les irréguliers cosaques, bachkirs ou kalmouks et les paysans armés qui, en hiver, portent d'identiques touloupes en peau de mouton. Henri Beyle (Stendhal), officier administratif pendant la retraite de Russie, voyant son détachement encerclé par un mélange de troupes régulières et de paysans, écrit que « [nous étions prêts à] nous faire tuer jusqu’au dernier plutôt que de nous laisser prendre par des paysans qui nous tueraient lentement à coups de couteau ou de toute autre manière aimable ». Entre 50 000 et 200 000 soldats français et alliés sont capturés par les cosaques et les partisans pendant la retraite de 1812 ; des prisonniers survivants mais aussi des alliés du tsar comme le Britannique Robert Thomas Wilson témoignent qu'ils étaient souvent mis à mort avec des supplices féroces. Un lieutenant français raconte : « J'ai vu vendre un prisonnier français, pour vingt roubles, aux paysans qui le baptisèrent avec un chaudron d'eau bouillante et puis l'empalèrent tout vif sur un morceau de fer pointu […] Les femmes russes tuent à coups de hache les prisonniers et les maraudeurs qui passent par leur habitation ». À Vitebsk, les cosaques doivent protéger leurs captifs contre la fureur des habitants, surtout des femmes, qui veulent les lyncher. Selon Wilson, « le massacre des prisonniers par les paysans avec tous les moyens de torture imaginable » ne cesse pas même quand l'empereur Alexandre offre un ducat d'or à tout soldat ou civil qui irait remettre le prisonnier vivant à l'autorité civile ; les paysans refusent l'argent ou paient une somme plus forte pour garder le captif et le traiter à leur guise.
Le traitement des captifs varie selon les situations. Les officiers prisonniers sont généralement transportés en voiture et mieux traités que les simples soldats. Concernant leurs gardiens, un témoin français reconnaît que les cosaques réguliers à cheval sont moins brutaux que les cosaques irréguliers à pied. Les prisonniers, souvent blessés, gelés ou malades, sont dépouillés de leurs vêtements, nourris de quelques biscuits ou d'un peu de gruau et conduits à pied vers des destinations lointaines comme Kazan ou Orenbourg ; ils passent la nuit entassés dans des abris de fortune, sans feu et sans paille ; ceux qui ne peuvent plus marcher sont abattus sur place ou meurent du typhus ; il arrive d'ailleurs que les gardiens eux-mêmes meurent en route. Les conditions s'améliorent à partir de Kazan où les plus malades sont orientés vers l'hôpital, les autres reçoivent des bottes et vêtements chauds.
Ceux qui survivent au trajet, parfois long de plusieurs mois, sont répartis dans les villages avec un billet de logement : souvent, les habitants les plus riches paient un pot-de-vin au dizainier du village pour en être exemptés. Au cours de l'année 1813, le sort des prisonniers s'améliore, au moins dans certains séjours : ils reçoivent une allocation de 12 kopeks par jour pour les soldats, 50 pour les officiers, du pain et de la viande. Un oukase de novembre 1813 permet aux prisonniers de se fixer en Russie avec le statut de colons agricoles, une nationalité russe provisoire et le droit de pratiquer leur culte. La plupart des prisonniers sont rapatriés en France entre 1814 et 1816. Certain resteront en Russie : on compte 1 500 anciens soldats napoléoniens à Moscou en 1837.

### En Allemagne: des libérateurs encombrants

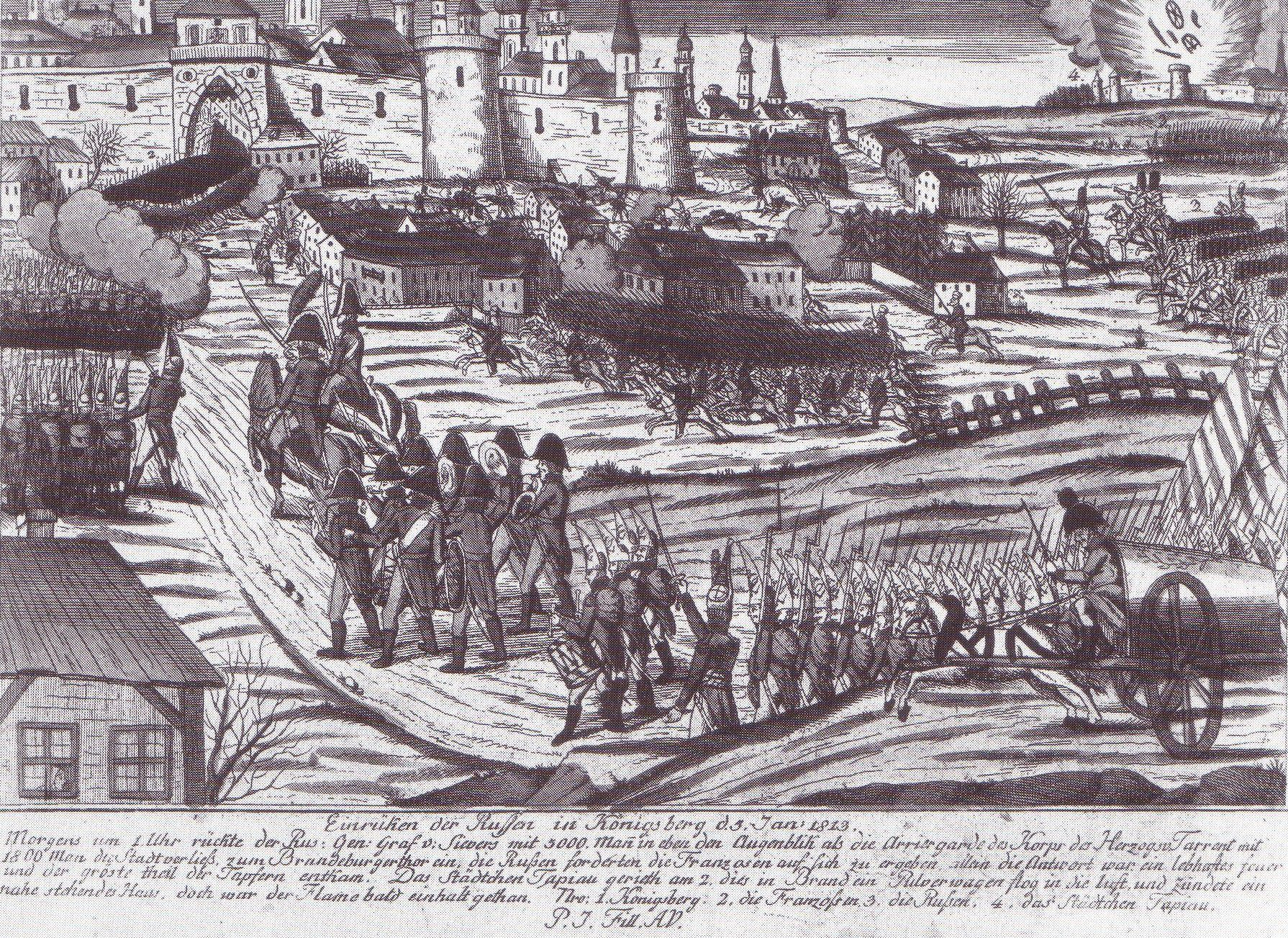
Entrée de l'armée russe à Königsberg, 5 janvier 1813

Après la retraite de Russie de Napoléon, qui quitte le reste de ses troupes le 6 décembre 1812 pour aller lever une nouvelle armée en France, la campagne d'hiver 1812-1813 tourne à l'avantage des Russes. Leurs forces n'arrivent que lentement sur les frontières de la province de Prusse-Orientale et du duché de Varsovie mais les commandants prussiens Yorck et Bülow, anticipant le changement de camp de leur roi, renoncent à s'opposer à leur passage. L'avant-garde russe de Löwis, avec seulement 13 000 hommes, avance pour faire le siège de Dantzig et encercler une garnison française très supérieure en nombre ; Wittgenstein, avec 25 000 hommes, avance jusqu'à Toruń sur la Vistule. En janvier 1813, Alexandre Tchernychev, tirant les leçons de la guerre de partisans de 1812, persuade Koutouzov de lancer trois corps de cavalerie légère, à peine 6 000 hommes au total, en majorité cosaques, avec deux pièces d'artillerie à cheval : ils franchissent l'Oder de justesse avant la fonte des glaces. Le détachement de Benckendorff harcèle les Français jusqu'à Berlin en coupant leurs communications ; celui de Tettenborn atteint Lübeck et Hambourg où les Allemands l'accueillent en libérateur. L'armée autrichienne de Schwartzenberg, qui aurait dû couvrir le flanc sud des Français, se retire après un simulacre de défense et laisse les Russes entrer sans combat dans Varsovie. Le corps français du général Reynier évacue la Pologne après la bataille de Kalisz (13 février 1813). Les Russes entrent à Varsovie sans combat le 8 février et à Berlin, sous les acclamations des habitants, le 4 mars.

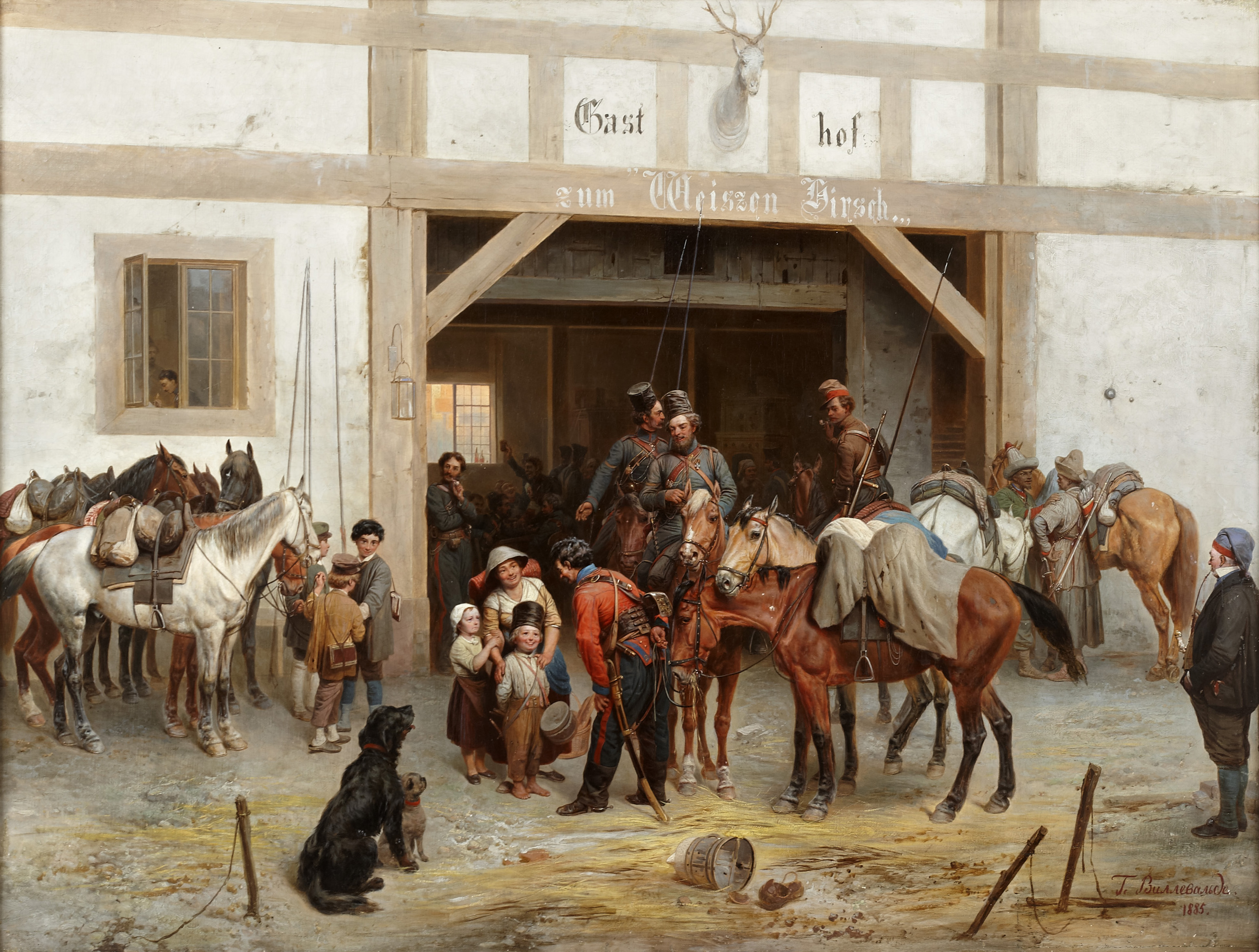
Cosaques devant une auberge allemande en 1813, toile de Bogdan Willewalde, 1885.

Lors de l'entrée des troupes russes en province de Prusse-Orientale pendant l'hiver 1812-1813, les Prussiens, excédés de l'occupation française, acclament les Russes et font de leur mieux pour les ravitailler avec les denrées soustraites aux entrepôts des Français. Le maréchal Macdonald note, en décembre 1812, le contraste entre les Français débandés, faméliques et vivant de maraude, et les Russes « exaltés par des succès inouïs, accueillis partout en libérateurs, observant la plus stricte discipline, ne prenant rien sans payer et vivant dans l'abondance »
Les Russes doivent marquer une pause pour reposer leurs hommes et attendre les nouvelles recrues qui n'arriveront qu'en mai. Ils en profitent pour se reposer et faire réparer leurs fusils et leurs chariots par les artisans prussiens. Leurs régiments, éprouvés par une dure marche d'hiver, sont très en-dessous de leur effectif normal : le régiment de la Garde lituanienne compte encore 810 hommes et 38 officiers en février mais celui de Kexholm n'a plus que 408 soldats en mars.
Cependant, selon Robert Thomas Wilson, les Allemands se plaignent bientôt des pillages des Russes et particulièrement des cosaques, au point de dire dans leurs prières « De Cossaquibus, Domine, libere nos ! » (« Seigneur, délivre-nous des cosaques »).

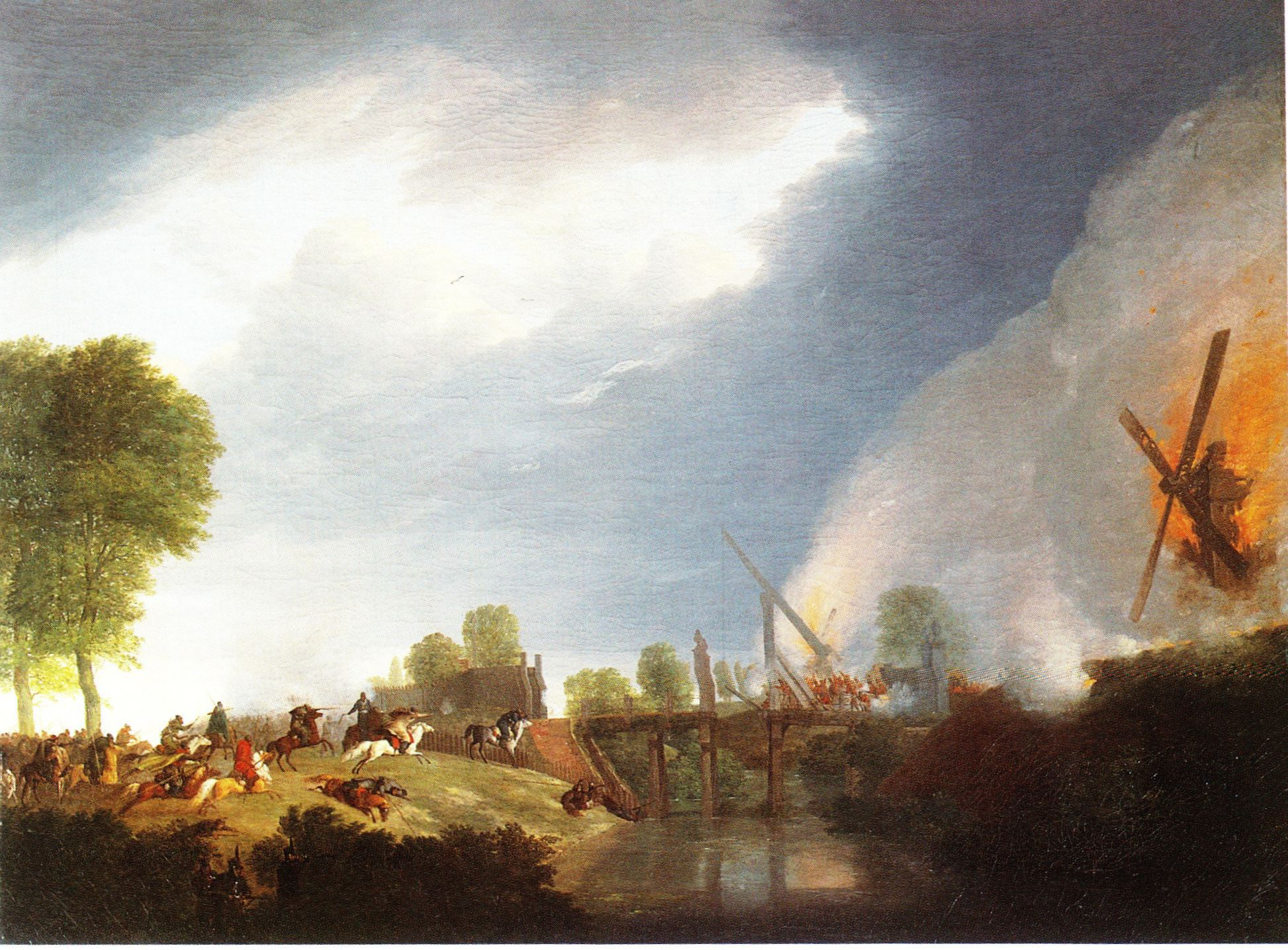
Combat de cosaques devant Brême en 1813 : le corps de cavalerie russe de Tettenborn harcèle les Français en Allemagne du Nord. Toile de Gottfried Menken, v. 1830.

À la fin de l'hiver de 1813, l'armée russe, fatiguée par les dures conditions hivernales, assure le principal effort de la coalition. Elle aligne 51 745 soldats réguliers, 12 283 cosaques et 439 canons. Au début d'avril, les renforts en cours d'acheminement s'élèvent à 12 674 soldats, 2 307 cosaques et 48 canons. Les troupes de seconde ligne, totalisant 56 776 fantassins, 9 989 cosaques et 319 canons, viennent assiéger les forteresses françaises sur la Vistule et l'Oder. Une réserve de 48 100 hommes est en formation en Russie. Le retour de Napoléon sur le Main va ouvrir la première phase de la campagne d'Allemagne : il peut compter sur une nouvelle armée de 140 000 hommes s'ajoutant aux 60 000 du prince Eugène.
La Prusse a beaucoup de mal à ravitailler à la fois sa propre armée et le corps russe de Wintzingerode. Après la moisson d'août 1813, Barclay de Tolly met à contribution la Pologne récemment occupée et qui doit fournir 500 000 kg de gruau d'avoine, 87 000 litres de vodka et 524 000 kg de viande.
Pendant l'armistice de Pleiswitz, de juin à août 1813, les renforts arrivés de Russie sont supérieurs en nombre à ceux qui viennent grossir les armées autrichienne et prussienne. Selon l'historiographe prussien Rudolf von Friederich, le soldat russe est « un excellent soldat, sans intellect, certes, mais brave, docile et peu exigeant. Leurs armes, uniformes et équipements étaient très bons et dans l'ensemble, ils étaient très bien entraînés » ; après plusieurs mois de longues marches, ils étaient endurcis et résilients ; quant aux cavaliers, Friederich les trouve « très bien montés, bien entraînés et impeccablement vêtus et équipés » ; toutefois, il note que seuls les régiments de Jägers sont entraînés aux escarmouches. Les nouveaux renforts, à partir de juin, sont répartis par bataillons et escadrons entre les unités déjà aguerries. À l'automne 1813, une des principales forces alliées, l'armée de Silésie, commandée par le Prussien Blücher, est souvent décrite par les contemporains comme « armée prussienne » bien que les Russes composent les deux tiers de son effectif. En octobre, grâce aux renforts russes, les trois grandes armées alliées du Nord (Bernadotte), de Silésie et de Bohême (Schwarzenberg) convergent en supériorité numérique pour livrer la bataille décisive de Leipzig (16-19 octobre) qui oblige Napoléon à se retirer d'Allemagne. Une partie des réserves russes sont immobilisées pour encercler les forteresses de Modlin, Zamość et Dantzig : leur capitulation à la fin de l'automne libère l'ensemble de l'armée pour la phase finale de la traversée du Rhin et de la campagne de France de 1814.

### Du Rhin à Paris

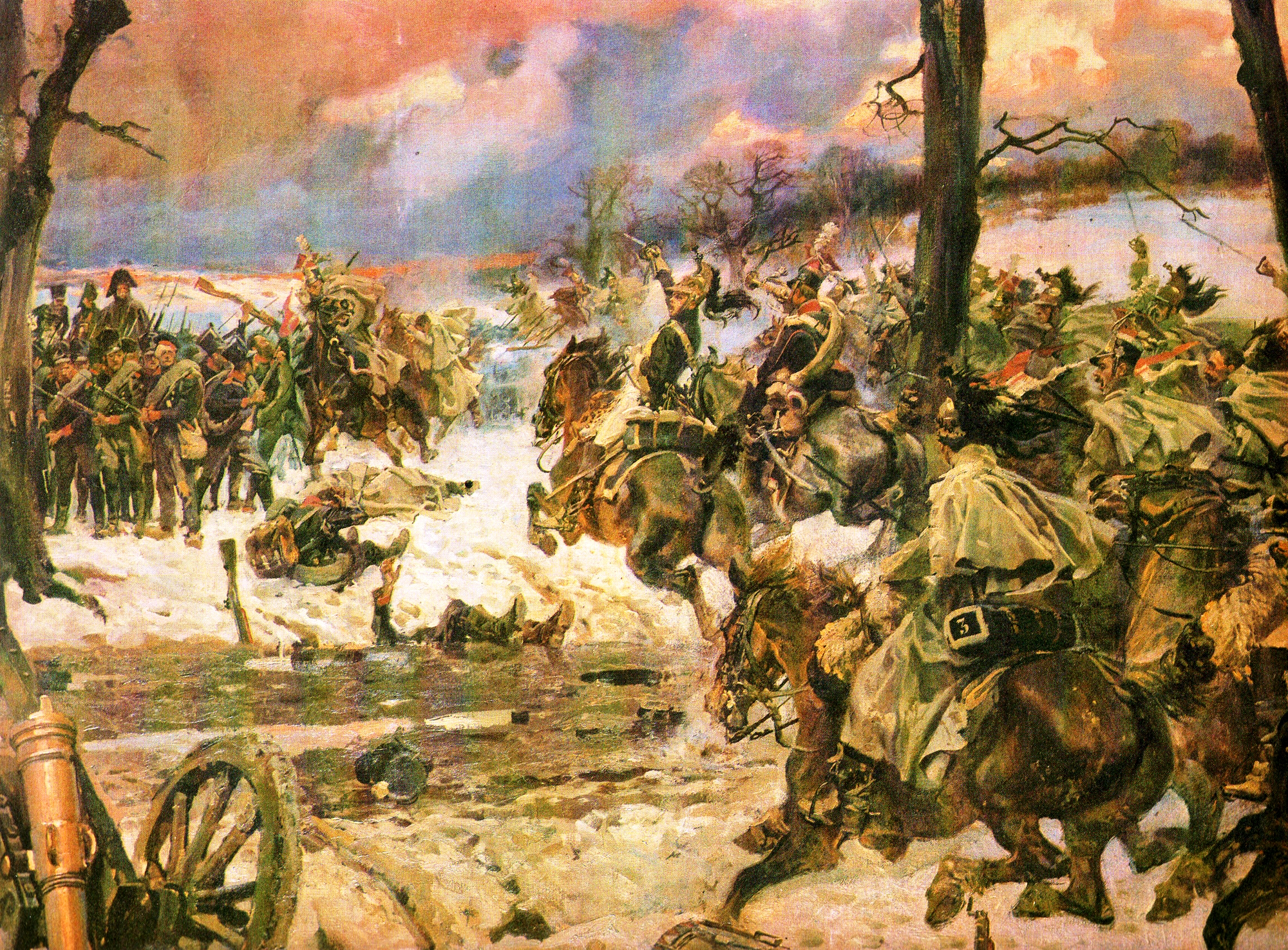
Dragons français et lanciers polonais chargeant l'infanterie russe à la bataille de Montmirail le 11 février 1814, toile de Wojciech Kossak, 1907.

À la veille de la campagne de France, Alexandre appelle ses troupes à faire preuve de clémence envers l'adversaire :

« En pénétrant dans l'intérieur de notre empire, l'ennemi que nous combattons aujourd'hui y a causé de grands désastres ; mais un châtiment terrible est retombé sur sa tête […] La colère de Dieu a éclaté sur nos ennemis […] Ne les imitons pas : oublions leurs œuvres. Portons en France, non le ressentiment et la vengeance, mais une main tendue en gage de paix. La gloire du Russe est de vaincre l'ennemi qui l'attaque et de traiter en frère l'ennemi désarmé […] Unissant ainsi à la valeur du guerrier l'humanité du chrétien, vous mettrez ainsi le sceau à vos grandes actions, en conservant la renommée qu'elles vous ont acquises de nation vaillante et policée. »

Barclay de Tolly exerce le commandement nominal de l'armée russe mais, en fait, ne commande qu'aux service de l'intendance et de l'équipement. Le tsar Alexandre laisse le commandement militaire effectif à ses alliés tout en se réservant une place prépondérante dans l'action politique et diplomatique, avec le concours d'Aratchkeïev et Piotr Volkonski pour les questions militaires et de Nesselrode pour la diplomatie ; Karl Wilhelm von Toll est le représentant personnel d'Alexandre auprès de la grande armée de Schwartzenberg.
Les forces alliées se composent alors de :
- Armée de Bohême (Schwarzenberg) : 200 000 hommes et 690 canons dont 61 000 hommes et 210 canons russes ;
- Armée de Silésie (Blücher) : 96 000 hommes et 448 canons dont 56 000 hommes et 232 canons russes ;
- Armée du Nord commandée par Charles Jean de Suède (Jean-Baptiste Bernadotte) : plusieurs corps dispersés entre le Danemark et les Pays-Bas dont le corps russe de Wintzingerode[136].

Les unités russes engagées à l'ouest du Rhin se répartissent entre les corps suivants :
- Corps de Pierre Wittgenstein : 20 569 hommes
  - 1er corps d'infanterie (Gortchakov)
  - 2e corps (Eugène de Wurtemberg)
- Corps de Langeron : 27 017 hommes
  - 8e corps (Saint-Priest puis Roudzevitch (ru))
  - 9e corps (Olsoufiev)
  - 10e corps (Kaptsevitch (en))
- Corps d'Osten-Sacken : 26 566 hommes
  - 6e corps (Chtcherbatov)
  - 11e corps (Lieven)
- Corps de Wintzingerode : 35 237 hommes
  - Corps d'infanterie (Vorontsov)
  - Corps d'infanterie (Stroganov)
- Garde, grenadiers et cavalerie de réserve : 32 839 hommes[137].

En outre, le corps de Benckendorff (50 000 hommes), engagé dans le siège de Hambourg, et le corps de réserve de Lobanov-Rostovski (80 000 hommes), en Pologne, fourniront des renforts pour la suite de la campagne.
L'intendance prévoit un ravitaillement régulier avec une ration quotidienne d'une demi-livre de viande et 2 livres de pain par soldat, 7 l d'avoine et 30 kg de foin par cheval mais, malgré les efforts de l'intendant général Georges Cancrin, l'approvisionnement des avant-gardes et des unités isolées est souvent problématique ; les commandants alliés ont tendance à défavoriser les Russes dans l'attribution de la nourriture et des logements, ce qui donne lieu à des plaintes, réquisitions, pillages et maraudes.
Au début de la campagne, les Russes ne rencontrent pas ou peu de résistance de la population ; les officiers russes, souvent francophones et francophiles, peuvent faire du tourisme culturel. Ainsi, le poète Constantin Batiouchkov s'installe avec des amis officiers, Roger de Damas et Alexandre Pissarev, au château de Cirey où Voltaire avait séjourné avec sa maîtresse Émilie du Châtelet.

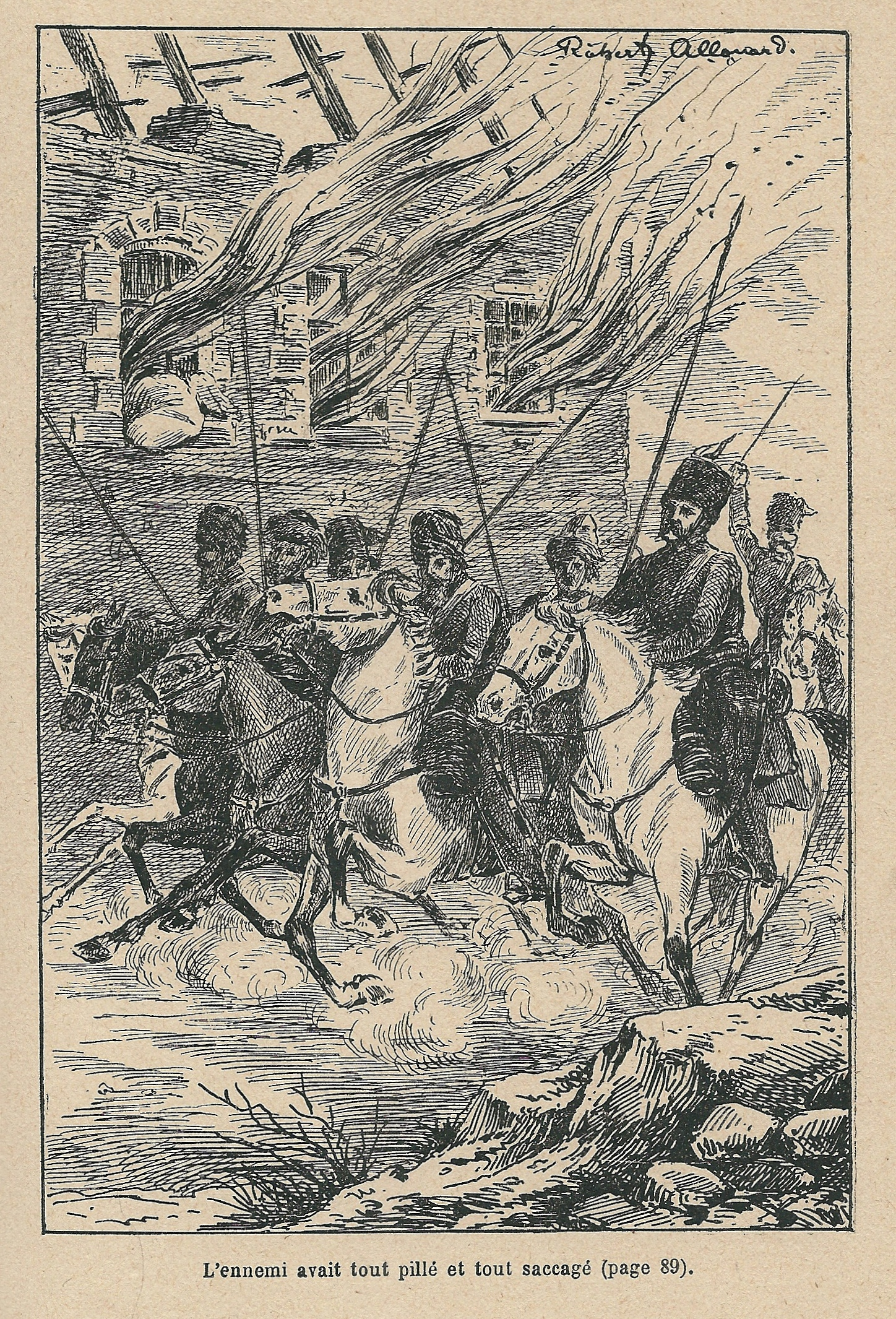
« L'ennemi avait tout pillé et tout saccagé », gravure de l'ouvrage Les Cosaques en Champagne et en Brie : Récits de l'invasion de 1814 par Louis Rogeron et Robert Allouard, 1905.

Cependant, à partir de janvier-février 1813, les exactions se multiplient en dépit des instructions d'Alexandre qui écrit à Platov le 5 février pour « déplorer que même certains généraux et colonels pillent les maisons et fermes françaises ». L'empereur craint pour son image morale et redoute un soulèvement des populations. Le 26 février, il écrit au prince royal de Wurtemberg d'avoir les plus grands ménagements pour la ville de Troyes qui avait été pillée par les soldats français en retraite : le contraste « pourra influer de beaucoup sur l'état d'esprit de la nation et lui faire sentir la différence de traitement que nous lui accordons ».
La propagande française insiste volontiers sur la « barbarie » des troupes russes. Le 28 février 1814, le Moniteur publie une lettre d'un édile de Provins décrivant le sac de la ville par les « Baskirs, Kalmoucks et Cosaques » de l'armée de Wintzingerode : « Ces vandales qui n'ont d'humain qu'une figure hideuse » et qui saccagent les maisons, font couler le vin qu'ils ne peuvent boire, massacrent le bétail, tuent et violent les civils, brûlent les villages. Ces atrocités sont le plus souvent attribuées aux « cosaques » même quand elles sont commises par d'autres troupes, voire par des soldats français en maraude.
À Montmirail au début de février, un habitant écrit :

« Les Cosaques prirent aussi quinze des notables, les menèrent nus et leur donnèrent à chacun cinquante coups de knout. Ils déshabillèrent les hommes et les femmes. Moi-même, j'ai été volé par un chef à qui mes habits et mes bottes convenaient. En majeure partie, les filles et les femmes ont été violées même dans la rue. Il y en eut qui se sont jetées par la fenêtre pour se soustraire aux outrages. »

De ce fait, en février-mars 1814, les actes de résistance se multiplient. Des paysans en armes tendent des embuscades, tuent les traînards et les soldats isolés. Après la bataille de Craonne (7 mars 1814), les paysans massacrent les blessés russes et les brûlent avec de la paille.
Il peut aussi y avoir des accommodements entre occupants et occupés. À Sillery en Champagne, les paysans indiquent aux cosaques la cave où le seigneur local a entreposé 60 000 bouteilles de vin : le résultat est que les cavaliers russes arrivent ivres-morts à la bataille de Fère-Champenoise (25 mars 1814). À Montargis, selon le rapport du commandant russe Seslavine, les habitants font bon accueil aux Russes et les appelant leurs « libérateurs ». Seslavine décide de détruire les péniches et les écluses sur le canal d'Orléans qui approvisionnait Paris mais Alexandre lui envoie l'ordre de n'en rien faire et de réparer les dégâts causés.
Alexandre, dans les villes qu'il traverse, mène une stratégie de séduction des élites ; il est apprécié pour sa courtoisie et sa piété ; un civil français écrit « qu'on [le] verrait ici avec plaisir sil n'eût amené à sa suite cette nuée de cosaques qui vont tout ravageant et si ses autres troupes avaient autant de discipline ».

### L'entrée à Paris

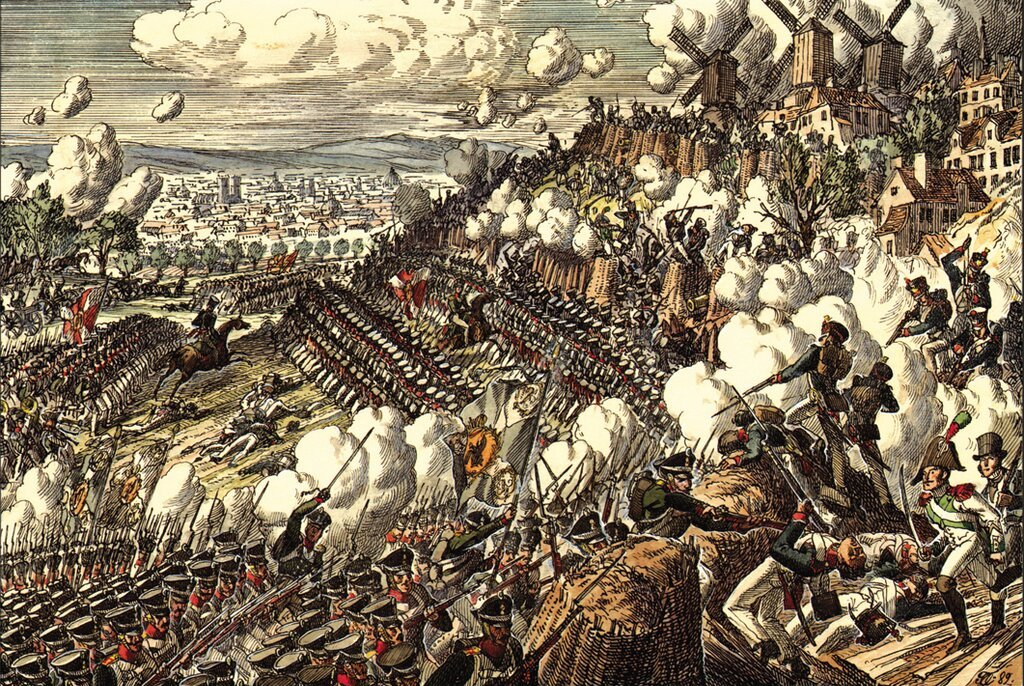
Assaut russe vers la butte Montmartre pendant la bataille de Paris (1814), estampe russe, s.d.

Le 29 mars au soir, 100 000 Alliés, en majorité russes, arrivent en vue de Paris, très impressionnés par l'étendue et la splendeur de la capitale. Ils se préparent pour l'attaquer par plusieurs côtés : Langeron au Bourget, Kleist et Yorck à Aulnay, Blücher et Raïevski à Noisy-le-Sec. Le 30 mars, l'empereur Alexandre fait transmettre un ultimatum au roi Joseph Bonaparte, commandant du camp retranché de Paris, le menaçant de mettre la ville au pillage s'il refuse de capituler immédiatement. En même temps, il fait passer à Mikhaïl Orlov (ru) des consignes pour sauver la ville en retardant l'attaque le plus possible. Joseph réunit son conseil qui se prononce pour la capitulation en laissant aux maréchaux Marmont et Mortier, commandants de l'armée, le soin de décider du moment le plus opportun. Vers 14h, Barclay de Tolly ordonne l'assaut ; Langeron attaque vers Montmartre où les batteries françaises sont emportées l'une après l'autre. Vers 16h, Marmont et Mortier envoient l'ordre de capituler. La bataille de Paris a été la plus meurtrière de la campagne de France, faisant 6 000 tués et blessés français contre 12 000 alliés (8 000 tués alliés dont 6 000 russes selon Julie Grandhaye).

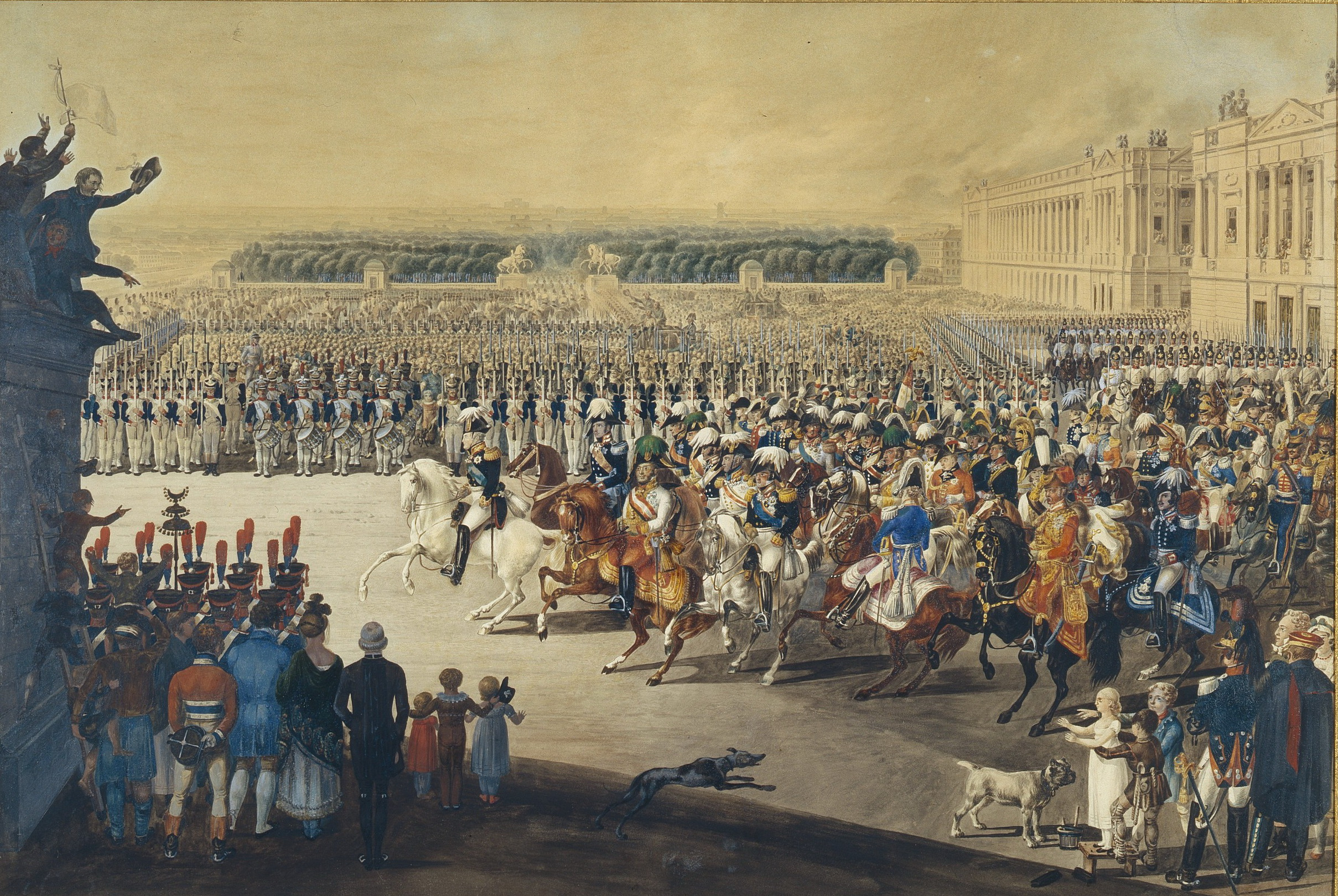
Les armées alliées entrant dans Paris le 19 mars 1814 (calendrier julien), toile de François de Maleck (1815).

Alors que la propagande française dépeignait les Russes et en particulier les cosaques comme des barbares qui incendiaient les villages et arboraient des colliers d'oreilles coupées, l'occupation russe est relativement bienveillante et les soldats russes ont la surprise d'entendre les Parisiens acclamer Alexandre. Alexandre a donné les consignes les plus strictes pour empêcher tout pillage et tout dommage dans la capitale. Talleyrand lui écrit : « Vous avez sauvé la France. Votre entrée à Paris a signalé la fin du despotisme. » Il nomme un émigré français, Louis-Victor-Léon de Rochechouart, commandant militaire de Paris, et Osten-Sacken comme gouverneur. Constatant les bonnes dispositions du gouvernement de Louis XVIII et de la population, dès le 4 juin, Alexandre peut ordonner à ses troupes de se retirer de Paris. L'évacuation du territoire français se fait en bon ordre et sans incident grave.
Après la signature du traité de Paris, le 30 mai 1814, qui consacre le démantèlement de l'empire napoléonien, les troupes russes font un retour triomphal dans leur pays. Les deux premiers régiments de la Garde (régiment de Finlande et Pavlovski) défilent à Saint-Pétersbourg le 6 septembre, la cavalerie et l'artillerie à cheval de la Garde le 18 octobre, les cosaques de la Garde le 25 octobre.
Les soldats chantent une Marche de Paris composée en 1807 pour le régiment Semionovsky et dont les paroles, adaptées plusieurs fois par la suite, évoquent le souvenir glorieux des campagnes de Catherine II :

« Allons, frères, au-delà de la frontière, battre l'ennemi ; souvenons-nous de la tsarine notre mère, souvenons-nous de son siècle !
Chaque pas nous rappelle le glorieux siècle de Catherine. Ce sont les champs, les forêts, les vallées par lesquels l'ennemi a fui les Russes !
Chacun fait preuve d'esprit héroïque dans la guerre en ces lieux et le monde entier sait que nos armées sont glorieuses. (…)
En ces lieux glorieux, élançons-nous d'un mouvement unanime au combat !
Le Français prendra la fuite et s'en retournera chez lui avec ses queues de cheval
À la poursuite des Français, nous connaîtrons la route qui mène à Paris. Là, le chef autorisera chacun à se servir un peu.
Là-bas, nous nous enrichirons des restes du déferlement des héros et alors nous nous réjouirons pour le peuple et pour le tsar »

La Marche de Paris sera imitée par celles de plusieurs régiments russes, puis par l'armée prussienne en 1817.

## Conséquences

### Les lendemains de la victoire

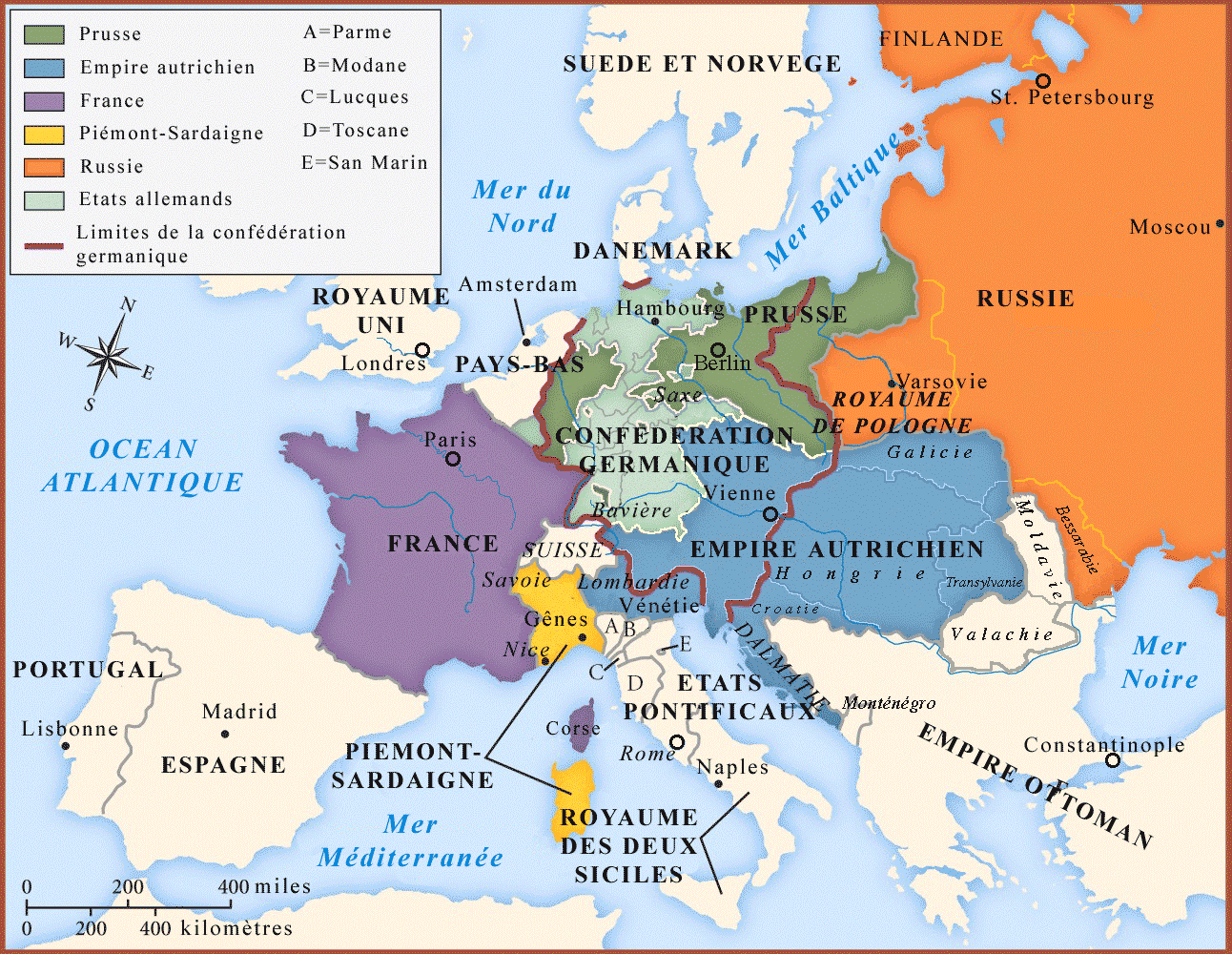
L'Europe après le congrès de Vienne : Russie et royaume de Pologne sous domination russe, 1815.

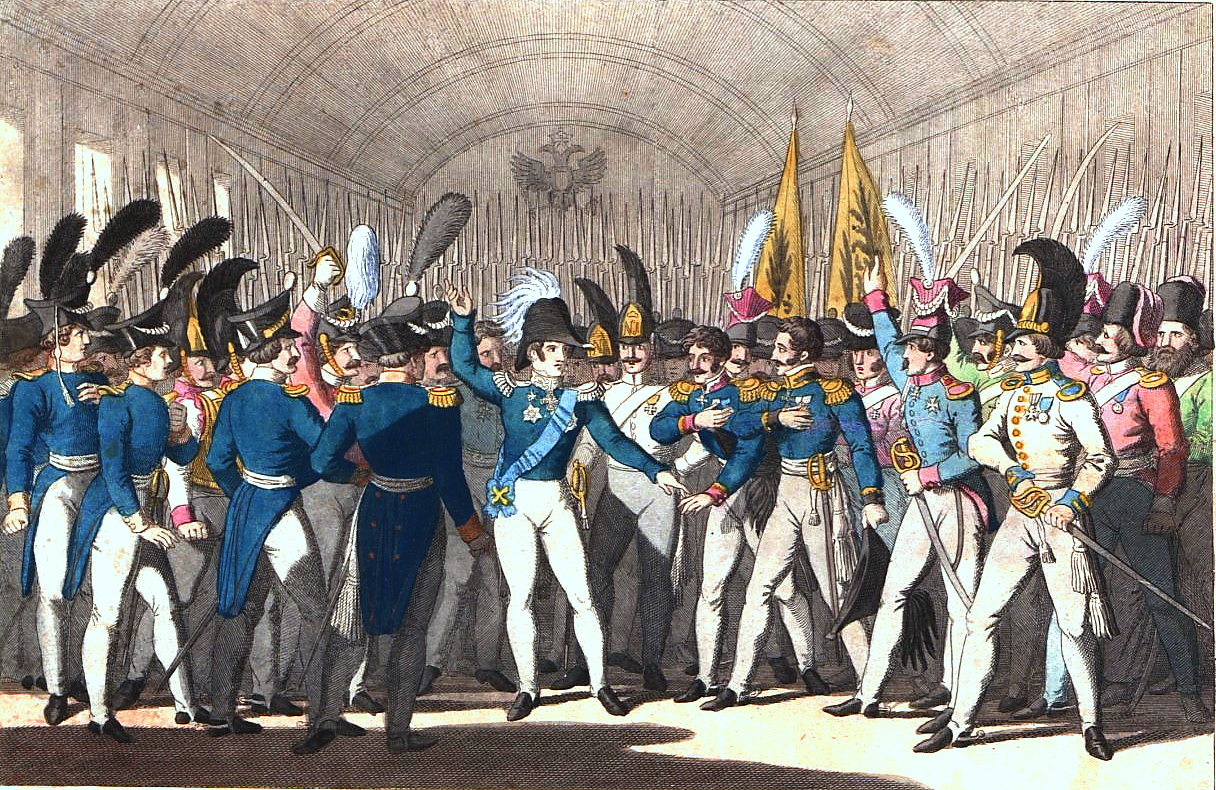
Nicolas Ier (empereur de Russie) rassemble sa garde pour combattre l'insurrection polonaise de 1830, gravure de Georg Benedikt Wunder (1786–1858).

Lors du bref retour de Napoléon pendant les Cent-Jours, la Russie se joint à la Septième Coalition pour le chasser du pouvoir ; une armée russe de 150 000 hommes se met en marche et arrive au Rhin à la veille de Waterloo. Elle prend une part marginale aux dernières opérations de la campagne de 1815 avec l'encerclement de Metz, Thionville, Sarrelouis et Soissons. Un corps d'armée russe de 30 000 à 40 000 hommes, commandé par Mikhaïl Vorontsov, participe encore à l'occupation de la France jusqu'en 1818 ; il a son quartier général à Maubeuge et s'étend sur une partie des départements du Nord, de l'Aisne et des Ardennes. Les Russes bénéficient de la popularité de l'empereur Alexandre auprès des élites françaises. Des relations amicales s'établissent entre les officiers russes francs-maçons (en) et leurs frères des loges françaises et, à l'occasion de leurs déplacements en Belgique, ils rencontrent les exilés français républicains ou bonapartistes, contribuant peut-être à la propagation des idées libérales qui éclateront chez les officiers russes dans l'insurrection décembriste de 1825. En tout cas, Vorontsov se conduit en chef éclairé et fait étudier les méthodes pédagogiques occidentales pour favoriser l'alphabétisation  de ses soldats.
En 1816, au lendemain des guerres napoléoniennes, la Russie est, de loin, la première puissance militaire terrestre en Europe avec 800 000 soldats contre 255 000 pour le Royaume-Uni, 220 000 pour l'Autriche, 132 000 pour la France et 130 000 pour la Prusse. Cet avantage se maintient jusqu'aux années 1830 où la Russie compte 826 000 soldats contre 802 000 au total pour les quatre autres grandes puissances européennes. L'hégémonie de la Russie sur terre est aussi complète que celle de la Royal Navy britannique sur mer et les autres puissances du continent jugent plus prudent de s'aligner sur sa politique de Sainte Alliance. Elle reste la seule grande puissance stable lors du Printemps des peuples de 1848 et contribue à étouffer les mouvements révolutionnaires en Europe. Pourtant, sa croissance économique reste faible par rapport à la révolution industrielle du monde occidental et son retard technologique contribuera largement à sa défaite lors de la guerre de Crimée (1854-1856) face à une coalition franco-britannique.

### Un lourd bilan humain

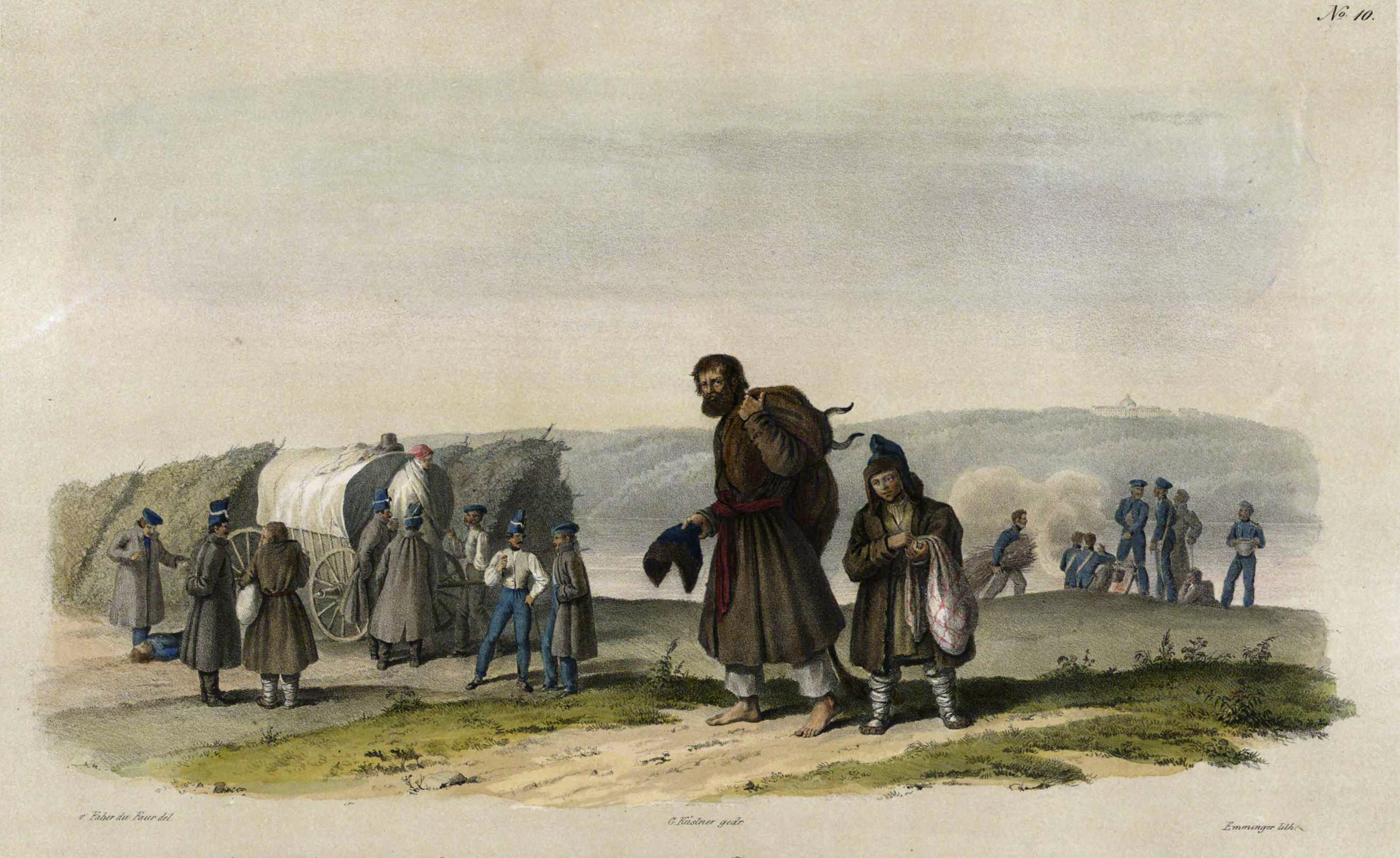
Paysans russes affamés à côté d'un campement de troupes napoléoniennes en 1812, gravure de Christian Wilhelm von Faber du Faur, v. 1831-1834.

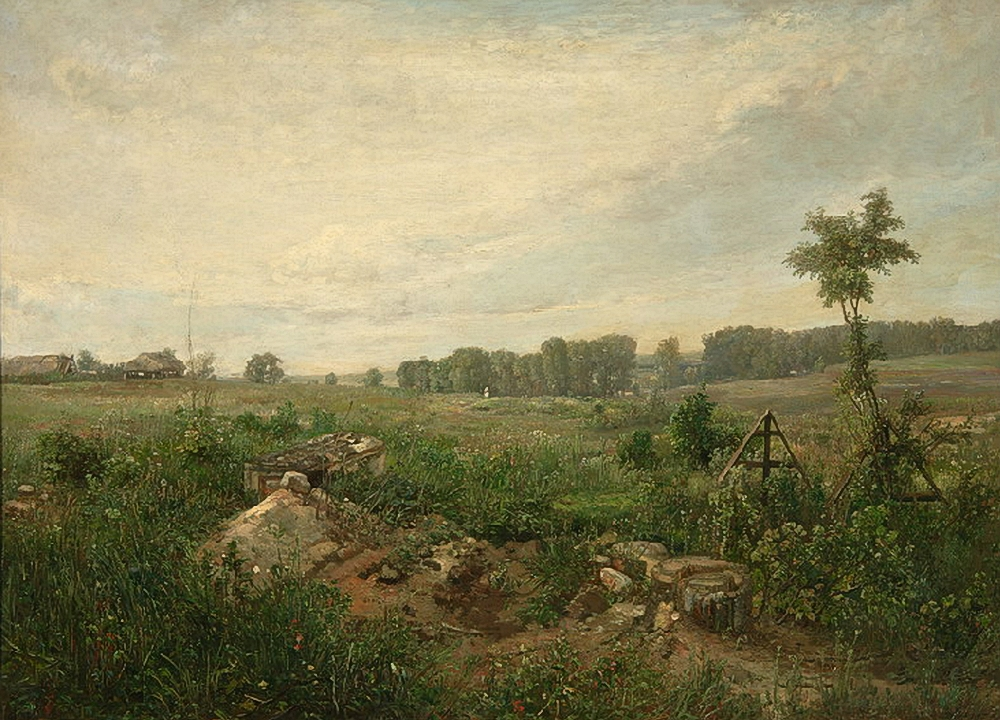
Cimetière près de Moscou, toile de (1833-1902).

Les recensements (« revisions ») fiscaux destinés à la perception de la capitation indiquent qu'entre 1789 et 1815, la population de l'Empire passe de 29,6 à 44 millions d'habitants des deux sexes : elle augmente de 6,4 millions par accroissement naturel et 10,8 millions par des annexions aux dépens de la Pologne en 1795, de la Bessarabie ottomane en 1812 et des pays du Caucase. Cette période ne voit pas de grande famine mais plusieurs disettes et une épidémie de peste en 1813 en Novorossia et Podolie. Les guerres de cette période causent des pertes démographiques, à la fois par la conscription des hommes qui ne contribuent plus à la fécondité, par l'alourdissement de la charge fiscale et matérielle et, pendant la campagne de 1812, par les dommages considérables subis par le territoire national. Le gouvernement en est conscient puisqu'il organise deux « revisions » à d'assez cours intervalles, en 1811 et 1815. Pour les gouvernements où on dispose de recensements fiables, l'accroissement annuel moyen est de 0,61% entre 1782 et 1795, 0,91% entre 1795 et 1811 et 0,42% entre 1811 et 1815.
Entre 1782 et 1795 où les guerres se déroulent pour l'essentiel hors du territoire national, l'armée recrute 642 750 hommes. De 1795 à 1811, le poids du recrutement militaire s'accroit mais une succession de bonnes récoltes permet de maintenir une croissance démographique élevée. Entre 1811 et 1815, au contraire, le déficit est sensible dans une grande partie de l'Empire. Dans le district de Kalouga, directement touché par les opérations militaires de 1812, on ne compte que 50 naissances masculines pour 100 décès en 1813. Au total, entre 1811 et 1815, la population stagne dans le gouvernement de Moscou et diminue de 1,57% à 3,72% dans ceux de Kalouga, Smolensk, Moguilev et Vitebsk. Elle diminue aussi dans les régions de colonisation ancienne (XVIe – XVIIe siècle) qui ne sont pas directement touchées par les combats. Au contraire, elle continue d'augmenter dans les régions de colonisation nouvelle où les terres cultivables abondent et où, en l'absence de servage, les conditions de vie des paysans sont meilleures.
Les réquisitions de vivres, payées tardivement et en-dessous de leur prix, s'ajoutent aux prélèvements en hommes : en 1812, le seul gouvernement de Moguilev doit fournir 3 000 tonnes de farine et 300 tonnes de viande.
L'effectif combiné de l'armée et de la flotte passe de 518 000 dans les années 1780 à 460 000 dans les années 1790, 630 000 en 1811 et 627 000 en 1815. Les guerres contre la Pologne en 1792 et 1794 ne coûtent que 9 000 tués et blessés au total ; celles contre la Suède, 17 000 en 1788-1790 et 10 450 (dont 7 000 par maladie) en 1808-1809. La guerre de 1787-1791 contre l'Empire ottoman coûte 55 000 morts, celle de 1806-1811, 83 800 dont 70 000 par maladies. Les opérations en Perse et dans le Caucase coûtent un peu plus de 4 000 morts russes.
Le bilan des campagnes contre la France est beaucoup plus lourd. La bataille d'Austerlitz coûte aux Russes 21 000 hommes tués, blessés ou capturés sur 75 000 ; celle d'Eylau, 26 000 sur 75 000. À la Moskova, les pertes russes sont estimées entre 42 000 et 58 000, soit la journée de combat la plus meurtrière avant la bataille de la Somme de 1916. La division mixte de grenadiers de M.S. Vorontsov est réduit de 4 000 à 300 hommes ; le régiment de dragons de Sibérie, de 1 062 hommes au départ, tombe à 125 hommes et 3 officiers. Souvorov perd 14 173 tués et blessés dans la campagne de 1799. Celles de 1805 et 1806-1807 coûtent 143 516 morts dont 60 000 par suite de blessures et maladies. Les pertes de la campagne de 1812 s'élèvent à 210 000 hommes, y compris les cosaques et la milice, dont 70 000 au combat et 140 000 par maladies. Enfin, les campagnes de 1813-1814 coûtent 106 696 pertes dont 61 000 tués ou morts par suite de blessures. Au total, les pertes militaires russes de 1789 à 1815 s'élèvent à 660 000 hommes.

### Une mémoire nationale incomplète

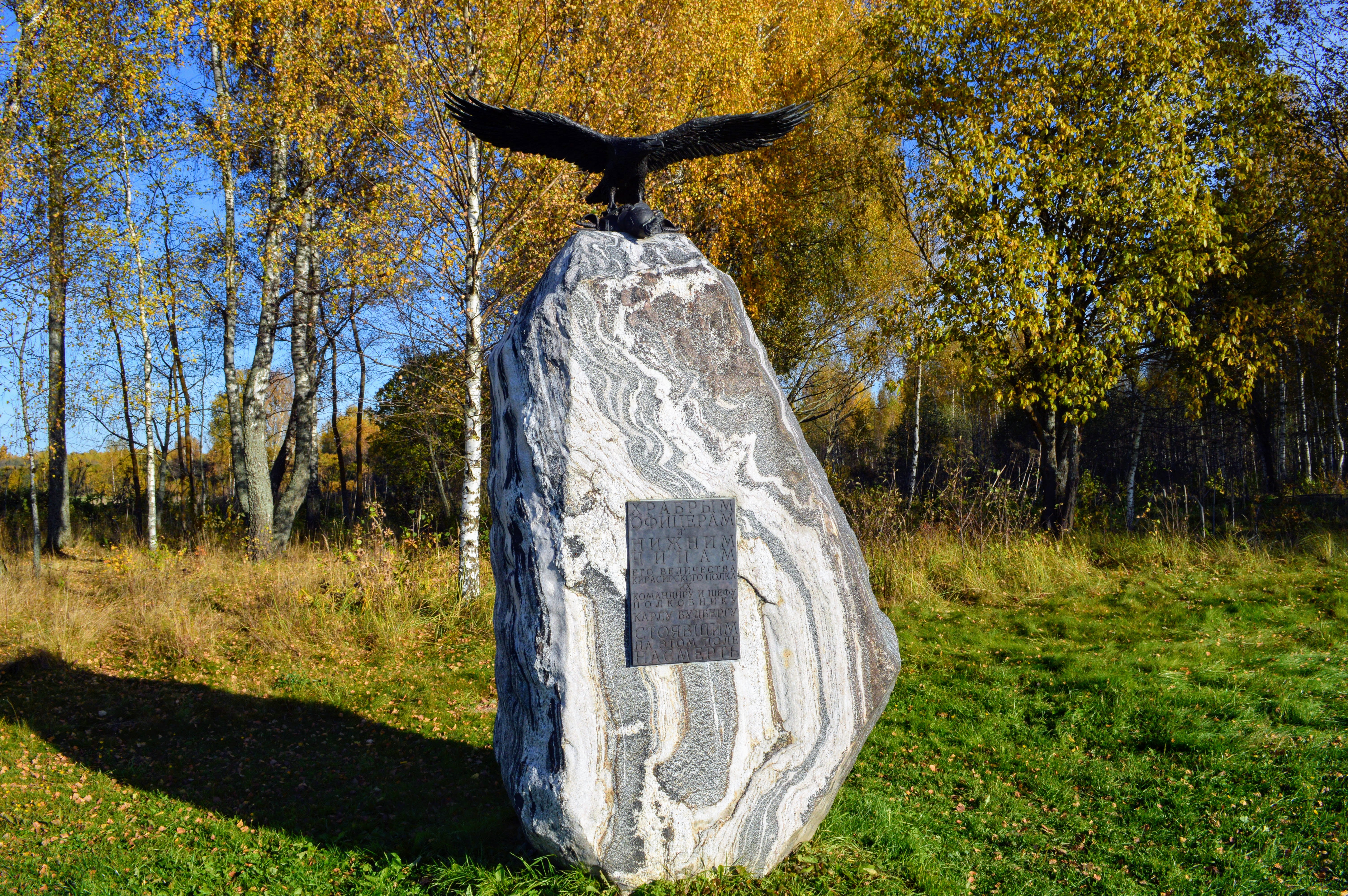
Monument commémoratif de la bataille de la Moskova, 1912.

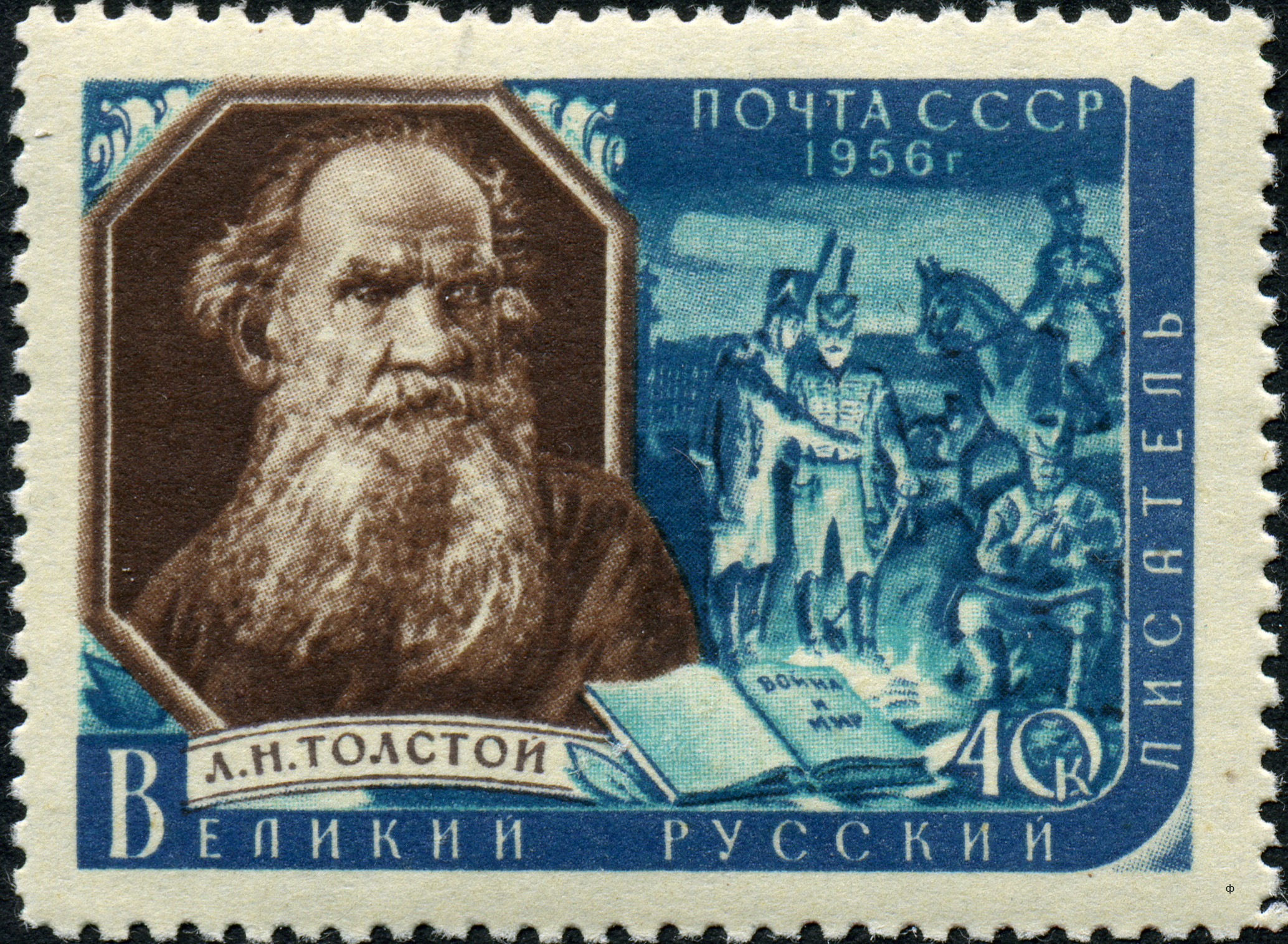
Guerre et paix de Léon Tolstoï, timbre-poste soviétique de 1956.

Peu de témoins russes ont laissé un récit des campagnes contre Napoléon et on doit souvent se fier à des témoins étrangers. Eugène de Wurtemberg, général allemand au service de la Russie, a laissé des mémoires historiquement intéressants, comme son compatriote Clausewitz, officier d'état-major d'Alexandre. L'émigré français Langeron et l'attaché militaire britannique Robert Thomas Wilson ont aussi relaté leur expérience auprès de l'armée russe. Sur un million et demi de Russes qui ont servi comme soldats ou sous-officiers dans l'armée ou la milice pendant les campagnes de 1812-1814, seulement deux ont laissé des mémoires ; quelques autres sont connus par les archives régimentaires ou par des souvenirs recueillis plusieurs décennies plus tard.
Nicolas Ier, qui succède à Alexandre en 1825, fait élever la colonne d'Alexandre à Saint-Pétersbourg en 1834 mais le souvenir de la campagne de France est en partie censuré, notamment parce que plusieurs de ses officiers comme Sergueï Volkonski et Mikhaïl Orlov (ru) ont été compromis dans l'insurrection décabriste ; peu d'ouvrages historiques sont publiés, notamment ceux de F. Orlov et Alexandre Mikhaïlovski-Danilevski. C'est seulement en 1865 que Modest Bogdanovitch (en) publie son Histoire de la campagne de France de 1814 et de la chute de Napoléon. Dans la mémoire collective russe, le souvenir des guerres napoléoniennes est largement dominé par l'image héroïque de la campagne de 1812, marquée par l'union patriotique de l'empereur, de l'armée et du peuple et qui a largement occulté celles de 1813 et 1814. Léon Tolstoï, dans son roman Guerre et Paix, évoque à peine la figure d'Alexandre et de la plupart de ses généraux ; il préfère glorifier Koutouzov, pourtant aristocrate et courtisan, comme incarnation de l'esprit du peuple russe qui est le véritable héros de son récit. Cette version est plus tard officialisée par le régime soviétique : 1812 est présenté comme une victoire de la résistance populaire où les élites discréditées de la noblesse russe ont peu de part. Dans l'historiographie russe des deux derniers siècles, on trouve probablement cent fois plus de publications sur la campagne de 1812 que sur celles de 1813-1814 dont l'intérêt stratégique est rarement perçu.
Le centenaire de la victoire russe, en 1914, tombe dans une période de tension internationale peu favorable aux célébrations même si le grand-duc Nicolas Nikolaïevitch encourage les études sur les campagnes de l'époque napoléonienne. Au contraire, le second centenaire, en 2014, est célébré par une messe d'action de grâce à la cathédrale Saint-Isaac de Saint-Pétersbourg et une reconstitution grandeur nature de la bataille de Paris.